# Liste des épisodes de Dragon Ball
La liste des épisodes de Dragon Ball, série télévisée d'animation japonaise, comporte 153 épisodes.
Elle a été diffusée entre le 26 février 1986 et le 19 avril 1989, réalisée par Daisuke Nishio et scénarisée par Takao Koyama.

## Légende des tableaux
|  | Épisodes adaptés (sans couleur d'arrière plan) |

|  |  |  | Épisodes filler (hors manga) |

Légende : (épisodes surlignés en couleur : filler - épisodes hors manga exclusifs à l'anime).

## Génériques

### Début
| Numéro | Titre                   | Artiste          | Épisodes | 1re date de diffusion |
| ------ | ----------------------- | ---------------- | -------- | --------------------- |
| 1      | Maka Fushigi Adventure! | Takahashi Hiroki | 1-153    | 26 février 1986       |

### Fin
| Numéro | Titre             | Artiste         | Épisodes | 1re date de diffusion |
| ------ | ----------------- | --------------- | -------- | --------------------- |
| 1      | Romantic Ageru yo | Ushio Hashimoto | 1-153    | 26 février 1986       |

## Répartition des arcs
| # | # | Début             | Fin              | Arcs                       | Arcs                             | Arcs                                               | # | # |
| - | - | ----------------- | ---------------- | -------------------------- | -------------------------------- | -------------------------------------------------- | - | - |
|   | 1 | 26 février 1986   | 21 mai 1986      | Saga Son Goku              |                                  | Arc Recherche des Dragon Balls                     | 1 |   |
|   | 1 | 26 février 1986   | 21 mai 1986      | Saga Son Goku              |                                  | Arc Recherche des Dragon Balls                     | 1 |   |
|   | 1 | 26 février 1986   | 21 mai 1986      | Saga Son Goku              |                                  | Arc Recherche des Dragon Balls                     | 1 |   |
|   | 1 | 26 février 1986   | 21 mai 1986      | Saga Son Goku              |                                  | Arc Recherche des Dragon Balls                     | 1 |   |
|   | 1 | 26 février 1986   | 21 mai 1986      | Saga Son Goku              |                                  | Arc Recherche des Dragon Balls                     | 1 |   |
|   | 1 | 26 février 1986   | 21 mai 1986      | Saga Son Goku              |                                  | Arc Recherche des Dragon Balls                     | 1 |   |
|   | 1 | 26 février 1986   | 21 mai 1986      | Saga Son Goku              |                                  | Arc Recherche des Dragon Balls                     | 1 |   |
|   | 1 | 26 février 1986   | 21 mai 1986      | Saga Son Goku              |                                  | Arc Recherche des Dragon Balls                     | 1 |   |
|   | 1 | 26 février 1986   | 21 mai 1986      | Saga Son Goku              |                                  | Arc Recherche des Dragon Balls                     | 1 |   |
|   | 1 | 26 février 1986   | 21 mai 1986      | Saga Son Goku              | Arc Roi Pilaf                    |                                                    | 1 |   |
|   | 1 | 26 février 1986   | 21 mai 1986      | Saga Son Goku              |                                  |                                                    | 1 |   |
|   | 1 | 26 février 1986   | 21 mai 1986      | Saga Son Goku              |                                  |                                                    | 1 |   |
|   | 1 | 26 février 1986   | 21 mai 1986      | Saga Son Goku              |                                  |                                                    | 1 |   |
|   | 2 | 28 mai 1986       | 3 septembre 1986 | Saga 21e Tenkaichi Budokai |                                  | Arc Entrainement chez Kamé Sennin                  | 2 |   |
|   | 2 | 28 mai 1986       | 3 septembre 1986 | Saga 21e Tenkaichi Budokai |                                  | Arc Entrainement chez Kamé Sennin                  | 2 |   |
|   | 2 | 28 mai 1986       | 3 septembre 1986 | Saga 21e Tenkaichi Budokai |                                  | Arc Entrainement chez Kamé Sennin                  | 2 |   |
|   | 2 | 28 mai 1986       | 3 septembre 1986 | Saga 21e Tenkaichi Budokai |                                  | Arc Entrainement chez Kamé Sennin                  | 2 |   |
|   | 2 | 28 mai 1986       | 3 septembre 1986 | Saga 21e Tenkaichi Budokai |                                  | Arc Entrainement chez Kamé Sennin                  | 2 |   |
|   | 2 | 28 mai 1986       | 3 septembre 1986 | Saga 21e Tenkaichi Budokai | Arc 21e Tenkaichi Budokai        |                                                    | 2 |   |
|   | 2 | 28 mai 1986       | 3 septembre 1986 | Saga 21e Tenkaichi Budokai |                                  |                                                    | 2 |   |
|   | 2 | 28 mai 1986       | 3 septembre 1986 | Saga 21e Tenkaichi Budokai |                                  |                                                    | 2 |   |
|   | 2 | 28 mai 1986       | 3 septembre 1986 | Saga 21e Tenkaichi Budokai |                                  |                                                    | 2 |   |
|   | 2 | 28 mai 1986       | 3 septembre 1986 | Saga 21e Tenkaichi Budokai |                                  |                                                    | 2 |   |
|   | 2 | 28 mai 1986       | 3 septembre 1986 | Saga 21e Tenkaichi Budokai |                                  |                                                    | 2 |   |
|   | 2 | 28 mai 1986       | 3 septembre 1986 | Saga 21e Tenkaichi Budokai |                                  |                                                    | 2 |   |
|   | 2 | 28 mai 1986       | 3 septembre 1986 | Saga 21e Tenkaichi Budokai |                                  |                                                    | 2 |   |
|   | 2 | 28 mai 1986       | 3 septembre 1986 | Saga 21e Tenkaichi Budokai |                                  |                                                    | 2 |   |
|   | 2 | 28 mai 1986       | 3 septembre 1986 | Saga 21e Tenkaichi Budokai |                                  |                                                    | 2 |   |
|   | 3 | 10 septembre 1986 | 1er juillet 1987 | Saga Armée du Red Ribbon   |                                  | Arc Capitaine Silver                               | 3 |   |
|   | 3 | 10 septembre 1986 | 1er juillet 1987 | Saga Armée du Red Ribbon   |                                  | Arc Capitaine Silver                               | 3 |   |
|   | 3 | 10 septembre 1986 | 1er juillet 1987 | Saga Armée du Red Ribbon   |                                  | Arc Capitaine Silver                               | 3 |   |
|   | 3 | 10 septembre 1986 | 1er juillet 1987 | Saga Armée du Red Ribbon   |                                  | Arc Capitaine Silver                               | 3 |   |
|   | 3 | 10 septembre 1986 | 1er juillet 1987 | Saga Armée du Red Ribbon   |                                  | Arc Capitaine Silver                               | 3 |   |
|   | 3 | 10 septembre 1986 | 1er juillet 1987 | Saga Armée du Red Ribbon   |                                  | Arc Capitaine Silver                               | 3 |   |
|   | 3 | 10 septembre 1986 | 1er juillet 1987 | Saga Armée du Red Ribbon   | Arc Commandant White             |                                                    | 3 |   |
|   | 3 | 10 septembre 1986 | 1er juillet 1987 | Saga Armée du Red Ribbon   |                                  |                                                    | 3 |   |
|   | 3 | 10 septembre 1986 | 1er juillet 1987 | Saga Armée du Red Ribbon   |                                  |                                                    | 3 |   |
|   | 3 | 10 septembre 1986 | 1er juillet 1987 | Saga Armée du Red Ribbon   |                                  |                                                    | 3 |   |
|   | 3 | 10 septembre 1986 | 1er juillet 1987 | Saga Armée du Red Ribbon   |                                  |                                                    | 3 |   |
|   | 3 | 10 septembre 1986 | 1er juillet 1987 | Saga Armée du Red Ribbon   |                                  |                                                    | 3 |   |
|   | 3 | 10 septembre 1986 | 1er juillet 1987 | Saga Armée du Red Ribbon   |                                  |                                                    | 3 |   |
|   | 3 | 10 septembre 1986 | 1er juillet 1987 | Saga Armée du Red Ribbon   |                                  |                                                    | 3 |   |
|   | 3 | 10 septembre 1986 | 1er juillet 1987 | Saga Armée du Red Ribbon   |                                  |                                                    | 3 |   |
|   | 3 | 10 septembre 1986 | 1er juillet 1987 | Saga Armée du Red Ribbon   |                                  |                                                    | 3 |   |
|   | 3 | 10 septembre 1986 | 1er juillet 1987 | Saga Armée du Red Ribbon   |                                  |                                                    | 3 |   |
|   | 3 | 10 septembre 1986 | 1er juillet 1987 | Saga Armée du Red Ribbon   | Arc Commandant Blue              |                                                    | 3 |   |
|   | 3 | 10 septembre 1986 | 1er juillet 1987 | Saga Armée du Red Ribbon   |                                  |                                                    | 3 |   |
|   | 3 | 10 septembre 1986 | 1er juillet 1987 | Saga Armée du Red Ribbon   |                                  |                                                    | 3 |   |
|   | 3 | 10 septembre 1986 | 1er juillet 1987 | Saga Armée du Red Ribbon   |                                  |                                                    | 3 |   |
|   | 3 | 10 septembre 1986 | 1er juillet 1987 | Saga Armée du Red Ribbon   |                                  |                                                    | 3 |   |
|   | 3 | 10 septembre 1986 | 1er juillet 1987 | Saga Armée du Red Ribbon   |                                  |                                                    | 3 |   |
|   | 3 | 10 septembre 1986 | 1er juillet 1987 | Saga Armée du Red Ribbon   |                                  |                                                    | 3 |   |
|   | 3 | 10 septembre 1986 | 1er juillet 1987 | Saga Armée du Red Ribbon   |                                  |                                                    | 3 |   |
|   | 3 | 10 septembre 1986 | 1er juillet 1987 | Saga Armée du Red Ribbon   |                                  |                                                    | 3 |   |
|   | 3 | 10 septembre 1986 | 1er juillet 1987 | Saga Armée du Red Ribbon   |                                  |                                                    | 3 |   |
|   | 3 | 10 septembre 1986 | 1er juillet 1987 | Saga Armée du Red Ribbon   |                                  |                                                    | 3 |   |
|   | 3 | 10 septembre 1986 | 1er juillet 1987 | Saga Armée du Red Ribbon   |                                  |                                                    | 3 |   |
|   | 3 | 10 septembre 1986 | 1er juillet 1987 | Saga Armée du Red Ribbon   |                                  |                                                    | 3 |   |
|   | 3 | 10 septembre 1986 | 1er juillet 1987 | Saga Armée du Red Ribbon   | Arc Tao Pai Pai                  |                                                    | 3 |   |
|   | 3 | 10 septembre 1986 | 1er juillet 1987 | Saga Armée du Red Ribbon   |                                  |                                                    | 3 |   |
|   | 3 | 10 septembre 1986 | 1er juillet 1987 | Saga Armée du Red Ribbon   |                                  |                                                    | 3 |   |
|   | 3 | 10 septembre 1986 | 1er juillet 1987 | Saga Armée du Red Ribbon   |                                  |                                                    | 3 |   |
|   | 3 | 10 septembre 1986 | 1er juillet 1987 | Saga Armée du Red Ribbon   |                                  |                                                    | 3 |   |
|   | 3 | 10 septembre 1986 | 1er juillet 1987 | Saga Armée du Red Ribbon   |                                  |                                                    | 3 |   |
|   | 3 | 10 septembre 1986 | 1er juillet 1987 | Saga Armée du Red Ribbon   | Arc Général Red et Colonel Black |                                                    | 3 |   |
|   | 3 | 10 septembre 1986 | 1er juillet 1987 | Saga Armée du Red Ribbon   |                                  |                                                    | 3 |   |
|   | 3 | 10 septembre 1986 | 1er juillet 1987 | Saga Armée du Red Ribbon   |                                  |                                                    | 3 |   |
|   | 3 | 10 septembre 1986 | 1er juillet 1987 | Saga Armée du Red Ribbon   |                                  |                                                    | 3 |   |
|   | 4 | 8 juillet 1987    | 9 septembre 1987 | Saga Baba la voyante       |                                  |                                                    | 4 |   |
|   | 4 | 8 juillet 1987    | 9 septembre 1987 | Saga Baba la voyante       |                                  |                                                    | 4 |   |
|   | 4 | 8 juillet 1987    | 9 septembre 1987 | Saga Baba la voyante       |                                  |                                                    | 4 |   |
|   | 4 | 8 juillet 1987    | 9 septembre 1987 | Saga Baba la voyante       |                                  |                                                    | 4 |   |
|   | 4 | 8 juillet 1987    | 9 septembre 1987 | Saga Baba la voyante       |                                  |                                                    | 4 |   |
|   | 4 | 8 juillet 1987    | 9 septembre 1987 | Saga Baba la voyante       |                                  |                                                    | 4 |   |
|   | 4 | 8 juillet 1987    | 9 septembre 1987 | Saga Baba la voyante       |                                  |                                                    | 4 |   |
|   | 4 | 8 juillet 1987    | 9 septembre 1987 | Saga Baba la voyante       |                                  |                                                    | 4 |   |
|   | 4 | 8 juillet 1987    | 9 septembre 1987 | Saga Baba la voyante       |                                  |                                                    | 4 |   |
|   | 4 | 8 juillet 1987    | 9 septembre 1987 | Saga Baba la voyante       |                                  |                                                    | 4 |   |
|   | 5 | 16 septembre 1987 | 17 février 1988  | Saga Ten Shin Han          |                                  | Arc Entrainement de Son Goku                       | 5 |   |
|   | 5 | 16 septembre 1987 | 17 février 1988  | Saga Ten Shin Han          |                                  | Arc Entrainement de Son Goku                       | 5 |   |
|   | 5 | 16 septembre 1987 | 17 février 1988  | Saga Ten Shin Han          |                                  | Arc Entrainement de Son Goku                       | 5 |   |
|   | 5 | 16 septembre 1987 | 17 février 1988  | Saga Ten Shin Han          |                                  | Arc Entrainement de Son Goku                       | 5 |   |
|   | 5 | 16 septembre 1987 | 17 février 1988  | Saga Ten Shin Han          |                                  | Arc Entrainement de Son Goku                       | 5 |   |
|   | 5 | 16 septembre 1987 | 17 février 1988  | Saga Ten Shin Han          | Arc 22e Tenkaichi Budokai        |                                                    | 5 |   |
|   | 5 | 16 septembre 1987 | 17 février 1988  | Saga Ten Shin Han          |                                  |                                                    | 5 |   |
|   | 5 | 16 septembre 1987 | 17 février 1988  | Saga Ten Shin Han          |                                  |                                                    | 5 |   |
|   | 5 | 16 septembre 1987 | 17 février 1988  | Saga Ten Shin Han          |                                  |                                                    | 5 |   |
|   | 5 | 16 septembre 1987 | 17 février 1988  | Saga Ten Shin Han          |                                  |                                                    | 5 |   |
|   | 5 | 16 septembre 1987 | 17 février 1988  | Saga Ten Shin Han          |                                  |                                                    | 5 |   |
|   | 5 | 16 septembre 1987 | 17 février 1988  | Saga Ten Shin Han          |                                  |                                                    | 5 |   |
|   | 5 | 16 septembre 1987 | 17 février 1988  | Saga Ten Shin Han          |                                  |                                                    | 5 |   |
|   | 5 | 16 septembre 1987 | 17 février 1988  | Saga Ten Shin Han          |                                  |                                                    | 5 |   |
|   | 5 | 16 septembre 1987 | 17 février 1988  | Saga Ten Shin Han          |                                  |                                                    | 5 |   |
|   | 5 | 16 septembre 1987 | 17 février 1988  | Saga Ten Shin Han          |                                  |                                                    | 5 |   |
|   | 5 | 16 septembre 1987 | 17 février 1988  | Saga Ten Shin Han          |                                  |                                                    | 5 |   |
|   | 5 | 16 septembre 1987 | 17 février 1988  | Saga Ten Shin Han          |                                  |                                                    | 5 |   |
|   | 5 | 16 septembre 1987 | 17 février 1988  | Saga Ten Shin Han          |                                  |                                                    | 5 |   |
|   | 5 | 16 septembre 1987 | 17 février 1988  | Saga Ten Shin Han          |                                  |                                                    | 5 |   |
|   | 5 | 16 septembre 1987 | 17 février 1988  | Saga Ten Shin Han          |                                  |                                                    | 5 |   |
|   | 5 | 16 septembre 1987 | 17 février 1988  | Saga Ten Shin Han          |                                  |                                                    | 5 |   |
|   | 5 | 16 septembre 1987 | 17 février 1988  | Saga Ten Shin Han          |                                  |                                                    | 5 |   |
|   | 6 | 24 février 1988   | 10 août 1988     | Saga Roi démon Piccolo     |                                  |                                                    | 6 |   |
|   | 6 | 24 février 1988   | 10 août 1988     | Saga Roi démon Piccolo     |                                  |                                                    | 6 |   |
|   | 6 | 24 février 1988   | 10 août 1988     | Saga Roi démon Piccolo     |                                  |                                                    | 6 |   |
|   | 6 | 24 février 1988   | 10 août 1988     | Saga Roi démon Piccolo     |                                  |                                                    | 6 |   |
|   | 6 | 24 février 1988   | 10 août 1988     | Saga Roi démon Piccolo     |                                  |                                                    | 6 |   |
|   | 6 | 24 février 1988   | 10 août 1988     | Saga Roi démon Piccolo     |                                  |                                                    | 6 |   |
|   | 6 | 24 février 1988   | 10 août 1988     | Saga Roi démon Piccolo     |                                  |                                                    | 6 |   |
|   | 6 | 24 février 1988   | 10 août 1988     | Saga Roi démon Piccolo     |                                  |                                                    | 6 |   |
|   | 6 | 24 février 1988   | 10 août 1988     | Saga Roi démon Piccolo     |                                  |                                                    | 6 |   |
|   | 6 | 24 février 1988   | 10 août 1988     | Saga Roi démon Piccolo     |                                  |                                                    | 6 |   |
|   | 6 | 24 février 1988   | 10 août 1988     | Saga Roi démon Piccolo     |                                  |                                                    | 6 |   |
|   | 6 | 24 février 1988   | 10 août 1988     | Saga Roi démon Piccolo     |                                  |                                                    | 6 |   |
|   | 6 | 24 février 1988   | 10 août 1988     | Saga Roi démon Piccolo     |                                  |                                                    | 6 |   |
|   | 6 | 24 février 1988   | 10 août 1988     | Saga Roi démon Piccolo     |                                  |                                                    | 6 |   |
|   | 6 | 24 février 1988   | 10 août 1988     | Saga Roi démon Piccolo     |                                  |                                                    | 6 |   |
|   | 6 | 24 février 1988   | 10 août 1988     | Saga Roi démon Piccolo     |                                  |                                                    | 6 |   |
|   | 6 | 24 février 1988   | 10 août 1988     | Saga Roi démon Piccolo     |                                  |                                                    | 6 |   |
|   | 6 | 24 février 1988   | 10 août 1988     | Saga Roi démon Piccolo     |                                  |                                                    | 6 |   |
|   | 6 | 24 février 1988   | 10 août 1988     | Saga Roi démon Piccolo     |                                  |                                                    | 6 |   |
|   | 6 | 24 février 1988   | 10 août 1988     | Saga Roi démon Piccolo     |                                  |                                                    | 6 |   |
|   | 6 | 24 février 1988   | 10 août 1988     | Saga Roi démon Piccolo     |                                  |                                                    | 6 |   |
|   | 7 | 17 août 1988      | 19 avril 1989    | Saga Piccolo               |                                  | Arc Entrainement de Son Goku chez le Tout-Puissant | 7 |   |
|   | 7 | 17 août 1988      | 19 avril 1989    | Saga Piccolo               |                                  | Arc Entrainement de Son Goku chez le Tout-Puissant | 7 |   |
|   | 7 | 17 août 1988      | 19 avril 1989    | Saga Piccolo               |                                  | Arc Entrainement de Son Goku chez le Tout-Puissant | 7 |   |
|   | 7 | 17 août 1988      | 19 avril 1989    | Saga Piccolo               |                                  | Arc Entrainement de Son Goku chez le Tout-Puissant | 7 |   |
|   | 7 | 17 août 1988      | 19 avril 1989    | Saga Piccolo               |                                  | Arc Entrainement de Son Goku chez le Tout-Puissant | 7 |   |
|   | 7 | 17 août 1988      | 19 avril 1989    | Saga Piccolo               |                                  | Arc Entrainement de Son Goku chez le Tout-Puissant | 7 |   |
|   | 7 | 17 août 1988      | 19 avril 1989    | Saga Piccolo               |                                  | Arc Entrainement de Son Goku chez le Tout-Puissant | 7 |   |
|   | 7 | 17 août 1988      | 19 avril 1989    | Saga Piccolo               |                                  | Arc Entrainement de Son Goku chez le Tout-Puissant | 7 |   |
|   | 7 | 17 août 1988      | 19 avril 1989    | Saga Piccolo               |                                  | Arc Entrainement de Son Goku chez le Tout-Puissant | 7 |   |
|   | 7 | 17 août 1988      | 19 avril 1989    | Saga Piccolo               | Arc 23e Tenkaichi Budokai        |                                                    | 7 |   |
|   | 7 | 17 août 1988      | 19 avril 1989    | Saga Piccolo               |                                  |                                                    | 7 |   |
|   | 7 | 17 août 1988      | 19 avril 1989    | Saga Piccolo               |                                  |                                                    | 7 |   |
|   | 7 | 17 août 1988      | 19 avril 1989    | Saga Piccolo               |                                  |                                                    | 7 |   |
|   | 7 | 17 août 1988      | 19 avril 1989    | Saga Piccolo               |                                  |                                                    | 7 |   |
|   | 7 | 17 août 1988      | 19 avril 1989    | Saga Piccolo               |                                  |                                                    | 7 |   |
|   | 7 | 17 août 1988      | 19 avril 1989    | Saga Piccolo               |                                  |                                                    | 7 |   |
|   | 7 | 17 août 1988      | 19 avril 1989    | Saga Piccolo               |                                  |                                                    | 7 |   |
|   | 7 | 17 août 1988      | 19 avril 1989    | Saga Piccolo               |                                  |                                                    | 7 |   |
|   | 7 | 17 août 1988      | 19 avril 1989    | Saga Piccolo               |                                  |                                                    | 7 |   |
|   | 7 | 17 août 1988      | 19 avril 1989    | Saga Piccolo               |                                  |                                                    | 7 |   |
|   | 7 | 17 août 1988      | 19 avril 1989    | Saga Piccolo               |                                  |                                                    | 7 |   |
|   | 7 | 17 août 1988      | 19 avril 1989    | Saga Piccolo               |                                  |                                                    | 7 |   |
|   | 7 | 17 août 1988      | 19 avril 1989    | Saga Piccolo               |                                  |                                                    | 7 |   |
|   | 7 | 17 août 1988      | 19 avril 1989    | Saga Piccolo               |                                  |                                                    | 7 |   |
|   | 7 | 17 août 1988      | 19 avril 1989    | Saga Piccolo               |                                  |                                                    | 7 |   |
|   | 7 | 17 août 1988      | 19 avril 1989    | Saga Piccolo               |                                  |                                                    | 7 |   |
|   | 7 | 17 août 1988      | 19 avril 1989    | Saga Piccolo               |                                  |                                                    | 7 |   |
|   | 7 | 17 août 1988      | 19 avril 1989    | Saga Piccolo               |                                  |                                                    | 7 |   |
|   | 7 | 17 août 1988      | 19 avril 1989    | Saga Piccolo               |                                  |                                                    | 7 |   |
|   | 7 | 17 août 1988      | 19 avril 1989    | Saga Piccolo               |                                  |                                                    | 7 |   |
|   | 7 | 17 août 1988      | 19 avril 1989    | Saga Piccolo               |                                  |                                                    | 7 |   |
| # | # | Début             | Fin              | Arcs                       | Arcs                             | Arcs                                               | # | # |

## Saison 1
| No | Titre français                          | Titre japonais             | Titre japonais                                                                          | Date de 1re diffusion |
| No | Titre français                          | Kanji                      | Rōmaji                                                                                  | Date de 1re diffusion |
| --- | --------------------------------------- | -------------------------- | --------------------------------------------------------------------------------------- | --------------------- |
| 1 | Le Grand Départ                         | ブルマと孫悟空             | Buruma to Son Gokū (Bulma et Son Gokû)                                                  | 26 février 1986       |
| [Chapitre 1] — L'histoire s'ouvre sur une nature oubliée de toute civilisation, où habite Son Goku, un jeune garçon vivant seul dans ce lieu après la mort de son grand-père adoptif. On découvre un personnage doté d’une grande force, se jouant d’un tigre à dents de sabre et pêchant un piranha géant, mais également plein d’innocence, vivant simplement avec ce que lui procure la nature et chérissant le dernier souvenir de son grand-père, une boule de cristal. En revenant de la pêche, il fait une rencontre fracassante avec Bulma, une jeune fille de la ville. Après un échange quelque peu musclé, Son Goku décide de lui faire partager son repas et l’invite chez lui. Dans la maison, Bulma découvre avec stupeur que la boule de cristal de Son Goku n’est autre qu’une des sept Dragon Balls, objets de grand pouvoir. Au même moment, dans un lieu inconnu, le Roi Pilaf et ses acolytes découvrent également une Dragon Ball, la boule à une étoile. On y apprend la légende des Dragon Balls. Celui qui réunira les sept et prononcera l’incantation exacte sera en mesure d’invoquer Shenron, le légendaire dieu dragon, et de lui demander de réaliser son souhait le plus cher. Bulma, possédant déjà deux Dragon Balls et cherchant à les rassembler afin de demander au dragon un fiancé idéal, demande à Son Goku de lui remettre la Dragon Ball qu’il possède : Su Shinchu, la boule à quatre étoiles. Devant le refus de celui-ci, elle lui propose de l’accompagner pour qu’il l’aide à retrouver les boules manquantes en lui assurant qu’elle lui rendrait la sienne dès que cela sera fait, et que de cette manière, il pourra également s’entraîner pour devenir plus fort, ce qui finit par convaincre le jeune garçon. Dès les premiers instants de leur périple, Bulma est capturé par un ptérodactyle géant alors qu’elle s’était éloignée de la route afin de satisfaire un besoin pressant, alors que Son Goku est attaché à un arbre. Il se détache à l'aide de sa queue et, à l’aide de son bâton magique, le Nyoï Bo, parvient à vaincre le volatile et sauver sa partenaire. C’est la première victoire de Son Goku dans son voyage qui le mènera bien loin. |                                         |                            |                                                                                         |                       |
| 2 | Les Premiers Pas                        | あらららー!タマがない!     | Arararaa! Tama ga Nai! (Haaa ! Il n'y a plus les boules !)                              | 5 mars 1986           |
| [Chapitres 2-3] — Au crépuscule du premier jour, Son Goku et Bulma décident de s’arrêter pour passer la nuit. Dans la maison portative venant d’une Hop-pop Capsule, Son Goku découvre la technologie de la ville, notamment la télévision et l’électricité. Devant l’odeur du jeune garçon, Bulma décide de lui faire prendre un bain. Elle découvre alors avec stupeur alors que la queue de singe de Son Goku est une partie intégrante de son corps. Lors du tour de Bulma de prendre son bain, Son Goku propose de la laver pour lui rendre son service. En apprenant l’âge du petit inconvenant, 14 ans, soit deux ans de moins qu'elle, la jeune fille le chasse à grand renfort de produits de beauté. Pendant ce temps, dans le château de Pilaf, le roi et ses deux associés, Mai et Shu, continuent leur recherche des Dragon Balls. Pilaf explique que son souhait, une fois les boules en sa possession, consisterait à prendre le contrôle du monde afin de le débarrasser de sa saleté quotidienne pour en faire un lieu où règne la bienséance. De son côté, Son Goku décide de partir à la chasse car il ne veut pas manger la nourriture que lui propose Bulma. Pendant sa sortie nocturne, il confond l’avion des deux complices du roi Pilaf, envoyés en reconnaissance dans la Vallée du Dragon, avec un oiseau appétissant. Il les rejoint dans ladite vallée qui est en réalité infestée de loups. Son Goku, se rendant compte qu’il s’est trompé de proie, décide de prendre un des loups pour en faire son souper. De retour à la maison après son repas, l’heure étant venue de dormir, Son Goku fait part à Bulma de son histoire. S’il vit seul désormais, c’est qu’on l’aurait abandonné lorsqu’il était petit et qu’une personne qu’il appelle son grand-père l’aurait recueilli. Au lever du soleil, Bulma dormant, il décide de se reposer sur elle, comme il le faisait sur les bijoux de famille de son papy. Intrigué par l’absence de ceux-ci chez Bulma, il lui retire sa culotte et découvre avec horreur que les filles n'en ont pas. Réveillée par les cris, Bulma pense alors qu’on lui a volé les Dragon Balls mais elle s’est inquiétée pour rien. Son Goku, durant son exercice matinal, rencontre une tortue égarée en pleine nature qui cherche le chemin vers l'océan. Le jeune garçon, souhaitant voir l'océan, décide d'emmener la tortue jusqu'à la mer, à 120 kilomètres de là. Bulma, à peine réveillée, n'a d'autre choix que de suivre son partenaire. |                                         |                            |                                                                                         |                       |
| 3 | Le Nuage supersonique de Tortue Géniale | 亀仙人のキント雲           | Kame-Sen'nin no Kinto-Un (Le nuage Kinto-un de Kamé Sennin)                             | 12 mars 1986          |
| [Chapitres 3-4] — Son Goku, Bulma et la tortue égarée sont en chemin vers l’océan. En route, le jeune guerrier se débarrasse aisément, grâce à sa force et son agilité, d’un ours qui voulait manger la tortue. De retour à son lieu de vie, la tortue demande à ses deux sauveurs de l’attendre. Le Roi Pilaf, pendant ce temps, est informé de la présence d’une Dragon Ball sur une petite île perdue dans la mer. Il décide de s’envoler immédiatement avec ses deux acolytes pour récupérer l’objet. Sur la plage, la tortue revient avec un étrange homme sur sa carapace : Kamé Sennin, appelé également Tortue Géniale. Celui-ci, en reconnaissance du retour de la tortue, offre à Son Goku un Kinto-un, un nuage magique qui peut transporter une personne si celle-ci a le cœur pur. Dans le cas contraire, la personne ne tiendrait pas dessus. Sans aucun problème, le jeune garçon arrive à monter sur son nouveau moyen de transport, ce qui n’est pas le cas de Kamé Sennin qui passe au travers. Au même instant, sur l’île recherchée qui s’avère être celle où habite Kamé Sennin, Pilaf et ses compagnons tentent d’entrer dans la petite maison du maître des tortues afin de dérober la Dragon Ball. De l’autre côté de l’océan, Bulma demande à Kamé Sennin si elle peut également avoir un cadeau. Celui-ci accepte à condition qu’elle lui montre sa culotte. Elle soulève alors sa chemise de nuit sans se douter que Son Goku la lui a retirée la nuit précédente. Bulma remarque alors autour du cou du vieillard une Dragon Ball lui servant de collier. Elle réussit à l’obtenir après un dernier levé de pyjama qui finit de convaincre l’opportuniste Kamé Sennin. Les deux héros possèdent désormais quatre des sept Dragon Balls. De retour dans la maison capsule, Bulma se rend compte de son absence de sous-vêtement et corrige vertement le jeune innocent qui est responsable de ce manque. Ils reprennent ensuite la route tandis que Kamé Sennin, de retour sur son île, annonce aux trois intrus que l’objet qu’ils recherchent n’est plus sur l’île et a été donné à une jeune fille et au garçon qui l’accompagnait. Reconnaissant la description du petit brin d’homme qu’ils avaient rencontré dans la Vallée du Dragon, Mai, Shu et le Roi Pilaf se lancent à la poursuite du duo. |                                         |                            |                                                                                         |                       |
| 4 | Le Grand Malfaisant                     | 人さらい妖怪ウーロン       | Hitosarai Yōkai Ūron (Oolong, le monstre ravisseur)                                     | 19 mars 1986          |
| [Chapitres 4-5-6] — Trois jours se sont écoulés depuis la rencontre avec Kamé Sennin. Bulma et Son Goku arrivent finalement dans un village où devrait se trouver la cinquième Dragon Ball qu'ils recherchent. Mais à leur arrivée, le village semble désert, bien que Son Goku sente la présence des habitants. Pour en avoir le cœur net, il décide d’entrer dans une des maisons. Mais à peine a-t-il franchi le pas de la porte que sa tête entre violemment en contact avec la lame d'une hache qui se brise sous le choc. Le villageois responsable du coup, voyant que son action a été vaine, implore le pardon d’un certain Oolong. Après ce dangereux quiproquo, le village qui s’est ressemblé autour des deux voyageurs explique qu’Oolong est un monstre effrayant, pouvant changer de forme selon son souhait, qui fait planer une menace constante sur les habitants. Il avait prévu de venir ce jour-là enlever la fille de la personne qui a accueilli Son Goku avec fracas. Bulma, après s’être assurée qu’une Dragon Ball était bien en possession des villageois, propose son aide pour débarrasser le village du grand malfaisant en échange de ladite boule. Le plan consiste à déguiser Son Goku en petite fille pour qu’il soit emmené dans le repaire de Oolong afin de libérer les filles qu’il a déjà enlevées, tandis que Bulma, de son côté, prie pour lui. Mais à l’arrivée du monstre, un immense démon rouge portant un smoking blanc, le plan tourne court : Son Goku ne peut plus retenir son envie d’aller aux toilettes. Oolong, croyant que son apparence terrifiante est à l’origine des tremblements qui agitent son objectif, se transforme en un élégant gentleman. Bulma surgit alors, ne pouvant se contrôler devant un bel homme, et Son Goku en profite pour soulager son besoin. Voyant qu’on a tenté de tromper, Oolong prend l’apparence d’un taureau géant et Son Goku peut enfin le mettre au défi. Mais brusquement, en voyant l’horloge, le monstre prend la fuite et, derrière le mur du village, reprend sa forme originelle, celle d’un petit cochon. En effet, Oolong a le pouvoir de se transformer, mais seulement durant 5 minutes et il doit ensuite se reposer une minute entière. Ce temps écoulé, il revient à la charge sous les traits d’un grand chevalier armé d’un bol de soupe et de baguettes, mais celui-ci se brûle en trempant par mégarde son pouce dans le récipient. Voyant que Son Goku a compris qu’il était très faible, il prend la fuite par les airs, collé de près par le jeune garçon sur son Kinto-un, mais Oolong ne peut aller bien loin puisque les 5 minutes passent très vite. Il est ensuite ramené au village et les filles enlevées, qui menaient la grande vie dans la maison du petit cochon, sont libérées. Bulma obtient ainsi sa cinquième Dragon Ball.                                    |                                         |                            |                                                                                         |                       |
| 5 | Yamcha, l'enfant terrible du désert     | つよくて悪い砂漠のヤムチャ | Tsuyokute Warui Sabaku no Yamucha (L'incroyable puissance de Yamcha, l’homme du désert) | 26 mars 1986          |
| [Chapitres 6-7-8] — Bulma, Son Goku et maintenant Oolong, présent par la force des choses et la volonté de Bulma, sont en chemin pour le Mont Fry Pan où se situe la sixième Dragon Ball. Oolong, en apprenant la destination de leur voyage décide de prendre la fuite en se transformant en poisson. Il ne veut pas rencontrer le maître des lieux, un certain Guymao, également surnommé l’Empereur des démons. Il est cependant très vite repêché par Bulma à l’aide d’une de ses petites culottes. Pour qu’il se tienne tranquille à l’avenir, elle lui offre un bonbon. Une fois sur la terre ferme Bulma se rend compte qu’elle a perdu la boîte où elle rangeait toutes les capsules et Oolong profite de la situation pour s’éclipser de nouveau. La jeune fille utilise alors le pouvoir caché du bonbon offert au fuyard, un PP Candy. Dès que Bulma crie Piii Piii, Oolong est pris de violents troubles intestinaux et il n’a désormais pas d’autre choix que d’obéir bien sagement. Sans moyen de locomotion, les trois voyageurs traversent le désert qui est un passage obligé vers le mont Fry Pan. Épuisés et affamés, ils décident de s’arrêter et Bulma, ne voulant pas faire un pas de plus, s’endort aussitôt. Ils sont alors attaqués par Puerh, un animal pouvant changer d’apparence et qui était dans la même classe qu’Oolong, et son inséparable compagnon Yamcha. Ce sont deux brigands détroussant les voyageurs qui passent à proximité de leur repaire. Une lutte s’engage avec Son Goku et le voleur du désert prend le dessus grâce à sa technique du Roga Fufu Ken, littéralement technique du croc du loup. Son Goku contre-attaque à l’aide de son Janken, le pierre-feuille-ciseaux mais sa faim réduit sa puissance et il se retrouve en grande difficulté. Réveillée par le désordre provoqué par la bataille qui se poursuit, Bulma se lève et son regard rencontre celui de Yamcha. Brusquement incapable de poursuivre le combat, ce dernier prend la fuite avec son compagnon. En effet, son point faible réside dans sa timidité envers les femmes car dès qu’il en voit une, il est comme paralysé. |                                         |                            |                                                                                         |                       |
| 6 | Un drôle de bandit                      | 真夜中の訪問者たち         | Mayonaka no Hōmonsha-tachi (Les visiteurs de minuit)                                    | 2 avril 1986          |
| [Chapitres 9-10] — Après l’altercation avec Yamcha et Puerh, les trois compagnons passent la nuit dans le camping-car Capsule qu’Oolong leur avait dissimulé. Tandis que Son Goku vide les réserves de nourriture du véhicule, Bulma décide de prendre une douche. Pendant ce temps, dans l’ombre, les subordonnés du Roi Pilaf mettent une bombe sous le camping-car afin de s’emparer des Dragon Balls. Cependant, ils sont interrompus dans leur manigance par la venue de Yamcha et ils courent se cacher. Le voleur du désert et son inséparable acolyte s’approchent pour dépouiller les trois campeurs, mais leur plan est mis à mal lorsque Yamcha, à travers la fenêtre de la salle de bain, voit une Bulma totalement dévêtue. Ne pouvant plus bouger, il a tout le loisir d’écouter la conversation entre Son Goku et Oolong, restés dans la pièce à vivre, à propos des Dragon Balls et du pouvoir de celles-ci. Yamcha décide alors de s’en emparer afin de demander à Shenron de ne plus être intimidé par les femmes. À l’intérieur, où on ne se rend pas compte des ombres qui s’agitent, Oolong met son propre plan au point afin de passer une nuit intéressante. Après avoir donné un somnifère à ses deux compagnons de route, il en profitera pour rendre une petite visite à Bulma. À quelques instants du but, son plan tombe également à l’eau lorsque Yamcha s’introduit dans le camping-car. Puerh se transforme en Son Goku et fait sortir la personne qu’il croit être Bulma, Oolong ayant en effet pris son apparence après l’avoir recouverte d’une couverture, sous prétexte de lui parler dans le but de laisser la voie libre pour son partenaire. Ce dernier, pensant que les bosses formées sur le lit sont celles des Dragon Balls, met à découvert sans attendre son trésor et se retrouve une nouvelle fois en présence de son point faible. Les deux voleurs n’ont d’autre choix que de prendre encore une fois la fuite. Le lendemain les trois compagnons continuent leur route mais Yamcha n’a pas dit son dernier mot. Après avoir attaqué le véhicule à la roquette, il est confronté à Son Goku qui a facilement le dessus. Voyant qu’il ne peut rivaliser avec le jeune combattant, Yamcha adopte une nouvelle tactique afin de dérober les Dragon Balls : en prétextant s’excuser de sa conduite, il offre aux trois voyageurs une voiture capsule sous laquelle il a caché un radar pour les suivre et ainsi voler les boules au dernier moment. Oolong, Son Goku et Bulma, qui est habillée avec un costume de lapin prêté par Oolong car elle n’avait rien d’autre à se mettre, reprennent leur trajet vers le Mont Fry Pan. De leur côté, Mai et Shu, en fouillant les restes du Camping-car, sont pris dans l’explosion de leur propre bombe, échouant une nouvelle fois dans leur mission.                                              |                                         |                            |                                                                                         |                       |
| 7 | La Montagne mystérieuse                 | フライパン山の牛魔王       | Furaipan Yama no Gyūmaō (Gyûmaô de la montagne Fraipan)                                 | 9 avril 1986          |
| [Chapitres 11-12] — Avec Yamcha à leurs trousses, Son Goku, Bulma et Oolong sont en vue du Mont Fry Pan où se trouverait la sixième Dragon Ball, tandis que Mai et Shu subissent la foudroyante colère du Roi Pilaf. Après une dernière tentative de fuite d’Oolong, ramené à la raison par le bonbon Piii Piii, ils arrivent au pied de la montagne qui est la proie des flammes. En effet, depuis 10 années, elle brûle en continu, empêchant même le terrible maître des lieux de rentrer dans sa demeure située au sommet. Yamcha, resté en arrière, fait la connaissance d’une jeune fille poursuivit par un tyrannosaure, dont elle se débarrasse facilement. En pleine panique, elle s’en prend ensuite au voleur du désert qui n’a d’autre choix que de l’assommer. Il reprend ensuite sa route vers la montagne de feu où Son Goku, sur son Kinto-un, tente d’entrer dans le château par la voie des airs. Au même moment en bas, Gyumao apparaît et, pour éviter la confrontation, Oolong et Bulma affirment n’être que de passage. Mais ce mensonge tombe vite à l’eau après le retour de Son Goku qui déclare à haute voix de pas pouvoir entrer dans le château pour y prendre la Dragon Ball. Comprenant qu’on a essayé de le tromper, Gyumao passe à l’attaque et Son Goku parvient à éviter ses coups à l’aide de son nuage. Gyumao, en voyant le célèbre objet, comprend que le jeune garçon connaît Kamé Sennin et son attitude change radicalement. En effet, Gyumao serait son ancien disciple, tout comme le grand-père de Son Goku, et il a besoin de Kamé Sennin car il serait en possession du Basho Sen, un éventail magique qui pourrait éteindre les flammes du Mont Fry Pan. Si Son Goku le ramène, il lui donnera en échange la Dragon Ball qu’il a dans son château. Sur la route, le jeune garçon doit également récupérer la fille unique de Gyumao, Chichi, qu’il a également envoyé pour quérir Kamé Sennin. En voyant la photo de Chichi, Yamcha comprend que son altercation avec la demoiselle peut lui coûter très cher et il retourne à toute vitesse sur les lieux. Après avoir remis la petite d’aplomb, il se cache à l’arrivée de Son Goku qui la fait monter sur son nuage. Mais lorsque celle-ci se tient à la queue du jeune homme pour se hisser sur Kinto-un, il perd toute sa force et tombe sur le côté. Yamcha vient alors de découvrir le point faible de son adversaire à venir. Ils prennent ensuite le chemin pour aller chez Kamé Sennin et après que Son Goku s’est assuré que sa passagère soit bien une fille, ce qui fait dire à Chichi que Son Goku sera son époux, ils arrivent chez le maître des tortues. |                                         |                            |                                                                                         |                       |
| 8 | L'Onde de choc du grand maître          | 亀仙人のカメハメ波         | Kame-Sen'nin no Kamehameha (Le Kamé Hamé Ha de Kamé Sennin)                             | 16 avril 1986         |
| [Chapitres 13-14-15] — Son Goku et Chichi sont arrivés chez Kamé Sennin afin de récupérer le Basho Sen qui permettrait d’éteindre le feu de la montagne Fry Pan. Après des présentations qui furent animées entre Chichi et Kamé Sennin, ce dernier accepte de remettre l’éventail magique mais sous une certaine condition : pouvoir passer un moment privilégié avec Bulma. Son Goku n’y voyant aucun inconvénient, Kamé Sennin s’empresse de retrouver le précieux objet mais il doit bien se rendre compte qu’il ne l’a plus. En effet, le vieil homme l’a jeté après avoir renversé de la soupe dessus. Il décide donc d’aller lui-même éteindre le feu. À peine le voyage effectué, la pensée de Kamé Sennin se dirige vers son objectif premier : Bulma. À l’écart des autres, il met au point avec celle-ci leur marché. Il sait qu’elle ne pourra récupérer la sixième Dragon Ball que s’il éteint de feu. Bulma accepte donc à contre-cœur, maudissant Son Goku qui a trop parlé. Ayant réglé sa préoccupation principale, Kamé Sennin peut désormais se concentrer sur l’extinction de l’incendie qui ravage toujours le Mont. Pour cela, il utilise, devant une assemblée d’abord sceptique puis admirative, sa célèbre technique du Kamé Hamé Ha qui consiste à projeter l’énergie de son corps avec ses mains, créant un rayon d’une très grande puissance. Trop grande même puisque Kamé Sennin a fait non seulement disparaître le feu, mais également la montagne tout entière. Bulma et Oolong partent alors immédiatement dans les ruines à la recherche de la Dragon Ball. De son côté Son Goku, vivement impressionné par la technique du maître, veut tenter à son tour de réaliser le Kamé Hamé Ha mais cela prendrait, selon Kamé Sennin, environ 50 années rien que pour l’apprentissage. Obstiné, le jeune garçon essaye et parvient à créer un rayon d’énergie suffisamment puissant pour endommager la voiture offerte par Yamcha. En voyant la prodigieuse capacité de Son Goku, Kamé Sennin lui propose de le prendre comme élève une fois sa quête des Dragon Balls terminée. Pendant ce temps, Bulma et Oolong reviennent triomphalement avec la Dragon Ball et nos héros s’apprêtent à reprendre la route. Mais c’est sans compter la vigilance du vieil homme qui demande à Bulma son dû. Pour se défiler, elle utilise la capacité de métamorphose d’Oolong qui n’a d’autre choix que d’honorer le marché passé pour ne pas subir les effets du bonbon Piii Piii. Après que ce dernier en a fait bien plus que prévu, ce qui n’est pas pour déplaire à Kamé Sennin, les trois compagnons partent enfin, dans une voiture donnée par Gyumao en remerciement. |                                         |                            |                                                                                         |                       |
| 9 | Les carottes sont cuites                | うさぎオヤブンの得意技     | Usagi Oyabun no Tokui Waza (La technique du chef des lapins)                            | 23 avril 1986         |
| [Chapitres 16-17] — Avec Yamcha sur leurs talons, nos trois héros sont en route pour récupérer la dernière Dragon Ball. En chemin, ils font une halte dans une ville afin d’y faire le plein d’essence. Cependant, Son Goku remarque que les habitants semblent terrifiés par le costume de Bulma, qui porte toujours les habits de lapin prêtés par Oolong. Voyant que le marchand de capsule refuse son argent, elle en profite pour passer chez le tailleur afin d’y trouver des habits plus décents. Ayant enfin retiré son serre-tête en forme d’oreilles de lapin, elle se fait vilipender par le tailleur qui lui reproche de porter des vêtements qui prêtent à confusion. En effet, plus une personne ne remarque sa présence désormais. Au même moment, deux hommes qui portent également des serre-têtes avec des oreilles de lapin arrivent en ville, terrorisant les habitants et violentant un marchand. Ils remarquent alors Bulma et décident de l’approcher. Lorsque celle-ci les repousse avec mépris, ils lui expliquent qu’ils font partie du gang des lapins qui fait régner sa loi sur cette ville. Sur ordre de Bulma, Son Goku passe à l’attaque et terrasse ses ennemis. Humiliés, ceux-ci appellent leur chef, ce qui provoque une véritable onde de panique chez la population. Quelques instants après, une voiture arrive et un lapin anthropomorphe en sort. Après quelques secondes de réflexion, Yamcha se souvient soudainement de la personne qui vient d’arriver, To le carotteur, qui a le pouvoir de transformer ce qu’il touche en carotte. Il tente de prévenir Bulma du danger mais trop tard, elle vient en effet de frapper la main du chef du gang. Elle est alors immédiatement transformée en carotte, à la stupeur de tous. Son Goku essaye alors de punir To le carotteur mais celui-ci le met en garde qu’une quelconque approche provoquerait la fin de Bulma la carotte. Yamcha et Puerh décident donc d’intervenir pour libérer Bulma afin qu’elle rassemble les Dragon Balls, toujours dans l’optique de lui voler. Transformé en oiseau, Puerh dérobe la carotte tandis que Yamcha s’occupe des deux sbires du chef. To le carotteur à ses trousses, Puerh ne peut contrôler parfaitement la trajectoire et finit sa course sur un champignon géant, un élément récurrent du paysage de cette région. Il s’en faut alors de peu pour que Son Goku récupère Bulma avant To le carotteur. Sans moyen de pression, ce dernier n’a d’autre choix que de rendre à Bulma sa forme originelle. Pour mettre définitivement hors d’état de nuire le gang des lapins, Son Goku, à l’aide de son Nyoï Bo, envoie les trois hommes sur la lune, faisant ainsi écho à une légende japonaise disant que les lapins sur la lune fabriquent du mochi, un gâteau de riz. Quant à Yamcha, il est retourné se cacher avant de tomber nez à nez avec Bulma. |                                         |                            |                                                                                         |                       |
| 10 | On a volé les boules de cristal         | D.B.うばわれる!!           | Doragon Bōru Ubawareru!! (Les Dragon Balls ont été dérobées !!)                         | 30 avril 1986         |
| [Chapitre 18] — Nos héros sont proches du but : la dernière Dragon Ball, toujours en possession du Roi Pilaf. Dans le château de ce dernier, on s’active. En effet, Mai vient de terminer un radar pour localiser les Dragon Balls, mais son imprécision rend furieux le Roi Pilaf. Sa colère est toutefois stoppée par la venue d’un robot corbeau annonçant l’arrivée imminente de leurs cibles. Tandis que Mai et Shu se mettent en embuscade, une énième dispute anime le véhicule des trois compagnons. Ils profitent donc de la situation pour les attaquer à l’aide d’un missile lancé par Shu d’un robot de combat puis voler la mallette où se trouvent les Dragon Balls. Son Goku, qui a regardé la scène sans bouger car trop étonné par l’apparence de son ennemi pour attaquer, part avec son Kinto-un à la poursuite des Dragon Balls volées. Il ne retrouve malheureusement que le robot vide, sans occupant ni boules de cristal. Cependant tout espoir n’est pas perdu pour Bulma qui retrouve confiance après que Son Goku lui rappelle qu’il a conservé sa propre Dragon Ball sur lui. Yamcha, voyant également son rêve s’éloigner, décide d’aider personnellement ses trois rivaux et ce à ses risques et périls, Bulma étant plus câline que jamais avec son nouveau chauffeur. De retour au château, Mai et Shu subissent de nouveau les foudres du Roi Pilaf car le compte des Dragon Balls est toujours insuffisants. Sa fureur est encore une fois vite apaisée car nos compagnons, désormais au nombre de cinq, sont arrivés dans la demeure du roi et y pénètrent. Ils sont alors anecdotiquement confrontés à des chauves souris, puis à un piège déclenché par le passage de Son Goku sur une dalle. Mais rien n’y fait car Yamcha et Son Goku parviennent à le rendre inoffensif, non sans mal pour Yamcha. À la surprise du Roi Pilaf, ils tombent finalement dans un cul-de-sac après avoir naïvement suivi des flèches sur le sol. Après la fermeture du quatrième mur, ils sont pris au piège, à la merci du maître des lieux. |                                         |                            |                                                                                         |                       |
| 11 | Le Réveil du dragon                     | ついに龍あらわる!          | Tsui ni Doragon Arawaru! (Voici enfin le dragon !)                                      | 7 mai 1986            |
| [Chapitre 19] — Bulma, Yamcha, Son Goku, Puerh et Oolong sont désormais prisonniers du château du roi Pilaf. Ses sbires ne pouvant trouver la Dragon Ball manquante, il décide d’interroger ses captifs afin qu’ils lui révèlent la position de ladite boule. Devant l’arrogance de Bulma lors de son interrogatoire, il décide de la torturer pour la rendre plus coopérative. Emmenée devant le Roi Pilaf par une pince métallique, elle résiste très bien à la pression qui atteint son paroxysme lorsque le Roi lui envoie un bisou sur la joue à distance. Elle tient si bien le coup qu’elle lui énumère les cochonneries dont elle aurait pensé être la victime. En voyant l’innommable dépravation de sa captive, il la remet aussitôt à sa place avec ses amis puis passe à un autre plan : endormir les prisonniers afin de les fouiller. Le gaz soporifique n’a aucun mal à envoyer nos amis au pays des rêves, tout comme le Roi Pilaf qui avait oublié de mettre son masque à gaz. Réveillé et les Dragon Balls en sa possession, le roi Pilaf peut alors invoquer Shenron afin de lui soumettre son souhait : devenir le maître du monde. Mais sur la route qui le conduit à l’extérieur de son château, il tombe nez à nez avec nos cinq amis, sortis du piège car Mai a oublié de refermer le mur après avoir récupéré la Dragon Ball. S’engage alors une rapide course-poursuite car le Roi parvient à semer nos héros grâce à un dédale de portes. De nouveau en sécurité, il a alors tout le loisir de s’amuser avec les autres pièges disséminés dans sa demeure en activant son système de défense à l’aide d’un piano qui sert de poste de contrôle. Les cinq malheureux se retrouvent dans un flipper géant, avec à leurs trousses une boule géante qui les guide à travers les couloirs du château jusqu’à une nouvelle salle fermée. Le Roi Pilaf, Mai et Shu peuvent désormais sortir tranquillement avec les Dragon Balls dans le but d’accomplir le rituel. Pour de savoir ce qu’il se passe dehors, Son Goku perce dans le mur, à l’aide d’un Kamé Hamé Ha, un trou tout juste assez large pour permettre à Oolong et Puerh de sortir afin qu’ils puissent dérober une des Dragon Balls pour empêcher le Roi Pilaf d’invoquer Shenron, mais ils arrivent trop tard. En effet, un immense éclair déchire la nuit, montant jusqu’au ciel. Le dragon vient d’apparaître. |                                         |                            |                                                                                         |                       |
| 12 | Le Monstre de la pleine lune            | 神龍への願い               | Shenron e no Negai (Le souhait à Shenron)                                               | 14 mai 1986           |
| [Chapitres 20-21] — Shenron vient d’apparaître dans un immense éclair qui illumine la nuit. Le Roi Pilaf prépare son vœu afin de devenir le maître du monde, il ne lui reste plus qu’à formuler son souhait. En voyant qu’il n’y a plus d’autre solution, Oolong fait preuve de courage et se lance à hauteur du Roi pour annoncer son souhait le premier afin de contrecarrer ses plans de domination et hurle vouloir une culotte de fille. Le dragon se fige soudainement et une pièce de lingerie fine descend doucement jusqu’au visage du cochon. Sa mission terminée, Shenron reprend sa place dans les Dragon Balls qui se dispersent. Fou de rage qu’on lui ôte son rêve au dernier moment, le Roi Pilaf lance ses deux sbires à la poursuite d’Oolong tandis que Son Goku parvient finalement à ouvrir sa prison de pierre avec un Kamé Hamé Ha. Shu appelle une meute de chiens afin de rattraper les fugitifs qui sont coursés dans les couloirs du palais. Après une défense acharnée, ils sont finalement pris par le nombre et l’arrivée de Mai et de Shu qui mettent en respect Yamcha en menaçant Bulma, alors que Son Goku a trop faim pour se battre. Ils sont mis dans une prison d’acier avec un plafond en verre incassable dont la résistance supporte même les coups de Son Goku. Bulma explique alors à ses amis que la quête des Dragon Balls est impossible pendant une année entière, car après un vœu, les boules prennent l’apparence de simples pierres et il est impossible de les trouver avec le Dragon Radar. Leurs lamentations respectives sont brusquement interrompues par la voix du Roi Pilaf qui leur dit que cette prison de verre deviendra une fournaise une fois le soleil levé le lendemain. Après quelques dernières tentatives désespérées pour endommager leur prison, les cinq amis semblent s’être résignés. Puerh s’est placé en hauteur afin de voir la pleine lune qui éclaire le ciel ce soir-là, ce qui intrigue Oolong. Son Goku leur explique qu’il n’a pas le droit de regarder la lune, sur ordre de son grand-père, et qu’un monstre horrible apparaîtrait ces soirs-là, comme le jour où son papy est mort. Bulma demande à Son Goku s’il avait par hasard regardé cet astre ce jour-là et celui-ci avoue l’avoir vu alors qu’il sortait faire ses besoins. Prise de panique, comme tous ses compagnons, Bulma ordonne au jeune homme de ne pas regarder la lune mais celle-ci la pointe maladroitement du doigt et Son Goku ne peut s’empêcher de regarder. Son attitude change alors et son cœur se met à battre plus fort. Soudainement, ses yeux changent, son corps est pris de tremblement. Des poils poussent, ses dents s’allongent, sa taille prend une dimension monstrueuse. Son Goku vient de se transformer en un immense gorille, brisant par la seule pression de son dos la prison de verre et d’acier.       |                                         |                            |                                                                                         |                       |
| 13 | La Métamorphose de Sangoku              | 悟空の大変身               | Gokū no Dai-Henshin (La terrible transformation de Gokû)                                | 21 mai 1986           |
| [Chapitres 22-23] — En regardant la pleine lune, Son Goku s’est transformé en gorille géant, détruisant le château du Roi Pilaf. Ce dernier, tout juste dérangé par le bruit, est bien obligé de se lever après que Son Goku a pulvérisé la coupole de sa chambre. Avec ses deux acolytes il prend la fuite en avion qui parvient enfin à démarrer après plusieurs ratés du moteur. De leur côté, Yamcha, Bulma, Puerh et Oolong peuvent désormais sortir de leur cellule mais Bulma se blesse en tombant. Surmontant non sans difficulté sa phobie, Yamcha la prend sous son bras et tous prennent la fuite devant un Son Goku totalement incontrôlable. le Roi Pilaf, ne pouvant supporter de voir sa demeure ainsi saccagée, demande à Mai de faire demi-tour pour attaquer le responsable du tas de ruine. Après une salve à la mitrailleuse totalement inefficace, Mai envoie sur Son Goku le missile spécial Pilaf qui met à terre le gorille géant. Pensant l’avoir vaincu, Pilaf se pose et lui donne des coups de pied jusqu’au moment où Son Goku se réveille. En guise de réponse, ce dernier lance sur l’avion qui s’enfuit une des tours du château, mettant au sol les trois fuyards et leur moyen de transport. Cependant, en s’écrasant au sol, les débris de la tour coincent Bulma qui ne peut plus bouger. Après moult efforts, Yamcha parvient à soulever les décombres mais trop tard puisque d’un seul mouvement de pied, Son Goku envoie Bulma en l’air et la rattrape. À l’aide de son Roga Fufu Ken, Yamcha forme un sabre dans la pierre afin de couper la queue du Gorille mais son arme se brise au premier essai. Dans un dernier espoir, il se jette sur la queue du monstre et la sert de toutes ses forces, le rendant totalement impuissant. Puerh se transforme alors en ciseau et découpe sa queue. Son Goku retrouve sa forme normale, endormi sur le sol. Au petit matin, il ne se souvient de rien. Après avoir constaté la disparition de sa queue, il retourne dans les ruines afin de retrouver son Nyoï Bo. Pendant ce temps, Bulma et Yamcha comprennent que leur rencontre correspond à leurs souhaits respectifs, trouver un petit ami et n’avoir plus peur des femmes, et ils décident d’aller vivre ensemble à la ville. De retour, après avoir remarqué la bonne entente entre Bulma et Yamcha, Son Goku déclare vouloir aller chez Kamé Sennin afin d’y être entraîné. Récupérant le Dragon Radar de Bulma afin de retrouver la Dragon Ball de son grand-père, Son Goku prend la direction de chez Kamé Sennin tandis ses quatre amis se dirigent vers la ville en avion capsule. |                                         |                            |                                                                                         |                       |

## Saison 2
| No | Titre français                    | Titre japonais               | Titre japonais                                                                                 | Date de 1re diffusion |
| No | Titre français                    | Kanji                        | Rōmaji                                                                                         | Date de 1re diffusion |
| --- | --------------------------------- | ---------------------------- | ---------------------------------------------------------------------------------------------- | --------------------- |
| 14 | L'Apparition d'un rival           | 悟空のライバル？参上！！     | Gokū no Raibaru? Sanjô!! (Goku a un rival? le voici!!)                                         | 28 mai 1986           |
| [Chapitres 24-25] — La quête des Dragon Balls étant terminée pour un temps, Son Goku se rend comme convenu chez Kamé Sennin afin de parfaire son entraînement. Après un rapide détour par chez lui, il prend la route en direction de la Kamé House, résidence du vieil homme. Bulma, Yamcha, Puerh et Oolong, quant à eux, se retrouvent en pleine forêt après avoir raté leur avion. Le calme de ce milieu hostile est soudainement déchiré par un hurlement humain qui terrorise les quatre amis. On découvre un jeune garçon habillé en bonze, terriblement fort, abattant trois arbres avec une grande facilité. De son côté, Son Goku, après un long trajet à travers les montagnes et la mer, arrive chez Kamé Sennin. Dans un premier temps, ce dernier ne se rend pas compte de la présence du jeune Son Goku car il est obnubilé par une émission de fitness. Après une courte interruption causé par le petit opportun, il s’en retourne à son sport favori, tandis que Son Goku vide le frigo de son contenu. Son apprentissage video-ludique terminé, Kamé Sennin ne peut que constater la force de la faim qui tenaillait Son Goku. La désormais absence de nourriture est tout de même bien vite oublié par Kamé Sennin qui voudrait bien savoir pourquoi Bulma n’est pas avec lui. Cette dernière est désormais dans le désert, et de surcroît dans la mauvaise direction pour se rendre à la ville. Une fois de plus, ses plaintes sont interrompues par le passage du jeune garçon précédemment évoqué, courant à une vitesse prodigieuse. Kamé Sennin, pour parer à ce manque, demande à Son Goku de lui ramener une jeune fille pleine de vie et de fraîcheur. Ce n’est qu’à cette seule condition qu’il l’entraînera. Malheureusement pour lui, les goûts de Son Goku ne sont pas encore suffisamment affûtés puisqu’il ramène une femme à la carrure plus qu’impressionnante. Il a toutefois bon sur le point de l’énergie de sa trouvaille car elle fait de la musculation. Profondément déçu et consterné, Kamé Sennin l’envoie chercher une nouvelle cible. Son Goku revient avec une fille idéale sur la partie haute de son corps pour le vieil homme, mais le bas laisse à désirer puisque c’est une sirène. C’est alors que surgit le jeune bonze qui traversait le pays en s’entraînant comme un beau-diable. Il dit s’appeler Krilin. À la grande joie de Kamé Sennin, il ne vient pas les mains vides mais plutôt avec quantité de livres féminins. Le vieil opportuniste accepte également de le prendre comme disciple à condition qu’il participe à la quête de la jeune fille, et ses goûts en la matière semblent bien plus développés que ceux de Son Goku… |                                   |                              |                                                                                                |                       |
| 15 | Une fille mystérieuse             | 不思議な女の子ランチ         | Fushigi na On'na no Ko Ranchi (Lunch, une fille étonnante)                                     | 4 juin 1986           |
| [Chapitres 26-27] — Sur Kinto-Un, Son Goku et Krilin sont à la recherche de la jeune fille pleine de vie pour Kamé Sennin afin de devenir ses disciples. Pendant ce temps, dans un saloon, trois hommes semblent attendre l’arrivée d’une personne nommée Lunch, dont la tête est mise à prix pour deux millions de dollars. L’affiche de recherche montre une femme à l’allure sauvage et parée d’une longue chevelure blonde. La simple évocation de son nom fait trembler tous les clients du saloon et lorsque les portes battantes s’ouvrent avec fracas, ceux-ci sont soulagés de ne voir entrer qu’une jeune femme aux cheveux bleus avec un visage rassurant. La situation devient tout autre lorsqu’un coup de vent s’invite dans le saloon et fait éternuer la jeune femme. Celle-ci change alors brutalement d’apparence et de couleur de cheveux, passant à un blond éclatant. En effet, cette jeune personne se trouvait être Lunch elle-même et, pour une raison encore inconnue, le fait d’éternuer l’a fait changer d’apparence. On retrouve cette même personne quelque temps après sur une voie ferrée, au cœur d'un canyon, où elle attaque un train avec une roquette. Après l’avoir dévalisé, elle prend la fuite avec à ses trousses deux voitures de police. Elle se débarrasse de la première à l’aide d’une grenade et tente de semer la seconde. Mais ses cheveux venant lui chatouiller le nez, elle éternue une nouvelle fois, retrouvant son apparence de jeune femme inoffensive et les policiers l’interpellent. Alertés par les cris de la jeune femme qui ne se souvient de rien, Son Goku et Krilin lui viennent en aide. Les policiers rapidement mis hors combat, Lunch accepte de suivre ses deux sauveurs et les trois protagonistes font route vers la Kamé House. Sur place, Son Goku court chercher Kamé Sennin tandis que Lunch explique la particularité de sa personnalité à Krilin. Lorsqu’elle éternue, elle change totalement de caractère et devient très agressive puis retrouve sa personnalité calme après un nouvel éternuement, mais elle ne se souvient pas de ce qu’il s'est passé entre-temps. Après approbation de Kamé Sennin sur la personne de Lunch, Son Goku et Krilin deviennent officiellement ses disciples. Il lui propose ensuite de rester ici avec eux afin de mener une existence plus paisible. Elle accepte même de participer à des cours d’art martiaux. Plus que ravi, Kamé Sennin débute immédiatement l’entrainement et cela commence par l’habillage avec les justaucorps de l'école Kamé Sennin, un ensemble de lingerie fine identique pour tout le monde. Sa nouvelle tenue ne semble pas déranger Lunch, mais il en est tout autre avec sa personnalité agressive qui refait son apparition après qu’un taon lui passe sous le nez. Dégainant son arme, elle fait feu sur les trois malheureux. La salve est de courte durée puisqu’elle éternue de nouveau très rapidement. Les trois hommes de l’île vont devoir s’habituer à leur nouvelle amie. |                                   |                              |                                                                                                |                       |
| 16 | Les Premiers Tests                | 修業・石さがし               | Shugyō・Ishi Sagashi (Leçon 1 – La recherche de la pierre)                                     | 11 juin 1986          |
| [Chapitres 28-29] — Afin de pratiquer les arts martiaux dans un lieu plus adapté, Kamé Sennin, Son Goku, Krilin et maintenant Lunch, une fille bien étrange qui change de caractère lorsqu’elle éternue, quittent l’île en emportant la Kamé House dans une capsule et se rendent sur une autre île bien plus grande. À peine a-t-il débarqué que Son Goku s’empresse de monter sur son Kinto-un pour découvrir le nouveau terrain d’entraînement. C’est une île très vaste avec environ 300 personnes qui y vivent selon Kamé Sennin. À son retour, l’entraînement commence immédiatement, sauf pour Lunch qui préfère s’occuper de la cuisine. La première épreuve d’échauffement consiste à parcourir un 100 m le plus vite possible. C’est Krilin qui s'acquitte le premier de cette tâche et réalise une performance de 10,4 secondes, ce qui impressionne Kamé Sennin. Son Goku s’élance ensuite mais quelque chose semble le gêner durant sa course et il effectue la distance en 11 secondes. Il demande l’autorisation pour réessayer en montrant ses semelles qui sont en grande partie désolidarisées du reste des chaussures. Ces dernières réparées, il s’élance de nouveau et pulvérise le record de Krilin avec un temps de 8,5 secondes. Kamé Sennin est très étonné par les performances de ses disciples mais il veut leur montrer qu’ils peuvent être encore bien meilleurs. Après avoir enlevé sa carapace, il prend le départ et termine en seulement 5,6 secondes devant ses deux spectateurs totalement abasourdis. Cette course a donné soif au vieux maître et Krilin se charge d’aller lui chercher une boisson. Mais une fois dans la maison, Lunch éternue et le prend en chasse. Dans sa fuite, Krilin parcourt 100 m en 8,8 secondes, ce qui n’est pas pour déplaire à son maître. Au crépuscule de ce premier jour d’entraînement, une dernière épreuve attend Son Goku et Krilin: la recherche de la pierre. Kamé Sennin lance dans la forêt une pierre où il a écrit tortue. Le premier qui la ramènera sera déclaré vainqueur et le perdant sera privé de repas. Sans plus attendre, nos deux héros se précipitent à sa recherche mais Krilin change bien vite de tactique. Après avoir ramassé une pierre semblable, il écrit dessus, à l’aide d’un feutre prêté par un des habitants, le mot tortue afin de tromper Kamé Sennin. Mais le vieux maître ne se laisse pas avoir par une telle ruse et renvoie Krilin à sa besogne. Pendant ce temps, Son Goku a retrouvé la véritable pierre mais Krilin la lui dérobe. Rattrapé et battu par Son Goku, il fait mine de la lancer de nouveau dans la forêt et le jeune ingénu par immédiatement dans la direction. Krilin peut alors rapporter tranquillement la pierre à la Kamé House et profiter du repas concocté par Lunch. Seulement, cette dernière a cuisiné un fugu, un poisson très raffiné mais très dangereux s’il n’est pas préparé par un expert. À la suite des quelques bouchées avalées, les premiers symptômes gagnent les trois mangeurs et l’entraînement du lendemain est annulé, à la consternation de Son Goku qui a été préservé de l’empoisonnement par sa punition. |                                   |                              |                                                                                                |                       |
| 17 | Entraînement intensif             | 命がけ！牛乳はいたつ         | Inochigake! Gyūnyū Haitatsu (Risquez vos vies! Livrez du lait.)                                | 18 juin 1986          |
| [Chapitre 30] — Réveil au premier chant du coq à 4h30 pour Kamé Sennin afin de commencer le véritable entraînement pour ses disciples. Après avoir réveillé Krilin, il monte à l’étage pour procéder au levé de Son Goku qui dort avec Lunch. Kamé Sennin en profite donc pour rendre une visite plus personnelle à Lunch mais en tirant la couverture, il remarque sa chevelure blonde et comprend qu’elle a éternué pendant la nuit. À l’aide d’un balai, il s’emploie à réveiller Son Goku sans bruit mais celui-ci, bien trop content d’être tiré de son sommeil pour passer aux choses sérieuses, exprime sa joie à haute voix. Lunch, trouvant le petit garçon dans son lit, tire son pistolet de sous son oreiller et passe à l’attaque. Il faut un coup de pied bien dirigé de Son Goku pour la calmer et la renvoyer au pays des rêves. Les trois protagonistes levés, l’entraînement du petit matin peut commencer. Il s’agit, dans un premier temps, d’un simple footing ce qui rassure Krilin qui avait entendu dire que l’entraînement de Kamé Sennin était particulièrement dur. Seulement, en arrivant aux abords d’une laiterie, le décrassage matinal prend une tout autre tournure. Son Goku et Krilin vont devoir livrer le lait aux habitants de l’île. La première maison à livrer se trouve à deux kilomètres et ils vont devoir les parcourir à cloche-pied. C'est une simple formalité pour Son Goku mais Krilin commence déjà à fatiguer. Le kilomètre suivant est effectué en faisant des zigzags entre les arbres. Mais ces premiers kilomètres ne sont rien par rapport à l’épreuve suivante : livrer le lait à une maison située tout en haut d’un interminable escalier. À mi-chemin, même Son Goku est exténué mais les paroles de son maître lui redonnent courage. En effet, il lui raconte que son grand-père a connu le même entraînement avant lui. Il reprend donc son chemin jusqu’au sommet où Kamé Sennin rencontre une vieille connaissance et tous deux évoquent le tenkaichi budokai, le grand tournoi d’arts martiaux qui désigne le champion du monde en la matière et qui aura lieu dans 8 mois. Kamé Sennin leur explique qu’ils pourront participer si leur entraînement est sérieux et productif. Au même moment, dans la capitale de l'ouest, une autre personne pense également à la même échéance. En effet, Yamcha s’entraîne d’arrache-pied afin de pouvoir vaincre Son Goku et remporter le titre. À l’aide de son '’Roga Fufu Ken, il terrasse un à un ses adversaires. Galvanisés par cette promesse, Son Goku et Krilin retournent à leurs livraisons de lait, traversants le désert et les rivières, si bien qu’à la fin de la livraison, ils ne peuvent plus se tenir debout. Pourtant, ce n’était que l’entraînement du petit matin. Il faut maintenant passer à celui de la matinée… |                                   |                              |                                                                                                |                       |
| 18 | Entraînement selon Tortue Géniale | 亀仙流きつーい修業           | Kamesen-Ryū Kitsūi Shugyō (Le rude entraînement de l'école de la tortue)                       | 25 juin 1986          |
| [Chapitre 31] — Son Goku et Krilin s’entraînent dur afin de participer au Tenkaichi Budokai, tout comme des centaines de personnes sur le globe. Après l’entraînement du petit matin qui a été plus qu’éprouvant, une nouvelle partie commence : l’entraînement de la matinée. Son Goku et Krilin vont devoir labourer un immense champ, et ce à mains nues. Après ce travail harassant, une bonne nouvelle attend les deux laboureurs: c’est l’heure du petit déjeuner. Il est cependant bien vite écourté par la maladresse de Krilin qui met du poivre sur ses plats, ce qui fait éternuer Lunch. Par la force des choses, ils décident donc d’aller prendre le petit déjeuner en ville. Pour terminer la matinée, la dernière épreuve consiste à faire travailler leurs esprits avec des exercices d’écoliers. Selon Kamé Sennin, les arts martiaux ne peuvent être correctement assimilés si on n’entraîne pas sa tête. Vient ensuite l’heure du repas du midi qui se déroule sans incident cette fois, puis le moment de la sieste, qui fait partie intégrante de l’entraînement. L’après-midi débute par un travail au chantier de l’île. Krilin et Son Goku vont accomplir le travail de tout bon ouvrier, et même bien plus sous les yeux ébahis des professionnels devant une telle puissance de travail. Krilin a une motivation supplémentaire : il veut pouvoir battre ses anciens camarades bonzes qui l’ont humilié durant tant d'années lors de sa petite enfance au temple Orin. L’épreuve suivante sera de la natation. Cette fois, c’en est trop pour Son Goku qui veut apprendre des techniques d'arts martiaux. Furieux contre un tel manque de sérieux, son maître doit donc lui expliquer que sa force physique n’est pas suffisante et qu’il apprendra des techniques lorsqu’il sera capable de déplacer un rocher de taille imposante. Pour leur montrer, Kamé Sennin s’exécute et déplace non sans mal le rocher de quelques centimètres. Voulant se mesurer à son maître, Son Goku pousse à son tour le rocher et le fait aller sur plusieurs mètres. Battu, Kamé Sennin se ravise et désigne un rocher de la taille d’une maison que Son Goku ne parviendra pas déplacer malgré tous ses efforts. L’entraînement nautique peut donc commencer, traverser le lac. Mais celui-ci est habité par un requin qui prend en chasse les deux nageurs, sous l’œil bienveillant de Kamé Sennin. Une fois sur l’autre rive, pas le temps de se reposer car elle est gardée par un dinosaure hostile. Son Goku et Krilin réalisent donc les dix allers-retours convenus avant de passer au dernier entraînement de la journée. Attachés à des arbres, les deux disciples vont devoir esquiver un essaim d’abeilles mis en colère par Kamé Sennin, mais cela est un échec, même pour le maître qui se fait piquer à l’arrière du crâne. L’entraînement du premier jour est terminé, et il en sera de même pendant les 8 prochains mois, à une différence près. Son Goku et Krilin vont devoir porter des carapaces de vingt kilos sur le dos ! |                                   |                              |                                                                                                |                       |
| 19 | Le Grand Championnat              | 天下一武道会はじまる！       | Tenka-ichi Budōkai Hajimaru! (Le Tenka-ichi Budôkai commence !)                                | 2 juillet 1986        |
| [Chapitres 32-33] — Le rude entraînement de l’école Kamé Sennin se poursuit au fil des mois, nos deux héros répétant les mêmes exercices afin d’affûter leurs corps, dans l’optique du Tenkachi Budokai. Petit à petit, ils se rendent compte que les exercices sont devenus une formalité tant leurs conditions physiques respectives ont augmenté. Un mois avant cette échéance, Son Goku a une grande nouvelle pour son maître. Il le guide jusqu’à la pierre qui, si elle est déplacée, marquera le début de l’entraînement aux techniques de combat pour les deux jeunes disciples. Devant un Kamé Sennin totalement hagard, Son Goku et Krilin parviennent chacun leur tour à déplacer la gigantesque pierre. Impressionné et battu, Kamé Sennin doit donc leur révéler qu’il n’a jamais eu l’intention de les entraîner au combat pour qu’ils gagnent le Tenkaichi Budokai car ce n’est pas sa conception des arts martiaux. Lui préfère l’entraînement dans le but de se connaître mieux soi-même. Pour se battre, ils devront se servir des bases de l’apprentissage de leur maître. Pour le dernier mois avant le tournoi mondial des arts martiaux, ils vont continuer à s’entraîner, mais avec des carapaces de 40 kilos sur le dos. De son côté, Yamcha continue à perfectionner ses techniques. Le voilà en solitaire depuis un mois dans la forêt, loin de Bulma qui commence à en avoir assez des absences de son petit ami. Dans la capitale de l’ouest où elle réside, elle a une discussion animée avec Puerh sur ce sujet qui fâche. Agacée par la conversation, elle ne fait pas attention à la circulation lorsqu’une orange glisse de son sac de course et termine sur la route. Elle est sauvée par Yamcha, de retour juste à temps pour l’écarter du chemin d’un camion. À peine reconnaissante, elle lui fait part immédiatement de son mécontentement à propos de sa non-présence à ses côtés et sur sa coupe de cheveux. Un mois passe et, pour Son Goku et Krilin, c’est enfin l’heure du départ pour la capitale du sud où aura lieu le grand tournoi. Ils peuvent enfin retirer leurs carapaces et découvrent leurs nouvelles forces, notamment celle de sauter à une hauteur vertigineuse sans effort. Après un trajet en avion où Kamé Sennin s’illustre par ses mains baladeuses, Son Goku découvre finalement la ville, un espace où règne la lumière électrique et où on trouve énormément de personnes, et tous arrivent au Tenkaichi Budokai. Lors des inscriptions, Son Goku retrouve son ami Yamcha qui a bien changé avec ses cheveux courts, ainsi que Bulma, Puerh et Oolong. Kamé Sennin, après avoir engagé une conversation passionnée avec Bulma à propos du bon vieux temps, emmène ses deux disciples se reposer avant le début du tournoi le lendemain. Au petit matin, les choses sérieuses peuvent enfin commencer: les présélections. Avant de laisser partir ses deux jeunes apprentis, le maître donne à chacun une tenue de combat où est inscrit tortue. Ils défendront ainsi l’insigne de leur maître. |                                   |                              |                                                                                                |                       |
| 20 | Que le meilleur gagne             | でるか？修業の威力           | Deru Ka? Shugyō no Iryoku (Elle se montre? La puissance de notre entraînement)                 | 9 juillet 1986        |
| [Chapitres 33-34] — Le 21e Tenkaichi Budokai va enfin pouvoir commencer. Son Goku et Krilin se rendent dans la salle des présélections, où les spectateurs ne sont pas admis malgré l’insistance de Bulma. À l’intérieur, le maître de cérémonie énonce les règles. Les 137 participants sont repartis en quatre groupes eux-mêmes divisés en deux petits tournois afin obtenir 8 combattants pour la phase finale. Les combats de présélections se déroulent en un contre un. La personne est éliminée si elle tombe du ring, si elle dit j’abandonne, si elle perd connaissance ou se met à pleurer. Les armes sont interdites, tout comme le fait de tuer son adversaire. Pour la répartition, les concurrents tirent un numéro au hasard. Son Goku obtient le numéro 70 et Krilin le 93. Ils sont dans le troisième groupe mais pas dans le même tournoi interne. Ils ne se rencontreront donc pas durant les présélections, ce qui soulage Krilin. Avec le numéro 25, Yamcha est dans le deuxième groupe et ne rencontrera pas non plus les deux disciples de Kamé Sennin. Les matchs peuvent donc débuter et c’est déjà le tour de Son Goku. Sa petite taille et sa jeunesse provoquent le rire des autres participants. Son adversaire, un colosse à la moustache bien fournie, se voit déjà vainqueur mais c’est sans compter le terrible entraînement qu’a connu Son Goku. le match commencé, il se joue de son adversaire en glissant entre ses jambes et lui tapote le mollet pour qu’il se retourne. Celui-ci perd alors l’équilibre et se retrouve alors expulsé du ring, sous les yeux surpris de Son Goku. Avec un seul doigt, il vient de sortir cet homme qui se voyait déjà au match suivant. De retour sur le sol, le jeune garçon met en garde Krilin à propos de cette nouvelle force. Leur discussion est cependant interrompue par deux hommes qui semblent connaître Krilin, ce qui ne réjouit pas ce dernier. En effet, chacun de ces hommes était son senpai lorsqu’il était bonze au temple Orin et tous deux martyrisaient le jeune Krilin. Comble de malheur pour lui, il va devoir affronter au match suivant celui qui lui a fait le plus de mal dans sa jeunesse. À l’extérieur de la salle de présélection, on s’active. Bulma, qui veut absolument voir le tournoi dans son intégralité, est depuis le début des combats montée sur les épaules d’Oolong mais la bancale construction s’écroule finalement à la suite de l’apparition d’un homme monstrueux à la fenêtre ce qui fait sursauter Bulma. Ne pouvant plus voir les combats, le petit groupe composé de Bulma, Oolong et Puerh commence à s’inquiéter de l’absence de Kamé Sennin. À l’intérieur, les participants n’ont pas les mêmes préoccupations. Krilin va en effet passer sur le ring face à son rival du temple. Le combat débute et le moine tente d’envoyer un coup de poing à Krilin mais ce dernier, pétrifié par la peur mais sauvé par ses réflexes, parvient à sauter au dernier moment pour éviter l’attaque. Sa riposte est fulgurante. D’un coup de pied, il propulse son adversaire non seulement hors ring, mais aussi hors salle, ce dernier ayant traversé le mur de la pièce. Krilin a ainsi vaincu son ancienne peur. Pour Yamcha, c’est la même chanson. D’un seul coup, il envoie son adversaire au tapis. La suite des combats se déroule sans problème pour nos trois héros. Sans efforts, ils parviennent à vaincre un à un leurs adversaires. Avec l’entraînement de son Roga Fufu Ken, Yamcha parvient même à vaincre un véritable loup. Les trois guerriers sont finalement qualifiés pour la phase finale. À la fin de la journée, Kamé Sennin refait finalement son apparition et semble heureux des victoires de ses deux jeunes disciples. |                                   |                              |                                                                                                |                       |
| 21 | Le Colosse                        | 危うし！クリリン             | Ayaushi! Kuririn (Attention! Krilin)                                                           | 16 juillet 1986       |
| [Chapitres 35-36] — Son Goku, Krilin et Yamcha sont parvenus à se qualifier pour la phase finale du 21e Tenkaichi Budokai. Les deux jeunes disciples de Kamé Sennin courent donc chercher leur maître afin de lui annoncer la bonne nouvelle. Ce dernier est en pleine discussion avec Bulma qui veut connaître la raison de son absence durant la phase de présélection. Mais celui-ci n’a pas vraiment envie de répondre à ses questions et lui propose des cadeaux en échange d’un petit service, comme au bon vieux temps, service que Bulma refuse avec fermeté. C’est sur cette fin de conversation que les deux combattants retrouvent leurs amis et reçoivent leurs félicitations. La trêve est cependant de courte durée car les participants doivent retourner dans la salle où aura lieu le tirage au sort pour les matchs à venir. Nos deux héros s’éclipsent donc, tout comme Kamé Sennin qui disparaît une fois de plus. Dans la salle, les concurrents peuvent donc faire davantage connaissance. Les discussions sont brusquement interrompues par l’arrivée d’un homme à la taille et à l’odeur impressionnantes. Instinctivement, tout le monde se bouche le nez. Selon Yamcha, c’est une arme bien cultivée par cet homme car cela empêche l’adversaire de se servir de ses mains, ces dernières étant utilisées pour lutter contre cette puanteur. Les concurrents tous présents, le tirage au sort peut commencer. Les participants tirent chacun leur tour une des huit feuilles de papiers qui vont les répartir en quatre matchs. La distribution est la suivante : le premier match opposera Krilin à l’homme qui possède une odeur bien à lui, Bacterian, dont la légende dit qu’il ne se serait pas lavé depuis sa naissance. Le second match verra s’affronter Jackie Chun, un vieil homme aux cheveux bleus et à la barbe blanche, et Yamcha. Le troisième mettra aux prises Nam, un homme habillé à la manière traditionnelle indienne, et Lanfan, une jeune femme. Enfin, Son Goku sera opposé à Guilan, un dinosaure volant. Tout semble ainsi réglé pour que le tournoi puisse commencer, à l’exception d’un dernier détail: Son Goku veut manger. Pendant ce temps l’arbitre du Tenkaichi Budokai explique aux spectateurs les règles du combat. Un combattant est déclaré vainqueur si son adversaire tombe hors de la surface de combat, s’il est inconscient plus de 10 secondes ou s’il dit j’abandonne. Après les sages paroles du président du Tenkaichi Budokai, le premier match peut enfin commencer: Krilin, qui va pouvoir bénéficier du soutien de Son Goku qui s’est placé en haut du mur de l’arène, contre Bacterian, qui fait déjà son petit effet sur le public. Le match débute très fort par une attaque d’haleine de Bacterian qui étourdit Krilin. Bacterian enchaîne ensuite par une attaque venue de sous sa ceinture. Krilin se relève péniblement mais il est pris à la gorge par Bactérian. Il parvient tout de même à se dégager et lui assène un coup au visage. Il n’est toutefois par totalement hors de danger car il est coincé dans un angle de la surface de combat. Il tente de s’extirper de ce mauvais pas en passant sous les jambes de Bacterian mais celui-ci s’assoie sur lui et donne un coup de grâce ventilé à Krilin. Alors que le second arbitre commence le décompte, Son Goku, qui ne veut pas laisser tomber son ami, lui rappelle qu’il n’a pas de nez et que l’odeur de son adversaire ne peut exister pour lui. Galvanisé, Krilin se relève à la neuvième seconde et après avoir évité une attaque de salive, il retourne les armes de son adversaire contre lui en envoyant un vent sur son visage. Bacterian, battu à son propre jeu, abandonne.                                    |                                   |                              |                                                                                                |                       |
| 22 | Yamcha contre Jackie Chun         | ヤムチャVSジャッキー・チュン | Yamucha Tai Jakkii Chun (Yamcha contre Jackie Chun)                                            | 23 juillet 1986       |
| [Chapitres 37-38] — Krilin vient de remporter le premier combat de la phase finale contre Bacterian et se qualifie donc pour la demi-finale du Tenkaichi Budokai. Il recherche donc son maître afin de recueillir ses impressions mais celui-ci est introuvable, bien que Son Goku puisse détecter son odeur. Pendant ce temps, Jackie Chun, le prochain combattant qui sera opposé à Yamcha, est en pleine discussion avec Lanfan. Celle-ci se prépare pour son match avec Nam. Ce dernier est très concentré. Il participe au Tenkaichu Budokai pour une raison bien précise : il veut remporter l’argent du tournoi dans le but de pouvoir acheter de l’eau pour les habitants et les cultures de son village car sa région connaît une très grave sécheresse. La détermination de cet homme impressionne Jackie Chun mais il n’a plus vraiment le temps d’y penser car son match contre Yamcha va commencer. Pour patienter, Son Goku, Krilin et Nam se rendent donc dans la salle principale où on retrouve également Guilan en pleine séance de dégustation. Son Goku se joint à lui et s’engage alors un concours officieux pour savoir celui qui va manger le plus. Le repas tourne court lorsque le jeune garçon ôte le plat des mains de Guilan pour en offrir à Nam dont le ventre gargouille bruyamment. La dispute qui s’ensuit est interrompue par les cris de la foule qui indiquent que le combat va commencer. Son Goku et Krilin rejoignent donc leur poste d’observation sur le mur tandis que Yamcha commence à s’inquiéter de la tranquille confiance de son adversaire, se souvenant que le vieil homme a éliminé tous ses opposants des présélections en usant que d’un seul coup à chaque fois. De plus, celui-ci n’adopte aucune position de combat. Yamcha passe à l’attaque mais Jackie Chun évite sans efforts les coups de son adversaire. En manque de solution, Yamcha utilise son Roga Fufu Ken qui oblige finalement le vieil homme à faire une esquive plus technique. Lassé par le niveau de Yamcha, Jackie Chun, par la simple force d’un mouvement de main, envoie son adversaire hors ring. Yamcha a été vaincu en un seul coup, ce qui ne manque pas d’inquiéter Krilin qui sera son prochain adversaire. En regagnant la salle principale, Jackie Chun croise de nouveau Nam en pleine concentration et veut en savoir plus. Il utilise donc une technique pour lire dans l’esprit et découvre une motivation qui lui semble noble mais peu amusante pour faire un dessin animé délirant. Le match suivant entre Nam et Lanfan peut enfin commencer. Mais à peine Nam a-t-il porté la main sur l’autre combattante que celle-ci se met à pleurer. C’est une ruse car elle lui assène un violent coup dans le ventre lorsqu’il s’approche d’elle. Voyant que son adversaire est décidé à ne plus se laisser abuser par de telle machination, elle adopte une nouvelle tactique. Pour le déstabiliser, elle exécute un strip-tease qui rend totalement hagard Nam mais pas Jackie Chun qui l’encourage à en enlever plus. Ce manque de correction fait dire à Yamcha que son adversaire était Kamé Sennin et il va désormais tout faire pour s’en assurer. De son côté, Nam est au bord de la surface de combat et donc de la défaite. Mais sa motivation est plus forte et il parvient à faire abstraction du corps de son adversaire. D’un coup sur la nuque, il met Lanfan hors combat et après un décompte de 10 secondes, Nam est déclaré vainqueur. |                                   |                              |                                                                                                |                       |
| 23 | Sangoku contre le dragon volant   | 出たーっ！強敵ギラン         | Deta—! Kyōteki Giran (Le voilà! Le puissant adversaire Guilan)                                 | 30 juillet 1986       |
| [Chapitres 39-40] — Les trois premiers matchs viennent de se terminer sur les victoires respectives de Krilin, Jackie Chun et Nam. C’est maintenant au tour de Son Goku et de Guilan de rentrer sur la surface de combat. Les deux adversaires sont prêts à se battre mais une pluie brutale se met à tomber. Tout le monde se met à l'abri, sauf Son Goku et Guilan qui continuent à se défier du regard. Finalement, une partie des participants et spectateurs se retrouve dans une salle pour attendre la fin de la perturbation météorologique. Yamcha en profite pour mettre en garde Son Goku à propos de la réputation de Guilan, ce dernier ayant remporté la majorité des tournois auxquels il a participé. Les conversations sont soudainement interrompues par l’arrivée de Guilan qui se rend au comptoir pour commander du lait. Ce dernier est alors pris à partie par un groupe de bonzes. Le temps que son verre de lait se remplisse, il met au tapis ses quatre adversaires. Cette démonstration de force tétanise tous les clients, sauf Son Goku qui voit en Guilan un fantastique adversaire. La situation prend ensuite une tout autre tournure. Guilan veut donner le coup de grâce à un des bonzes mais il est stoppé par Yamcha. Un combat s’engage mais Son Goku intervient, considérant que Guilan est son adversaire. La querelle est finalement interrompue par l’autorité de Jackie Chun qui rappelle que se battre hors des matchs officiels est synonyme de disqualification. L’averse terminée, le match peut enfin débuter. Seulement, Son Goku ne se présente pas sur la surface de combat. Les autres participants partent alors à sa recherche, pour finalement le retrouver tranquillement endormi contre un mur. Cette fois-ci, le match peut réellement commencer. Par une ruse enfantine, C’est Guilan qui assène le premier coup et propulse Son Goku contre le mur arrière de la surface de combat. Les spectateurs pensent alors que le combat est déjà terminé, mais Son Goku se relève d’un petit bond. Il contre-attaque en envoyant un coup de poing dans le ventre de Guilan puis le projette dans les airs. Ce dernier utilise alors ses ailes pour revenir sur la surface de combat. Pour Son Goku le constat est clair: il ne pourra pas gagner par hors ring, il faudra mettre K.O son adversaire ou le forcer à abandonner. Guilan riposte et envoie sur Son Goku son Guru-guru gum, l’attaque la plus puissante de Guilan, qui immobilise l’adversaire avec une substance violette extrêmement résistance. Son Goku à sa merci, Guilan le lance dans les airs afin de le faire échouer hors du ring. N’ayant plus de solution, Son Goku appelle Kinto-un qui le rattrape à quelques centimètres du sol. De retour sur la surface de combat, les juges lui expliquent qu’il n’aura plus le droit de faire appel à son nuage car c’est interdit, comme tous les accessoires, lors du Tenkaichi Budokai. La situation revient donc à son point de départ et Guilan s’apprête à envoyer son adversaire hors ring par un coup de poing. Tout semble terminé mais Son Goku esquive grâce à… sa queue qui a repoussé et qui s’est accrochée autour du bras de Guilan! Se sentant en pleine forme, Son Goku brise le Guru-guru gum, puis une partie du mur de fond pour tester sa force. Impressionné, Guilan abandonne. Son Goku, qualifié pour les demi-finales, est ravi de revoir sa queue, mais ses amis le sont forcément un peu moins! |                                   |                              |                                                                                                |                       |
| 24 | Le Combat désespéré de Krilin     | クリリン必死の大攻防戦       | Kuririn Hisshi no Dai-Kōbōsen (La vaillance de Krilin)                                         | 6 août 1986           |
| [Chapitres 41-42-43] — La queue de Son Goku a repoussé, et les souvenirs du monstre de la pleine lune terrifient toujours Bulma et Oolong. Mais les demi-finales se profilent, et Krilin ne semble pas réaliser que son adversaire est en réalité son propre maître : Mûten Roshi. Le combat commence et malgré tous ses efforts, Krilin est dépassé. Après avoir attiré Jackie Chun, Krilin parvient à l'envoyer dans les airs. Celui-ci revient grâce à un Kamé Hamé Ha, et Krilin se lance alors la tête la première sur son adversaire, ce qui lui coûte la victoire. |                                   |                              |                                                                                                |                       |
| 25 | Quand le combat devient aérien    | たて悟空！恐るべき天空X字拳  | Tate Gokū! Osorubeki Tenkū-Pekeji-Ken (Gagne Gokû ! La riposte de la terrible attaque mystère) | 13 août 1986          |
| [Chapitres 44-45-46] — La deuxième demi-finale commence entre Son Goku et Nam. Son Goku essaie différentes nouvelles techniques, à chaque fois contrées par Nam. Ce dernier emploi les grands moyens et utilise son attaque spéciale aérienne. Son Goku l'imite et prend par surprise Nam, remportant ainsi le combat. Déçut, Nam s'apprête à retourner dans son village sans argent et les mains vides. Jackie Chun vient alors lui parler et lui révèle qu'il est en réalité Kamé Sennin. En récompense de son combat et de son fair-play, Kamé Sennin lui donne une capsule pour y mettre de l'eau. |                                   |                              |                                                                                                |                       |
| 26 | Le Combat final                   | 決勝戦だ！！カメハメ波       | Kesshōsen da!! Kamehameha (C'est le match final !! Kamé Hamé Ha)                               | 20 août 1986          |
| [Chapitres 46-47-48-49] — La finale du tournoi commence et Son Goku et Jackie Chun rivalise d'ingéniosité pour surpasser l'autre. Toutefois, il est bien difficile de déterminer l'issue du combat. |                                   |                              |                                                                                                |                       |
| 27 | Sangoku en pleine crise           | 悟空・最大のピンチ           | Gokū ・Saidai no Pinchi (Gokû est en plein galère)                                             | 27 août 1986          |
| [Chapitres 49-50-51] — Le combat final continue et Jackie Chun est obligé d'utiliser son ultime technique pour gagner. Alors que Son Goku est immobilisé, la lune se lève et Son Goku se transforme en un horrible singe. Jackie Chun, qui n'est autre que son maître Kamé Sennin, décide d'employer un Kamé Hamé Ha puissance maximum pour terrasser le monstre. |                                   |                              |                                                                                                |                       |
| 28 | La Finale                         | 激突パワー対パワー           | Gekitotsu!! Pawā Tai Pawā (Une collision frontale !! Pouvoir contre pouvoir)                   | 3 septembre 1986      |
| [Chapitres 52-53-54] — Après un Kamé Hamé Ha à puissance maximum, tout le monde pense que Jackie Chun a terrassé le monstre en le tuant. Or, ce dernier explique qu'il a détruit la lune, source du mal qui ronge Son Goku. Ce dernier se réveille et le combat continue. Les deux combattants sont épuisés et de forces égales, le combat s'éternise jusqu'à ce que les deux participants s'assomment mutuellement. Jackie Chun parvient finalement à se relever en premier et est déclaré vainqueur. |                                   |                              |                                                                                                |                       |

## Saison 3
| No | Titre français                           | Titre japonais               | Titre japonais                                                                        | Date de 1re diffusion |
| No | Titre français                           | Kanji                        | Rōmaji                                                                                | Date de 1re diffusion |
| --- | ---------------------------------------- | ---------------------------- | ------------------------------------------------------------------------------------- | --------------------- |
| 29 | Le Lac magique                           | ふたたび冒険 さまよう湖      | Futatabi Bōken Samayō Mizūmi (Et c'est reparti, le lac errant)                        | 10 septembre 1986     |
| [Chapitre 54 + Filler] — Le tournoi étant terminé, nos amis se séparent et repartent chacun de leur côté. Krilin reste avec Kamé Sennin, Yamcha avec Bulma, Oolong et Puerh, Son Goku quant à lui repart à la recherche des Dragon Balls. En chemin, il traverse un désert dans lequel il retrouve Nam en fort mauvaise posture. Ce dernier cherche à comprendre pourquoi la rivière qui traverse son désert est asséchée. Son Goku vient en aide à son ami et lève le mystère sur la rivière asséchée. |                                          |                              |                                                                                       |                       |
| 30 | La Boule aux quatre étoiles              | ピラフと謎の軍団             | Pirafu to Nazo no Gundan (Pilaf et le mystérieux corps d'armée)                       | 17 septembre 1986     |
| [Filler] — Son Goku est toujours à la recherche des Dragon Balls mais il n'est pas le seul. Le roi Pilaf est lui aussi à la recherche de ces boules, de même qu'une mystérieuse armée dont les hommes portent un ruban rouge au bras. Son Goku se fait voler son radar mais il finit par le retrouver chez un vendeur au même moment où celui-ci vend la boule à 4 étoiles à Pilaf. Celui-ci s'enfuit dans sa forteresse volante, poursuivi par Son Goku. Pendant ce temps, le vendeur essaye de revendre une fausse Dragon Ball à l'Armée du Red Ribbon qui découvre la supercherie et l'exécute. Effrayé par les coups de feu, un oiseau qui nichait sur le toit de la boutique s'envole avec la véritable Dragon Ball. |                                          |                              |                                                                                       |                       |
| 31 | Vive le marié                            | ゲゲ！ニセ悟空出現！！       | Gege! Nise Gokū Shutsugen!! (Hein ! L'apparition d'un autre Gokû !!)                  | 24 septembre 1986     |
| [Filler] — Apprenant de la part d'une voyante que Son Goku est sur le point d'arriver au village et préparant le banquet pour les noces avec sa fille Chichi, Gyumao, l'ancien maître de la montagne de feu, abat un monstre qui venait de manger l'oiseau porteur de la Dragon Ball. Après s'être débarrassé de Son Goku en lui donnant la fausse Dragon Ball recollée, Pilaf ordonne à Shu, son serviteur, de se faire passer pour Son Goku pour récupérer la Dragon Ball. Mais pendant le banquet, la division du Capitaine Silver attaque le village de Gyumao et Pilaf profite de la confusion pour s'enfuir avec la boule. |                                          |                              |                                                                                       |                       |
| 32 | 20000 lieues sous les sables             | 消えた！？空とぶ要塞         | Kieta!? Soratobu Yōsai (Elle a disparu !? La forteresse volante)                      | 1er octobre 1986      |
| [Filler] — Son Goku et l'unité du Capitaine Silver se lancent à la poursuite de Pilaf qui s'est caché dans sa base secrète. Son Goku pénètre dans sa base mais Pilaf s'enfuit à bord de sa forteresse volante. Celle-ci est rapidement détruite par les forces de l'Armée du Red Ribbon alors que Son Goku y était accroché. Silver récupère alors la boule de Pilaf. |                                          |                              |                                                                                       |                       |
| 33 | La Légende du dragon                     | 龍の伝説                     | Doragon no Densetsu (La légende du dragon)                                            | 8 octobre 1986        |
| [Filler] — Son Goku se réveille sur son nuage après avoir été expulsé par la terrible bataille entre Pilaf et le Capitaine Silver. Sur sa route, il croise des petits singes qui partagent leurs repas avec lui. Pendant la sieste de Son Goku, un bébé singe découvre une nouvelle Dragon Ball à 5 étoiles. Peu après, les hommes de Silver débarquent et tirent sans pitié sur les animaux. Silver et Son Goku s'apprêtent à se confronter lorsque la mère et son petit singe passent devant eux avec la boule. Silver prend un fusil et détruit la branche sur laquelle la mère se tenait : elle fait tomber la Dragon Ball dans un ravin. |                                          |                              |                                                                                       |                       |
| 34 | Le général en chef ne plaisante pas      | 非情のレッドリボン           | Hijō no Reddo Ribon (L'impitoyable Red Ribbon)                                        | 15 octobre 1986       |
| [Chapitres 55-56] — Les recherches continuent. Le Capitaine Silver et ses hommes continuent de fouiller partout, tandis que Son Goku fait ses adieux aux singes de la forêt. Grâce à son radar beaucoup plus perfectionné que celui de l'Armée du Red Ribbon, Son Goku découvre rapidement la cachette de la Dragon Ball à 5 étoiles sous les yeux ébahis de deux soldats. Après s'être débarrassé d'eux, Son Goku part avec son nuage, mais Silver, alerté par ses hommes, lance une roquette sur le nuage de Son Goku et le détruit. En colère, Son Goku donne un seul coup de pied au ventre du Capitaine qui tombe à terre, complètement hors combat. Il se relève malgré tout et tente de frapper Son Goku à plusieurs reprises, sans succès. Afin de calmer Silver, notre héros saute pour l'éviter et lui donne un coup de queue au visage. Cette fois, le Capitaine reste à terre. En fouillant dans la base de l'Armée, Son Goku découvre un robot qui lui permettra de l'emmener en avion vers la prochaine Dragon Ball dans le nord. Arrivé sur les lieux, le froid fait son apparition et gèle le robot. L'avion s'écrase. Pendant ce temps, Le Général Red apprend de la bouche de Silver que leur nouvel ennemi est un petit garçon avec un radar ultra-sophistiqué. Il charge le Commandant White de se préparer à l'attaque. Il renvoie également le Capitaine Silver de son armée à cause de son échec. |                                          |                              |                                                                                       |                       |
| 35 | Sangoku dans le grand nord               | 北の少女スノ                 | Kita no Shōjo Suno (Suno, la fille du nord)                                           | 22 octobre 1986       |
| [Chapitre 57] — Après l'accident d'avion, Son Goku est recueilli par une famille dans un petit village du Nord. Après s'être débarrassé de deux soldats qui menaçait la famille, il apprend que l'Armée du Red Ribbon séquestre le chef du village dans la tour d'acier qui contient 7 étages pour obliger les habitants à chercher la Dragon Ball pour le compte du général en chef. Il décide de se rendre à la forteresse de l'Armée du Red Ribbon pour y délivrer le chef du village. Il combat plusieurs soldats sur son chemin. Le Commandant White voit Son Goku arriver en bas de sa tour d'acier. |                                          |                              |                                                                                       |                       |
| 36 | Le Combat du sergent métallique          | マッスル塔の恐怖             | Massuru Tawā no Kyōfu (Frayeur à la Muscle Tower)                                     | 29 octobre 1986       |
| [Chapitres 58-59] — Son Goku atteint le 1er niveau de la tour d'acier et se débarrasse des hommes du Commandant White qui s'y trouvaient. Il monte le 2e étage et fait la connaissance du Sergent Metallic. Après un rude combat et une vague déferlante, il détruit son adversaire qui est en fait un robot. Son Goku se rend au 3e étage où l'attend le Sergent Murasaki, le second du Commandant White. |                                          |                              |                                                                                       |                       |
| 37 | Ninja Murazaki fait son entrée           | 忍者ムラサキ参上             | Ninja Murasaki Sanjō (L'apparition du ninja Murasaki)                                 | 5 novembre 1986       |
| [Chapitres 60-61] — Son Goku arrive au 3e étage où se trouve une forêt d'imitation. Il trouve le Sergent Murasaki grâce à une pierre lancée sur lui. Rapidement, le combat tourne au ridicule. Le Ninja propose à Son Goku de jouer à cache-cache ou à celui qui court le plus vite mais il se fera prendre à chaque fois. Le Commandant White le remet à l'ordre et le vrai combat commence : Son Goku détruit le sabre du Ninja mais se fait assommer violemment dû à une lame de façon boomerang. |                                          |                              |                                                                                       |                       |
| 38 | Cinq Murazakis contre Sangoku            | 恐るべし！！分身の術         | Osorubeshi!! Bunshin no Jutsu (Redoutable !! L'art du clonage)                        | 12 novembre 1986      |
| [Chapitres 61-62] — Au grand étonnement du Sergent Murasaki, Son Goku se relève, légèrement ébranlé. La bagarre se poursuit dans une poursuite effrénée. Sous le coup de la colère, le Sergent Murazaki utilise la technique de la Multiplication des Corps. Mais Son Goku remarque la supercherie et découvre en fait qu'ils sont des quintuplés (5 frères identiques). Pris de panique et conscient de sa défaite, Murazaki s'enfuit et monte au 4e étage libérant un nouvel ennemi de sa cage. |                                          |                              |                                                                                       |                       |
| 39 | Le Robot au grand cœur                   | 謎の人造人間８号             | Nazo no Jinzōningen Hachi-gō (Le secret du cyborg no 8)                               | 19 novembre 1986      |
| [Chapitre 63] — Le nouvel ennemi est le cyborg no 8, C-8. Le Sergent Murasaki lui donne l'ordre d'abattre Son Goku mais il refuse. Il lui annonce qu'il est contre la violence, qu'il est pour le bien et pas pour le mal. Le Ninja lui dit d'obéir sinon il utilisera la télécommande pour activer sa bombe à l'intérieur de son corps. Heureusement, Son Goku lui chipe l'appareil et le détruit. Devant la cruauté du Ninja, le jeune homme lui donne un coup de poing au visage et l'assomme pour de bon. C-8, pour le remercier, accompagne Son Goku dans le labyrinthe au 5e étage. Avec tant bien que mal, ils arrivent à s'en sortir malgré les soldats et du stratagème du Commandant White. Ils montent directement au 7e étage à la tour de contrôle du Commandant (car il n'y a pas d'entrée pour le 6e niveau). Face à eux, le Commandant White appuie sur un bouton et fait tomber Son Goku et C-8 dans un cachot sombre : le 6e étage. |                                          |                              |                                                                                       |                       |
| 40 | La Bête immonde                          | どうする悟空！！戦慄のブヨン | Dō Suru Gokū!! Senritsu no Buyon (Que vas-tu faire Gokû !? Un horrible monstre)       | 26 novembre 1986      |
| [Chapitres 64-65] — Son Goku et C-8 sont dans un cachot et font la connaissance de Boing, une créature géante et rose faite dans une matière élastique. Son Goku essaye par tous les moyens de s'en débarrasser mais il n'y parvient pas. Toutes ses attaques lui rebondissent dessus. Après de multiples coups contre lui, Son Goku trouve un moyen pour assurer sa victoire : il détruit un morceau de mur de la tour d'acier et le froid glacial y rentre. Boing, complètement gelé se durcit et Son Goku n'a plus qu'à lui porter une dernière attaque et le monstre se détruit en mille morceaux. Encouragé par cette victoire, Son Goku saute et détruit le plafond. C-8 le rejoint grâce au Nyoï Bo. Ils se retrouvent à nouveau face à face avec le Commandant White. |                                          |                              |                                                                                       |                       |
| 41 | Le Dernier Jour de la tour de contrôle   | マッスルタワーの最期         | Massuru Tawâ no Saigo (Les dernières heures de la Muscle Tower)                       | 3 décembre 1986       |
| [Chapitre 66] — Le combat ne dure que quelques minutes. Devant la force de Son Goku, le Commandant White capitule et libère le chef du village. Il le prend aussitôt en otage avec un puissant revolver. Il ordonne à Son Goku de se retourner sinon il tuera le maire. N'ayant pas le choix, le jeune garçon se retourne et se fait tirer dans le dos et l'assomme. Devant cet acte de lâcheté et la peur de perdre son seul ami, C-8 se met en colère et délivre un coup de poing gigantesque qui met hors de combat le Commandant White. Il est expulsé en dehors de la tour d'acier. Le cyborg détruit aussitôt cette installation et rejoint la famille ayant recueilli Son Goku lors de son arrivée en compagnie du chef de village et de notre jeune héros, encore étourdi. |                                          |                              |                                                                                       |                       |
| 42 | Le Secret du docteur Flatt               | 危機一髪！！ガンバレ８ちゃん | Kiki Ippatsu!! Ganbare Hat-chan (Juste à temps !! Courage 8-chan)                     | 10 décembre 1986      |
| [Chapitre 67] — Lors d'un repas, C-8 avoue que c'est lui qui a la Dragon Ball à 2 étoiles. Il a caché la boule car si le Commandant White l'avait trouvé, il tuerait tous les habitants du village. Son Goku a désormais 2 Dragon Balls. C-8 avoue également qu'il a une bombe dans son corps et ne peut vivre avec les habitants. Ils décident donc de voir le Docteur Flatt qui est le seul à pouvoir la désactiver. Malheureusement, le Sergent Murasaki, indemne, arrive à sortir des débris de la tour d'acier. Après une filature mouvementée, il intercepte le Dr Flatt et menace de le tuer s'il ne prend pas les Dragon Balls à Son Goku. Ce dernier arrivera finalement à s'en débarrasser. |                                          |                              |                                                                                       |                       |
| 43 | Sangoku découvre la ville                | 西の都のブルマんち           | Nishi no Miyako no Buruma n'chi (Bulma habite dans la capitale de l'ouest)            | 17 décembre 1986      |
| [Chapitres 67-68] — Avant son départ, un vieil homme annonce au jeune garçon que Kinto-un ne peut être détruit par une arme classique. Son Goku l'appelle et son nuage apparaît. Il fait ses adieux à tout le monde et part rejoindre Bulma pour qu'elle puisse réparer son radar. Arrivé en pleine ville, Son Goku est complètement perdu, trop de monde, trop de voitures, trop d'immeubles. Il n'est pas habitué à tout ça. Mais grâce à un policier, il retrouve la maison de Bulma : la Capsule Corporation. Pendant ce temps, le Général Red retrouve la trace de Son Goku. |                                          |                              |                                                                                       |                       |
| 44 | Sangoku retrouve ses amis                | 悟空と仲間と危険がいっぱい   | Gokū to Nakama to Kiken ga Ippai (Un tas d'ennuis pour Gokû et ses amis)              | 24 décembre 1986      |
| [Chapitre 69] — Son Goku retrouve enfin Bulma et lui annonce que son radar est cassé. Il fait la connaissance du professeur Brief, le père de Bulma et de sa mère. Après une brève réparation et une courte négociation, Bulma décide de repartir à l'aventure avec Son Goku. Pour cela, elle a créé une montre permettant de la miniaturiser. Elle pourra donc monter sur Son Goku pendant le voyage. Au quartier général de l'armée du Red Ribbon, le Général Red contacte Busky la Féline afin qu'elle vole les Dragon Balls à Son Goku. Ce dernier part au parc d'attraction avec Bulma, Yamcha, Puerh et Oolong. |                                          |                              |                                                                                       |                       |
| 45 | Busky la féline                          | 気をつけろ！空中の罠         | Ki o Tsukero! Kūchū no Wana (Attention ! Le piège du ciel)                            | 7 janvier 1987        |
| [Filler] — Pendant que ses acolytes placent une bombe au-dessus du dôme du parc d'attraction, Busky la Féline se déguise en voyante pour tenter de voler les Dragon Balls. Yamcha se fait avoir mais Son Goku répare cette erreur en rattrapant Busky. Il la chatouille et récupère les Dragon Balls et la télécommande de la bombe qui s'arrête à temps. Bulma décide de partir seul avec Son Goku à la recherche des autres Dragon Balls. Elle délaisse Yamcha car elle est fâchée après lui (Busky a tenté de l'embrasser sous ses yeux). |                                          |                              |                                                                                       |                       |
| 46 | Bulma revient de loin                    | ブルマの大失敗               | Buruma no Daishippai (La grosse erreur de Bulma)                                      | 14 janvier 1987       |
| [Chapitre 70] — Son Goku et Bulma se dirige vers le camp du Commandant Blue, un autre commandant de l'armée du Red Ribbon. Ils sont à la recherche d'une Dragon Ball se trouvant au fond de la mer. Tandis que Son Goku plonge dans la mer par ses propres moyens, Bulma se fait attaquer par deux soldats du Red Ribbon. Son Goku, revenant à temps, les met hors d'état de nuire. Ils décident d'aller voir Kamé Sennin, habitant pas trop loin d'ici, afin qu'il leur prête son sous-marin. |                                          |                              |                                                                                       |                       |
| 47 | Sur une île de Tortue Géniale            | KAMEHOUSE 発見さる！！       | Kame Hausu Hakken Saru!! (Kamé House a été découverte !!)                             | 21 janvier 1987       |
| [Chapitre 71] — Son Goku et Bulma trouvent rapidement la maison de Kamé Sennin et lui demandent de leur prêter un sous-marin. Celui-ci accepte en échange du bracelet de Bulma permettant de rétrécir. Ils doivent cependant attendre le retour de Krilin et Lunch qui sont partis faire des courses avec le sous-marin qui sert aussi d'avion. Pendant ce temps l'armée du Red Ribbon demande au Commandant Blue de faire un repérage sur l'île de Kamé Sennin pensant qu'il s’agit du QG de Son Goku et ses complices. Au retour de Krilin et Lunch, Kamé Sennin explique la présence d'un trésor dans l'océan et autorise Krilin à aller avec Son Goku et Bulma à sa recherche. À peine partis, Bulma réalise qu'elle a laissé les 2 Dragon Balls sur l'île de Kamé Sennin mais les 3 amis ne s'en inquiètent pas. Ils ne remarquent pas la présence d'un hélicoptère appartenant à l'armée du Red Ribbon et se dirigeant vers la Kamé House. |                                          |                              |                                                                                       |                       |
| 48 | Le Général Blue passe à l'attaque        | ブルー将軍攻撃開始！！       | Burū Shōgun Kōgeki Kaishi!! (Le général Blue lance son attaque !!)                    | 28 janvier 1987       |
| [Chapitre 72] — Alors que Son Goku, Bulma et Krilin recherchent la Dragon Ball cachée au fond de l'océan, le Général Blue passe à l'attaque. Il ordonne à son armée de détruire l'île de Kamé Sennin et de lui voler les deux Dragon Balls en sa possession. Son Goku, Bulma et Krilin finissent par trouver une grotte ou se trouve la Dragon Ball, mais le Général Blue arrive à ce moment-là et les poursuit dans la grotte à bord d'un énorme sous-marin équipé de torpilles. |                                          |                              |                                                                                       |                       |
| 49 | Une grotte miraculeuse                   | 危うしランチさん             | Ayaushi Ranchi-san (Lunch est en danger)                                              | 4 février 1987        |
| [Chapitres 72-73-74] — En essayant d'échapper à l'armée du Red Ribbon, Son Goku, Bulma et Krilin découvrent une sortie à l'air libre à l'intérieur de la grotte et s'enfuient à pied. Pendant ce temps, sur l’île de Kamé Sennin, l'offensive prévue par le Général Blue ne se passe pas comme prévu. En effet, le maître des arts martiaux Kamé Sennin ne se laisse pas faire et massacre ses hommes. Dans la grotte, les trois amis se rendent compte qu'ils sont pile à l'endroit où se trouve le trésor dont Kamé Sennin leur avait parlé. Ils ne se rendent pas comptent qu'un homme du Général Blue les écoute. |                                          |                              |                                                                                       |                       |
| 50 | Les Pièges des pirates                   | 海賊たちのワナ               | Kaizokutachi no Wana (Le piège des pirates)                                           | 11 février 1987       |
| [Chapitres 74-75] — Pendant que Son Goku, Bulma et Krilin avancent dans la grotte, le Général Red et le Colonel Black sont mis au courant de la situation au QG de l'armée du Red Ribbon, alors qu'on est en train de peindre un portrait du général. On découvre d'ailleurs qu'il est de toute petite taille ce qui semble être un complexe chez lui. Dans la grotte, les trois héros arrivent à un premier piège que Son Goku et Krilin déjouent facilement grâce à leur entrainement chez Kamé Sennin. Bulma s'en sort grâce au Nyoï Bo tandis que le Commandant Blue découvre une porte dérobée lui permettant d'éviter le piège alors que son équipe est tombée en plein dedans. Pendant que Blue affronte une anguille envoyant du courant, les trois héros, après avoir évité de justesse de tomber dans de la lave, découvrent le port des pirates où les attend un robot qu'ils vont devoir affronter sous les yeux de Blue caché plus loin. |                                          |                              |                                                                                       |                       |
| 51 | Le Robot pirate                          | 海底のガードマン             | Kaitei no Gādoman (Le gardien des fonds marins)                                       | 18 février 1987       |
| [Chapitres 75-76] — Le combat contre le robot pirate démarre sous les yeux de Blue qui commence à comprendre que Son Goku et Krilin ne sont pas des enfants ordinaires et qu'ils maîtrisent les arts martiaux. Pendant que Son Goku occupe le robot, Krilin et Bulma utilisent un canon pour tenter d'éliminer leur adversaire sans succès, cela entraînant même des dégâts dans la structure de la grotte. Alors qu'ils sont en mauvaise posture, c'est finalement Bulma qui réussit à éliminer celui qui protège le port des pirates en lui fonçant dedans avec un camion le propulsant dans l'eau. S’apprêtant à poursuivre leur aventure, le robot resurgit de l'eau tandis que Son Goku semble s'être évanoui après avoir tenté d'échapper à son adversaire. Poursuivis par le robot pirate, Bulma et Krilin atterrissent dans la salle des commandes. Retrouvés par le robot qui allait les brûler, ils sont sauvés par Son Goku qui décide d'affronter seul le robot pendant que Bulma et Krilin partent à la recherche de la Dragon Ball suivis de près par Blue. Son Goku parvient finalement à éliminer le robot mais les dégâts occasionnés par le combat entraînent le début de l'effondrement de la grotte. De leur côté, Krilin et Bulma arrivent à une intersection où ils décident d'aller à droite de même que Blue qui envoie Son Goku dans une mauvaise direction en marquant le sol d'une flèche. |                                          |                              |                                                                                       |                       |
| 52 | Le trésor existe                         | やった！お宝発見             | Yatta! Otakara Hakken (Ça y est ! Le trésor est découvert)                            | 25 février 1987       |
| [Chapitres 76-77] — Pendant que Son Goku affronte un poulpe, Krilin, Bulma et Blue arrivent dans la pièce contenant le trésor des pirates. La grotte, quant à elle, semble sur le point de s'effondrer. Après un court affrontement contre une statue défendant l'accès au trésor, Krilin et Bulma découvrent une clé à l'intérieur d'un coffre qui leur permet d'actionner un mécanisme remplissant les coffres de pièces d'or et bijoux en tout genre. C'est à ce moment que le Commandant Blue fait irruption et qu'un combat entre Krilin et lui débute. Blue semble supérieur mais Krilin finit néanmoins par réussir à le toucher, ce qui énerve considérablement Blue qui utilise alors ses pouvoirs psychiques qui paralysent Krilin. Alors que Blue s’apprête à achever Krilin, Son Goku, qui a éliminé le poulpe d'un Kamé Hamé Ha, surgit et prend le relais de son partenaire d'entrainement tandis que la grotte semble de plus en plus proche de son effondrement. |                                          |                              |                                                                                       |                       |
| 53 | La Grotte aux mille dangers              | 恐怖の光る眼                 | Kyōfu no Hikaru Me (Les yeux brillants de la terreur)                                 | 4 mars 1987           |
| [Chapitres 77-78-79] — Le duel entre Son Goku et le Commandant Blue a enfin lieu. Mais très vite, l'élève de Kamé Sennin prend le dessus. Krilin constate que Son Goku a progressé depuis le Tenkaichi Budokai. Dominé, Blue utilise alors ses pouvoirs psychiques et prend l'avantage. Alors qu'il s’apprête à exécuter Son Goku, une souris surgit et fait perdre à Blue son contrôle sur Son Goku et ce dernier en profite pour reprendre définitivement l'avantage. Alors que la grotte s'effondre, Bulma et Krilin tentent de la quitter pendant que Son Goku part chercher la Dragon Ball. Après l'avoir trouvé, il récupère également la souris pour lui rendre la monnaie de sa pièce. Bulma et Krilin ont eux trouvé un sous-marin pirate pour s'enfuir de la grotte. |                                          |                              |                                                                                       |                       |
| 54 | Sauve qui peut                           | 逃げろや逃げろ！！大脱出     | Nigero ya Nigero!! Daidasshutsu (Fuyez, fuyez !! La grande évasion)                   | 11 mars 1987          |
| [Chapitres 79-80] — Alors que Bulma et Krilin se sont sur le point de partir, Son Goku surgit et les rejoint dans le sous-marin pirate. Ils sont rapidement bloqués par des morceaux de pierre qui tombent mais grâce à un Kamé Hamé Ha de Son Goku, ils réussissent à s'en sortir et retournent sur la terre ferme. Bulma a réussi à récupérer une grosse pierre précieuse qu'elle veut offrir à Kamé Sennin en dédommagement d'avoir perdu le sous-marin. Ils retournent sur l'île du maître de Son Goku et Krilin mais malheureusement Lunch éternue, vole la pierre et s'enfuit. De son côté, Blue s'en est également sorti. Il décide de se rendre sur l'île de Kamé Sennin pour récupérer la Dragon Ball et éliminer définitivement Son Goku et ses amis. |                                          |                              |                                                                                       |                       |
| 55 | Vers les villages des jouets mécaniques  | んちゃ！追ってペンギン村     | N'cha! Otte Pengin Mura (Ncha ! Poursuite au village Pingouin)                        | 18 mars 1987          |
| [Chapitres 80-81] — Afin de récupérer les Dragon Balls, Blue ensorcelle des cordes qui ligotent Son Goku et ses amis. Une fois en sa possession, il leur offre un cadeau qui va exploser dans cinq minutes. Alors que les minutes s'égrènent, Lunch redevenue gentil revient. Elle délivre Son Goku qui envoie la bombe exploser dans les cieux et se lance sans plus attendre à la poursuite de Blue. Il finit par le rattraper puis tous deux finissent par arriver au village Pingouin dont les habitants sont des personnages issus de Dr Slump, l'un des premiers mangas de Akira Toriyama. Alors que la poursuite bat son plein, Blue réussit à semer Son Goku mais s'échoue dans une montagne. Son Goku, tombé de son nuage, se retrouve sur la terre ferme et fait la connaissance d'Aralé et de deux petits anges. |                                          |                              |                                                                                       |                       |
| 56 | Comme sur un petit nuage                 | うほほーい！アラレ雲にのる   | Uhohōi! Arare Kumo ni Noru (Uwaaaa ! Aralé monte sur le nuage)                        | 25 mars 1987          |
| [Chapitres 81-82] — Après de rapides présentations avec Aralé et ses deux compagnons, Son Goku repart à la recherche de Blue et des Dragon Balls. Blue décide de fuir et de rentrer au quartier général du Red Ribbon, se rendant compte que Son Goku est trop fort. Son Goku retrouve l'avion et comprend que Blue a dû fuir, lorsque Aralé surgit et propose son aide à Son Goku. Elle monte alors sur le nuage. Blue obtient lui des informations auprès d'un villageois pour savoir qui possède un avion au village Pingouin. Il s'y rend avec une voiture qu'il a volée mais celle-ci tombe en panne. Il est secouru par un enfant puis la police l’interpelle. Il les impressionne en détruisant son véhicule et récupère le leur. Peu après, l'un des agents indique à Son Goku vers où s'est rendu Blue. Il se lance alors à sa poursuite mais ne parvient pas à le rattraper. En effet, Blue s'est caché derrière un tas d'herbe. Alors que ce dernier s’apprête à reprendre la route, Aralé qui souhaitait rattraper Son Goku fonce sans faire exprès dans son véhicule et l'envoie à quelques kilomètres. Aralé retrouve alors Son Goku qui souhaite utiliser le Dragon Radar pour retrouver Blue. Malheureusement, il est encore en panne. Aralé lui suggère d'aller voir le professeur de village Pingouin qui pourra le réparer. C'est également lui qui possède l'avion que Blue convoite. |                                          |                              |                                                                                       |                       |
| 57 | Arale contre le Ruban Rouge              | 対決！アラレVS(たい)ブルー   | Taiketsu! Arare Tai Burū (Confrontation ! Aralé contre Blue)                          | 8 avril 1987          |
| [Chapitre 83] — Alors que le professeur a des difficultés à réparer le Dragon Radar, son fils qui semble avoir des pouvoirs le répare en utilisant un sort. Son Goku allume alors le radar qui indique la présence de Dragon Balls tout proche de lui et de ses nouveaux amis. C'est en fait Blue qui cherche dans un premier temps à se cacher. Rapidement retrouvé, il prend Aralé en otage pour forcer Son Goku à capituler. Pourtant, le professeur et sa famille ne semble pas très inquiet lorsqu'ils voient Aralé menacée par Blue. Il paralyse alors Son Goku à l'aide de ses pouvoirs psychiques et récupère le Dragon Radar puis s'apprête à réquisitionner l'avion du professeur mais avant cela il doit finir sa mission : se débarrasser de Son Goku. Alors qu'il est sur le point de réaliser sa mission, Aralé, autorisée par le professeur à « jouer au catch avec le monsieur », l'expédie d'un coup de pied et de deux coups de boules à des centaines de mètres. Son Goku récupère alors les Dragon Balls que Blue avait déposé dans l'avion mais pas le Dragon Radar que Blue avait sur lui lors de son affrontement avec Aralé. Le fils du professeur lui en fabrique alors un en quelques secondes et Son Goku repart à la recherche des Dragon Balls en montant sur son nuage magique. |                                          |                              |                                                                                       |                       |
| 58 | Les Habitants de la terre sainte         | 魔境の聖地カリン             | Makyō no Seichi Karin (Karin, la terre sacrée)                                        | 15 avril 1987         |
| [Chapitres 84-85] — Blue est sur le chemin du retour pour ramener au Général Red le Dragon Radar fabriqué par Bulma. Son Goku, quant à lui, se dirige vers des terres volcaniques, dirigées par le Commandant Yellow, qui abritent une Dragon Ball. Alors que son équipe est à deux doigts d'attraper la boule magique, une éruption volcanique a lieu. Elle balance la Dragon Ball dans une forêt aux alentours où vivent un jeune indien Upa et son père Bola. La Dragon Ball atterrit près de chez eux et l'équipe de Yellow établit un camp de base non loin d'eux afin de retrouver la précieuse boule. Yellow fait alors connaissance avec Bola. Yellow remarque alors la Dragon Ball que tient le solide indien dans sa main et lui demande de le lui donner. Bola refuse et Yellow et ses hommes lui tirent dessus mais son corps encaisse sans broncher puis il contre-attaque. Il élimine tous les hommes un par un hormis Yellow qui bat en retraite et appelle le quartier général du Red Ribbon. Devant l'incapacité de ses hommes à réaliser leurs missions, Red prévient qu'il va engager Tao Pai Pai ce qui effraie Black et Yellow. Yellow décide alors de prendre en otage Upa à bord de son avion afin de récupérer la Dragon Ball. Il est proche d'arriver à ses fins lorsque Son Goku débarque, le met KO et rattrape Upa qu'il ramène à son père. Ce dernier confie la Dragon Ball à Son Goku qui est celle que lui avait confié son grand-père. Tao Pai Pai, un célèbre assassin fait alors son entrée au quartier général du Red Ribbon de même que Blue. |                                          |                              |                                                                                       |                       |
| 59 | Le redoutable Taopaïpaï passe à l'action | きた！世界一の殺し屋“桃白白” | Kita! Sekaiichi no Koroshiya Taopaipai (Ils l'ont fait ! Le grand assassin Taopaipai) | 22 avril 1987         |
| [Chapitres 85-86] — Alors que Tao Pai Pai annonce ses honoraires, Blue vient faire son rapport au général Red. Comme il a échoué dans sa quête des Dragon Balls, il est condamné à être exécuté. Mais il peut avoir une seconde chance s'il parvient à battre Tao Pai Pai. Malheureusement pour lui, le célèbre assassin le tue avec une facilité déconcertante. De son côté, Son Goku raconte aux deux indiens le secret lié aux Dragon Balls et Bola lui raconte celui concernant la tour Karin au sommet de laquelle vivrait un ermite possédant une eau magique décuplant les forces. Son Goku et ses deux nouveaux amis partagent alors un repas puis envisagent de grimper à la tour Karin lorsque Tao Pai Pai débarque. Voulant protéger ses terres sacrées et son nouvel ami, Bola affronte le tueur engagé par le Red Ribbon mais ce dernier l'élimine rapidement. |                                          |                              |                                                                                       |                       |
| 60 | Sangoku se mesure à Taopaïpaï            | 勝負！！カメハメ波VSどどん波 | Shōbu!! Kamehameha Tai Dodonpa (Match !! Kamé Hamé Ha contre Dodonpa)                 | 29 avril 1987         |
| [Chapitres 86-87] — Son Goku se jette sur son adversaire qui le domine avec une incroyable facilité. Se sentant supérieur à Son Goku, Tao Pai Pai le laisse armer un Kamé Hamé Ha. Il se protège au dernier moment et bien que ses habits soient en lambeaux, l'assassin est en pleine forme. Il contre-attaque avec un Dodompa, une rafale d'énergie comparable au Kamé Hamé Ha qui semble tuer Son Goku sur place. Il récupère alors les Dragon Balls mais fait un crochet par son tailleur afin de refaire sa garde-robe. Il prévient Red qu'il ne livrera les Dragon Balls que dans trois jours et confirme avoir éliminé Son Goku. Red décide d'envoyer une équipe récupérer la quatrième Dragon Ball probablement gardée par Son Goku. Upa, quant à lui, vient d'enterrer son père. Il est sur le point de faire de même avec Son Goku quand arrive un homme du Red Ribbon pour récupérer la Dragon Ball. Alors qu'il attrape la boule magique, Son Goku le stoppe avec sa main. L'homme de main s'enfuit alors après avoir tenté en vain de tuer Son Goku avec son fusil mais celui-ci l'élimine rapidement avant qu'il n'ait eu le temps de contacter son quartier général. C'est en fait la Dragon Ball qui a pris une partie du Dodompa de Tao Pai Pai qui a sauvé Son Goku. Devant la tombe du père de Upa et en pensant au sacrifice que celui-ci a fait, Son Goku promet au jeune indien d'utiliser les Dragon Balls pour ressusciter son père. Cependant, Tao Pai Pai ayant récupéré une partie des boules, Son Goku est dans l'impasse d'autant qu'il est bien plus faible que son adversaire. Il décide alors de grimper la tour Karin. Red annonce à Tao Pai Pai que Son Goku est toujours vivant. Le célèbre tueur répond qu'il achèvera sa mission dans trois jours, ce qui laisse un peu de répit à Son Goku qui poursuit son ascension. |                                          |                              |                                                                                       |                       |
| 61 | Le Maître des maîtres                    | カリン塔のカリン様           | Karin-Tō no Karin-sama (Maître Karin de la tour Karin)                                | 6 mai 1987            |
| [Chapitres 87-88] — Son Goku arrive enfin au sommet de la tour où se trouve une plate-forme où quelqu'un semble vivre. Curieux comme à son habitude, Son Goku inspecte la pièce dans laquelle il se trouve pensant trouver la fameuse eau magique. Il découvre trois tonneaux qui représente en fait le présent, le futur et le passé de celui qui y regarde. Il rencontre ensuite un chat un peu étrange qui n'est autre que maître Karin. Après avoir lu dans l'esprit de Son Goku et constater qu'il n'a pas de mauvaises intentions, il l'autorise à boire l'eau sacrée. Pourtant, il ne cesse de lui mettre des bâtons dans les roues en l'empêchant d'obtenir la précieuse fiole. Il semble très agile, Son Goku n'arrivant pas à mettre la main sur lui. Il s'agit en fait d'un entraînement mais Son Goku ne s'en est pas encore rendu compte. La seule personne ayant réussie à attraper la fiole contenant l'eau sacrée n'est autre que le maître de Son Goku et qu'il a mis trois ans pour réussir. |                                          |                              |                                                                                       |                       |
| 62 | L'Eau sacrée                             | 果して！？超聖水のききめ     | Hatashite!? Chōseisui no Kikime (C'est vrai !? Les effets de l'eau sacrée)            | 13 mai 1987           |
| [Chapitres 89-90] — Sachant que le temps presse, Son Goku utilise la technique de l'image rémanente pour tenter d'attraper la fiole. Mais Karin fait de même et Son Goku échoue. Le maître de la tour va alors se coucher et Son Goku, mort de faim, s'endort à même le sol. Le lendemain matin, Karin offre un senzu à Son Goku, un haricot magique qui rassasie un homme pour une dizaine de jours et lui redonne toutes ses forces. Après ça, Karin envoie la Dragon Ball de Son Goku dans le vide et celui-ci se jette à sa poursuite. C'est en fait la suite de l'entrainement même si celui-ci ne s'en rend toujours pas compte. Après avoir retrouvé sa précieuse boule sur la terre ferme, il remonte la tour en se plaignant de l'attitude de son nouveau maître. Il réalise l'ascension en trois heures ce qui est un nouveau record. En pleine nuit, alors que le chat semble endormi, Son Goku projette de lui piquer sa fiole mais se ravise au dernier moment préférant faire les choses honnêtement ce qui séduit le maître de la tour sacrée qui est d'ailleurs surpris par la vitesse à laquelle progresse notre héros. Alors que la troisième journée d'entraînement de Son Goku débute, celui-ci semble déterminé à en finir. Ses mouvements sont d'ailleurs plus incisifs et Karin semble en difficulté. Son Goku finit par attraper la fiole contenant l'eau sacrée. Après l'avoir bu, il ne sent aucun changement. Karin lui révèle alors que ce sont tous les efforts qu'il a dû concevoir pour obtenir cette fiole qui lui ont permis de progresser. Le deuxième affrontement entre Tao Pai Pai et Son Goku peut donc avoir lieu d'autant que le tueur a enfin reçu son nouveau kimono et qu'il se rend sur les terres sacrées de Karin.                                                                                             |                                          |                              |                                                                                       |                       |
| 63 | Le héros est de retour                   | 孫悟空の逆襲                 | Son Gokū no Gyakushū (La contre-attaque de Son Gokû)                                  | 20 mai 1987           |
| [Chapitres 90-91-92] — De retour sur les terres sacrées de Karin, Tao Pai Pai demande à Upa où est la Dragon Ball. Devant le refus du jeune indien, il le balance contre la tour Karin. Mais Son Goku le rattrape au dernier moment et s'en va affronter son ennemi. Chez Kamé Sennin, Bulma crée une sorte de robot qui leur donnera des nouvelles de Son Goku qui de son côté rivalise parfaitement avec le tueur du Red Ribbon. Il lui est même largement supérieur et lui inflige une véritable correction réussissant même à stopper un Dodompa avec ses mains. Se sentant proche de la défaite, Tao Pai Pai utilise une capsule contenant un sabre. Son Goku est alors en mauvaise posture mais Upa lui renvoie son bâton magique qui tranche le sabre du tueur en deux. Tao Pai Pai se rend compte qu'il ne peut pas lutter face à lui. Il décide donc de gravir la tour également pour boire l'eau sacré et rivaliser contre Son Goku. |                                          |                              |                                                                                       |                       |
| 64 | La Défaite de Taopaïpaï                  | 最後の桃白白                 | Saigo no Taopaipai (La fin de Taopaipai)                                              | 27 mai 1987           |
| [Chapitres 92-93] — Tao Pai Pai à son tour arrive chez maître Karin. Il boit une eau que Karin lui vend comme étant l'eau sacrée. Le tueur engagé par le Red Ribbon redescend alors affronter Son Goku à l'aide d'un nuage noir que lui a offert Karin afin qu'il ne gagne pas davantage de force. De retour sur la terre ferme, un troisième combat s'engage. Le tueur du Red Ribbon semble rapidement prendre le dessus, Son Goku n'arrivant pas riposter. En fait, Son Goku testait la puissance de son adversaire. Il contre-attaque et domine facilement Tao Pai Pai. Se sentant proche de la fin, le tueur implore le pardon de Son Goku qui, de sa profonde naïveté qui le caractérise, y croit. C'est en fait une ruse et Tao Pai Pai lui envoie une bombe que Son Goku lui renvoie d'un coup de pied. Tao Pai Pai est donc éliminé. Souhaitant honorer sa promesse pour ressusciter Bola, Son Goku continue sa quête des Dragon Balls. Il en repère deux qui doivent être au quartier général du Red Ribbon selon lui. Il s'envole alors sur Kinto'un afin de continuer ses aventures. |                                          |                              |                                                                                       |                       |
| 65 | En route pour le quartier général        | ゆけ悟空！突撃開始           | Yuke Gokū! Totsugeki Kaishi (Allez Gokû ! À l'assaut)                                 | 10 juin 1987          |
| [Chapitre 93] — Grâce au Dragon Radar plus perfectionné de Bulma, le colonel Violet et son équipe trouve facilement la sixième Dragon Ball. Après quelques péripéties, elle parvient à quitter le lieu où elle se trouve pour rentrer à son quartier général. Elle donne la Dragon Ball au Général Red contre une maigre récompense. Bulma, de son côté, a enfin terminé son robot caméra supersonique qui est censé repérer Son Goku. Au Red Ribbon, ils repèrent l'arrivée des Dragon Balls où ils sont persuadés que c'est Tao Pai Pai qui vient les ramener et récupérer son salaire. Ils enlèvent donc tous leurs systèmes de défense. Mis au courant de l'idée de Son Goku de s'attaquer seul au Red Ribbon grâce au robot, Bulma, Lunch, Yamcha, Puerh, Oolong et Kamé Sennin partent aider Son Goku. |                                          |                              |                                                                                       |                       |
| 66 | L'armée du Ruban Rouge est en déroute    | レッドリボン軍必死の攻防     | Reddo Ribon Gun Hisshi no Kōbō (Le combat contre l'armée du Red Ribbon)               | 17 juin 1987          |
| [Chapitres 93-94] — Alors que Kamé Sennin et sa bande sont en route pour aller aider Son Goku, ils font un détour pour récupérer Krilin. Au Red Ribbon, une unité aérienne partie vérifier qu'il s'agit bien de Tao Pai Pai constate que c'est Son Goku qui arrive. Il élimine facilement l'éclaireur ennemi et fonce à toute vitesse en direction du quartier général. Red commence à s'affoler. Il demande à ses hommes de réactiver les systèmes de sécurité qui rapidement font leur effet et bombardent Son Goku. Il pénètre alors en plein dans la base et commence à éliminer tous ses adversaires. Dans leur avion, les amis de Son Goku sont suivis par un missile qu'ils éliminent en sacrifiant le propulseur qui était traqué par le système de recherche du missile. Violet de son côté profite de la confusion générale pour récupérer de l'argent au coffre-fort tandis que Son Goku continue d'éliminer un à un tous les membres du Red Ribbon. Il se dirige vers le bâtiment abritant les Dragon Balls et où se rendent le Général Red et son second Black. Ces deux derniers se rendent compte de la gravité de la situation. |                                          |                              |                                                                                       |                       |
| 67 | La Fin du commandant Red                 | レッド総帥死す！！           | Reddo Sōsui Shisu!! (La mort du chef Red !!)                                          | 24 juin 1987          |
| [Chapitres 95-96] — Son Goku poursuit son chemin en quête des Dragon Balls, éliminant la quasi-totalité des membres du Red Ribbon pendant que les autres s'enfuient. Violet a atteint le coffre-fort contenant les plus importantes fortunes du Red Ribbon sous les yeux d'un Général Red excédé par tout ce qui est en train d'arriver. Il demande à Black de se charger de Son Goku et lui grimpe d'un étage avec les Dragon Balls. La lutte entre Son Goku et Black est de courte durée puisque Red piège les deux hommes dans la pièce. Pensant avoir vaincu Son Goku, Red est particulièrement heureux et révèle son souhait, augmenter sa taille. Black surgit et après une explication avec son supérieur, il assassine le Général Red. Son Goku arrive également et le combat face à Black peut se poursuivre. Black monte dans un robot pour pouvoir lutter à armes égales. De leur côté, Bulma et les autres se rapprochent de la base et croisent Violet. Son Goku, quant à lui, éprouve beaucoup de difficulté face à Black et son robot. |                                          |                              |                                                                                       |                       |
| 68 | La Dernière Boule de cristal             | 最後のドラゴンボール         | Saigo no Doragon Bōru (La dernière Dragon Ball)                                       | 1er juillet 1987      |
| [Chapitres 96-97] — Se rendant compte que Son Goku est difficile à tuer, Black décide d'envoyer un missile pour tout faire sauter. Comme face à Tao Pai Pai, Son Goku renvoie le cadeau à son expéditeur. Même si là Black évite de justesse le missile qui désintègre une montagne située derrière lui. Effrayé, Black décide de fuir. Mais Son Goku le rattrape et transperce le robot. Black est vaincu et c'est la fin du Red Ribbon. Son Goku a donc six Dragon Balls. Mais la dernière Dragon Ball n'apparaît pas. C'est à ce moment-là que Bulma et les autres se décident enfin à arriver. Pensant devoir aider Son Goku, ils réfléchissent à l'élaboration d'un plan. Alors qu'ils n'avancent pas beaucoup, ils repèrent quelque chose dans le ciel et pense que c'est un avion ennemi. Ils se cachent dans un premier temps puis comprennent que c'est en fait Son Goku qui va à leur rencontre. |                                          |                              |                                                                                       |                       |

## Saison 4
| No | Titre français              | Titre japonais             | Titre japonais                                                                       | Date de 1re diffusion |
| No | Titre français              | Kanji                      | Rōmaji                                                                               | Date de 1re diffusion |
| --- | --------------------------- | -------------------------- | ------------------------------------------------------------------------------------ | --------------------- |
| 69 | Baba                        | キュートな！？占いババ     | Kyūto na!? Uranai Baba (Mignonne hein !? Baba la voyante)                            | 8 juillet 1987        |
| [Chapitres 97-98] — Alors que le dragon radar fonctionne correctement, nos héros n'arrive pas à localiser la dernière boule magique. Bulma avance l'hypothèse qu'un animal a du l'avaler. Kamé Sennin suggère l'idée d'aller voir Baba la voyante qui devrait pouvoir trouver la boule manquante grâce à ses pouvoirs. Souhaitant s'entrainer, Krilin et Yamcha accompagne Son Goku dans son aventure. Ils font un arrêt dans une ville pour faire le plein d'essence acheter de nouveaux habits pour Son Goku les siens commençant à se déchirer. En attendant que le tailleur finisse son travail, Son Goku part chercher Upa afin qu'il puisse être au courant des progrès de Son Goku dans la quête des dragon ball. De retour pour récupérer son nouvel uniforme, Son Goku et ses amis partent chez Baba la sorcière. Après un voyage compliqué avec des conditions météos peu avantageuses, ils finissent par arriver à destination. Ils s'inscrivent alors pour rencontrer Baba alors que le groupe devant eux ressort quelques secondes après son arrivée en piteux état ce qui n'est pas pour rassurer nos héros excepté Son Goku qui ne comprend pas grand-chose à ce qui se passe. Nos héros rencontrent alors Baba qui accepte de leur venir en aide pour la somme de 10 millions de zenis. N'ayant pas cette somme, il y a une seconde solution, venir à bout des 5 guerriers de Baba. Cela enchante bien entendu notre cher Son Goku. |                             |                            |                                                                                      |                       |
| 70 | Les Cinq Adversaires        | 突撃！われら５人の戦士     | Totsugeki! Warera Gonin no Senshi (À l'attaque ! Nous sommes les 5 guerriers)        | 15 juillet 1987       |
| [Chapitres 99-100] — Les règles sont plus ou moins les mêmes qu'au Tenkaichi Budokai. On est éliminé si on abandonne ou si l'on pose un pied en dehors du ring de combat. C'est Krilin qui s'élance en premier face à Dracula-man, un vampire capable de se transformer en chauve-souris spécialiste du kickboxing. Trop sûr de lui, Krilin est rapidement en difficulté. Dracula-man parvient même à lui prendre un peu de sang ce qui affaiblit encore plus le jeune chauve. Dracula-man élimine rapidement Krilin en l'envoyant dans le lac situé au tour du ring. Nos héros changent alors de stratégie et envoient Upa et Pu-erh sur le ring. Alors que Dracula-man fonce sur les deux coéquipiers d'un instant, Upa lui envoie des vapeurs d'ail au vampire ce qui le fait chuter et l'affaiblit considérablement. Il se change en chauve-souris et s'attaque alors à Pu-erh mais l'ami de Yamcha se transforme en hérisson, Dracula-man se fait alors mal en le mordant. Upa fait alors un symbole de croix et Vampire-man s'enfuit de nouveau. Pu-erh l'envoie alors dans le lac en se transformant en main géante. Le deuxième combattant de Baba arrive alors et devra lutter contre Yamcha. C'est un homme invisible. Ce qui bien sûr causera beaucoup de soucis. Le combat débute et Yamcha est très vite en difficulté. Krilin se rend compte que tant qu'il ne verra pas son adversaire, Yamcha ne pourra pas gagner. Il semble avoir un plan et demande à Son Goku d'aller chercher Bulma et Kamé Sennin. Pendant ce temps Yamcha doit se contenter de ne pas abandonner. |                             |                            |                                                                                      |                       |
| 71 | La Fosse du diable          | 決死の大流血戦！           | Kesshi no Dairyūkessen ! (Un combat vraiment très sanglant !)                        | 22 juillet 1987       |
| [Chapitres 100-101] — Goku retrouve Bulma et Kamé Sennin. Il les ramène au palais de Baba la sorcière. Pendant ce temps, Yamcha éprouve du plus en plus de difficultés face à son adversaire. Alors que Yamcha est au plus mal Krilin met son plan à exécution, il enlève le tee-shirt de Bulma ce qui fait abondamment saigner du nez Muten Roshi et révèle alors la présence de l'homme invisible que Yamcha élimine alors facilement de sa fameuse attaque du loup. Pour la suite des évènements, les combats auront lieu à l'intérieur du palais. On apprend au passage que Baba la voyante est la grande sœur de Kamé Sennin et que leur rapports sont limités puisqu'elle refuse d'aider gratuitement nos héros. À l'intérieur du palais Baba piège Son Goku pour voir son potentiel et notre héros s'en sort facilement ce qui impressionne la voyante. Le combat de Yamcha se déroulera dans les "toilettes du démon", une sorte de pont très étroit situé au-dessus d'une fontaine de poison dans laquelle il vaut mieux éviter de tomber si l'on tient à la vie. |                             |                            |                                                                                      |                       |
| 72 | Yamcha frôle la mort        | 悟空見参！悪魔の便所       | Son Gokū Kenzan! Akuma no Benjo (Gokû prend part au combat ! Les toilettes du Démon) | 29 juillet 1987       |
| [Chapitres 101-102] — Le troisième combattant de Baba arrive. C'est une momie très douée en arts martiaux qui s'appelle Miira-Kun. Il semble bien plus coriace que les deux précédents adversaires. En effet malgré une grande force physique, il est également très véloce. Yamcha est d'ailleurs rapidement en difficulté. Même son attaque du loup s'avère inefficace, son adversaire évitant tous ses coups. Malgré une belle ruse de Yamcha qui envoie Miira dans la fontaine, ce dernier s'en sort en utilisant ces bandelettes de momie comme d'une liane pour revenir sur la surface de combat. Miira est très largement au-dessus de Yamcha et c'est finalement Son Goku qui sauve Yamcha grâce à son bâton magique alors que ce dernier était au bord de l'épuisement. Son Goku doit alors rentrer en scène. |                             |                            |                                                                                      |                       |
| 73 | Le Pouvoir mortel du diable | 必殺アクマイト光線とは！？ | Hissatsu Akumaitokōsen to wa!? (Mais, c'est le mortel rayon Akumaito !?)             | 5 août 1987           |
| [Chapitres 103-104] — Le combat entre Son Goku et Miira débute. Son Goku souriant semble sûr de lui alors que Miira semble inquiet. Notre héros semble supérieur à Miira en force pure et en vitesse mais l'homme momie qui peut contrôler ses bandages utilise cette technique pour prendre l'avantage. Broyés par les bandelettes de Miira, Son Goku semble en mauvaise posture. Notre héros a alors une idée, il se jette dans le poison pour se défaire de se chaînes. Son Goku décide alors d'attaquer et assomme Miira en un seul coup. Le quatrième combattant de Baba est alors envoyé. Il s'agit d'Akuman un démon d'une grande puissance. Il est habituellement l'ultime recours de Baba ce qui surprend Mutenrôshi. Akuman possède des ailes ce qui dans cette situation est un bel avantage. Très rapidement Son Goku prend le dessus ce qui étonne son maître car Akuman a remporté deux fois le Tenkaichi Budokai. Sous la pression, Akuman décide d'utiliser son attaque spéciale qui utilise les mauvaises pensées des gens pour les tuer. Même Baba la voyante désapprouve l'utilisation de cette technique mortelle. |                             |                            |                                                                                      |                       |
| 74 | Le Cinquième Homme          | なぞの五人目の男           | Nazo no Goninme no Otoko (Le mystérieux 5e homme)                                    | 12 août 1987          |
| [Chapitres 104-105] — Akuman lance son attaque ultime mais celle-ci échoue car Son Goku qui a le cœur pur ne possède pas de mauvaises pensées. Le combat reprend alors mais Akuman fait apparaître un trident qui lui permet de reprendre l'avantage sous les yeux du cinquième combattant de Baba qui semble intéressé par l"opposition entre Son Goku et le démon. Après une courte domination d'Akuman, Son Goku reprend le dessus et envoie son adversaire s'encastrer dans le plafond. Muten Roshi et Baba sont très impressionnés par la facilité qu'a Son Goku pour éliminer ses adversaires. Le cinquième combattant entre alors en scène. Il a le visage caché par un masque mais semble avoir une apparence humaine. Baba le présente comme possédant une énorme puissance et ce mystérieux combattant demande à Baba de combattre notre héros sur le terrain des trois premiers combats afin que l'affrontement puisse aller à son terme. Le long du trajet au ring de combat, Son Goku trouve que son futur adversaire a une bonne odeur tandis que Kamé Sennin est persuadé d'avoir déjà entendu la voix du futur adversaire de Son Goku. Le guerrier masqué révèle alors un secret à Baba qui semble beaucoup l’intéresser. L'affrontement final va enfin débuter. |                             |                            |                                                                                      |                       |
| 75 | Un mystérieux adversaire    | 激突！！強敵同志           | Gekitotsu!! Kyōteki Dōshi (Crash !! Un redoutable adversaire)                        | 19 août 1987          |
| [Chapitres 105-106-107] — Le combat est très serré chacun se rendant coups pour coups, les spectateurs sont d'ailleurs bouche bée devant le niveau de l'affrontement. C'est Son Goku le premier à être en difficulté mais rapidement notre héros contre attaque. Afin de surprendre Son Goku le guerrier masqué décide d'envoyer un énorme Kamé Hamé Ha qui montre bien que l'adversaire de notre héros est d'une grande puissance. Son Goku l'évite de justesse grâce au Zanzoken que son adversaire semble connaître. Le fait que ce guerrier utilise le Kamé Hamé Ha donne une idée à Kamé Sennin quant à l'identité du guerrier masqué. Son Goku décide alors de contrer son adversaire avec la même technique ce qui met son adversaire à terre. Son Goku en profite pour lui asséner un coup de genoux qui semble mettre KO son adversaire. Alors qu'il s'apprête à achever son adversaire, Son Goku le regarde longuement. Le mystérieux combattant en profite alors, tout en riant, pour saisir la queue de Son Goku, son point faible. Notre héros perd toute sa force et le combattant de Baba reprend l'avantage. Yamcha est surpris de voir ce guerrier avoir deviné le point faible de Son Goku si rapidement mais pas Muten Roshi qui semble avoir définitivement compris qui se cache derrière le masque. Le guerrier masqué de son côté inflige une correction à Son Goku qui ne peut rien faire d'autre qu'encaisser. Muten Roshi annonce que le combattant masqué est en fait Son Gohan le grand-père de Son Goku.                                                     |                             |                            |                                                                                      |                       |
| 76 | L'adversaire se démasque    | 仮面男の正体は！？         | Kamen Otoko no Shōtai ha!? (Qui est donc caché derrière ce masque !?)                | 26 août 1987          |
| [Chapitres 107-108] — Kamé Sennin explique que l'auréole au-dessus de la tête de Son Gohan montre bien qu'il est issu du royaume des morts. Alors que San Gohan continue à frapper Son Goku pour qu'il abandonne, la queue de notre héros finit par se casser. Le combat peut donc reprendre avec un Son Goku très énervé mais Son Gohan abandonne. Il était en fait venu tester les progrès de son petit fils et continuer l'affrontement serait inutile. Après d'émouvantes retrouvailles et quelques échanges entre les différents protagonistes, Son Gohan peut repartir dans le monde des morts. Comme promis, Baba révèle ou se trouve la dernière Dragon Ball. Il est dans une voiture, celle de Pilaf et ses deux acolytes. Ils sont au courant que Son Goku possède les 6 autres, le leur étant enfermé dans une boite magique que le dragon radar ne détectait pas. Ils sont maintenant équipés de robots très puissants et connaissent le point faible de Son Goku puisqu'ils ont pu observer le combat entre Son Gohan et Son Goku. |                             |                            |                                                                                      |                       |
| 77 | Les Tactiques de Pilaf      | ピラフの大作戦             | Pirafu no Daisakusen (La grande opération de Pilaf)                                  | 2 septembre 1987      |
| [Chapitres 109-110] — Son Goku s'élance à la poursuite du dernier Dragon Ball que possède Pilaf. Ce dernier a préparé un plan pour venir à bout de Son Goku et enfin pouvoir demander son vœu à Shenron. Bien que surpris de voir Son Goku l'avoir trouvé, Pilaf a confiance en son plan pour battre notre héros. Il propose un combat ou le vainqueur remportera tous les Dragon Balls. Son Goku accepte le challenge et se retrouve à combattre les trois Pilaf machines. Un temps en difficulté, Son Goku reprend le dessus. Pilaf passe alors au plan B, tirer la queue de Son Goku son point faible mais celle-ci a disparu. Pilaf passe alors à la dernière étape de son plan, l’assemblage des 3 robots. Mais d'un Kamé Hamé Ha Son Goku bat une nouvelle fois ses adversaires. Pilaf et ses complices tentent alors de fuir mais sans succès puisque Son Goku les rattrape et récupère l'ultime dragon ball. |                             |                            |                                                                                      |                       |
| 78 | Le divin dragon revient     | 神龍ふたたび               | Shenron Futatabi (Le retour de Shenron)                                              | 9 septembre 1987      |
| [Chapitres 111-112] — Son Goku revient au palais de Baba et repart pour les terres de Karin avec Upa afin de ressusciter son père. Ayant constaté les progrès de Son Goku, Yamcha demande à Kamé Sennin de suivre son enseignement ce que ce dernier accepte après une petite promesse en échange de Bulma assez peu catholique. Arrivé à destination, Son Goku invoque Shenron et exauce le souhait de son ami Upa. Le jeune indien retrouve son père. Avant que les boules ne se dispersent, Son Goku en profite pour attraper celle à quatre étoiles de son grand-père. Son Goku revient encore une fois au palais de Baba pour rentrer chez son maître avec ses amis. Mais Kamé Sennin lui conseille de parcourir le monde pour continuer à progresser et cela sans utiliser Kinto'un. Nos héros se donnent rendez-vous dans trois ans pour le prochain Tenkaichi Budokai. |                             |                            |                                                                                      |                       |

## Saison 5
| No | Titre français                                   | Titre japonais                   | Titre japonais | Date de 1re diffusion |
| No | Titre français                                   | Kanji                            | Rōmaji | Date de 1re diffusion |
| --- | ------------------------------------------------ | -------------------------------- | --- | --------------------- |
| 79 | Une gourde maléfique                             | 金角・銀角の人食いひょうたん     | Kinkaku · Ginkaku no Hito Kui Hyōtan (La gourde mangeuse d’homme de Ginkaku et Kinkaku)                                 | 16 septembre 1987     |
| [Filler] — Suivant les conseils de son maître, Son Goku parcourt le monde. Sur une route montagneuse, il sauve une jeune fille qui recherche désespérément quelqu'un de fort pour protéger son village qui est sous l'emprise de deux bandits qui piquent toutes le récoltes des villageois. Outre leurs forces physiques importantes, les deux bandits possèdent une gourde magique qui aspire quiconque ne répondant pas lorsqu'on l'appelle par son nom. Bien que notre héros les domine au cours d'un affrontement, il se fait piéger et tombe dans la gourde. Heureusement grâce à son Nyoibo il réussit à ne pas tomber dans le Saké ou il aurait été dissous. Un des deux bandits croyant notre héros totalement dissous ouvre à nouveau la gourde et Son Goku est libéré. Il bat alors ses deux adversaires et repart à travers le monde en quête de nouvelles aventures. |                                                  |                                  | |                       |
| 80 | Le Match du roi                                  | いざ御前試合！悟空VS天龍         | Iza Gozen Shiai! Gokū Tai Tenron (Le match impérial ! Goku contre Tenron)                                               | 23 septembre 1987     |
| [Filler] — Goku arrive dans une ville ou un combat entre les spécialistes des deux dojo locaux va avoir lieu le lendemain. Malheureusement Taiken le meilleur spécialiste d'un des deux dojo est très malade et il semble improbable qu'il puisse tenir sa place pour défendre son dojo, l'école Chin, au combat impérial du lendemain. C'est donc Son Goku qui va remplacer Taiken malgré les protestations de son fils qui souhaitait prendre sa suite. Le début du match est équilibré, d'autant plus que le fils de Taiken a dissimulé un laxatif dans le dernier repas de Son Goku ce qui déconcentre quelque peu notre héros. Mais rapidement Son Goku bat son adversaire avant de disparaître pour satisfaire un besoin pressant. Son Goku quitte la ville et ses nouveaux amis d'un épisode afin de continuer son apprentissage. |                                                  |                                  | |                       |
| 81 | Sangoku chez les démons                          | 悟空・魔界へ行く                 | Gokū · Makai e Iku (Goku en route pour le Makai)                                                                        | 30 septembre 1987     |
| [Filler] — Mis au courant par une vieille dame qu'il est proche du Makaï, le monde des démons, ou une jeune princesse a été enlevé, Son Goku décide de proposer son aide pour la retrouver. Notre héros pénètre donc dans le Makaï afin de délivrer la princesse qui est en fait censée se marier avec le démon Shura, le plus puissant des démons du Makaï. Son Goku reçoit l'aide de Mera une elfe qui monte la garde devant la porte séparant le Makaï du monde des vivants. Son Goku affronte alors Shura qui est bien plus puissant que notre héros mais avec l'aide de Mera, qui n'a fait cela que parce qu'elle a des relations compliquées avec Shura, il réussit à fuir avec la princesse. Après un copieux repas offert par le roi, Son Goku reprend son entraînement. |                                                  |                                  | |                       |
| 82 | Le Cerglier ailé                                 | あばれ怪獣イノシカチョウ         | Abare Kaijū Inoshikachō (Le monstrueux Cerglillon)                                                                      | 7 octobre 1987        |
| [Filler] — Goku sauve une famille qui se trouvait dans une voiture dont les freins ne marchaient plus. Le mari et sa femme lui apprennent qu'un cerglier ailé terrorise le village voisin. Son Goku décide donc de l'affronter mais il est devancé par deux experts en arts martiaux, Ten Shin Han et Chaozu du même age grosso modo que Son Goku. Pour la capture du cerglier ils obtiennent une belle récompense. C'est en fait une escroquerie qu'ont monté les deux jeunes amis qui vont de village en village et mettent hors-service le cerglier contre une forte récompense. Son Goku ayant découvert la vérité, Ten Shin Han tente de l'éliminer mais notre héros esquive ses attaques. C'est finalement un arbre qui s'abat sur Son Goku qui mettra un terme au premier affrontement entre les deux enfants. Après un bon repas et après avoir récupéré ses forces, Son Goku retrouve le cerglier et ses deux complices. Il fait tomber leur plan à l'eau mais Ten Shin Han fait passer Son Goku comme le complice du cerglier. Son Goku s'enfuit alors avec le cerglier et devient ami avec lui. Le cerglier aidera même notre héros afin de se préparer pour le Tenkaichi Budokai. |                                                  |                                  | |                       |
| 83 | En route pour le grand tournoi des arts martiaux | いそげ悟空！天下一武道会         | Isoge Gokū! Tenka-ichi Budōkai (Dépêche-toi Gokû ! Le Tenka-Ichi Budôkai)                                               | 14 octobre 1987       |
| [Filler] — Trois années ont passé et le Tenkaichi Budokaï est proche. Alors que Son Goku est sur le chemin pour y aller, il sauve un jeune renard poursuivi. Le tournoi se déroulant sur l'île Papaya qui est très éloigné le nouvel ami de Son Goku lui suggère d'y aller en avion. Il l'emmène à l'aéroport mais Son Goku n'ayant pas un centime, le renard chapardeur décide de trouver la somme nécessaire avant le départ de l'avion. A un jeu d'une fête foraine, les deux amis remporte la somme nécessaire. Son Goku croise peu après Baba la voyante qui l'aide à sauver le renard embarqué dans une situation compliquée. Tout se termine bien et Son Goku part pour l'île Papaya à la nage, alors que le tournoi débute dans trois jours. De leur côte, les amis de Son Goku, Krilin, Yamcha, Kamé Sennin alias Jacky Chun, Bulma, Lunch, Oolong et Puerh se rendent également sur l'île Papaya en avion de même que Ten Shin Han et Chaozu qui eux empruntent un bateau. |                                                  |                                  | |                       |
| 84 | Le Champion toutes catégories                    | めざせ武道天下一！！             | Mezase Budō Tenka-ichi!! (En route pour le Tenka-ichi !!)                                                               | 21 octobre 1987       |
| [Chapitre 113] — Alors que tout le monde s'est inscrit, Son Goku n'est toujours pas là et ses amis commencent à s'inquiéter. On apprend également que Tenshihan et Chaozu sont les élèves de Tsuru Sennin le rival de Kamé Sennin depuis toujours. Son Goku arrive à la dernière minute et peut s'inscrire de justesse. Comme le tournoi commence demain, Kamé Sennin invite nos héros pour un dernier repas qui sera bien entendu très copieux pour Son Goku. Enfin nos héros passent une nuit à l'hôtel pendant laquelle Krilin n'arrivant pas à dormir en profite pour faire un footing nocturne. Yamcha le rejoint, ne trouvant pas le sommeil également. Le lendemain vient le jour des éliminatoires. Kamé Sennin disparaît pour laisser place à Jacky Chun que Son Goku, Yamcha et Krilin saluent lorsqu'il l’aperçoive. |                                                  |                                  | |                       |
| 85 | Les Éliminatoires                                | 勝ちのこるぞっ！！予選サバイバル | Kachinokoru zo!! Yosen Sabaibaru (Concentré sur la victoire !! Tour préliminaire de survie)                             | 28 octobre 1987       |
| [Chapitre 114] — Le tirage des éliminatoires a eu lieu et aucun de nos héros ne tombent l'un contre l'autre. C'est d'abord Yamcha que l'on voit à l'œuvre suivi de Krilin. Tous deux éliminent facilement leur adversaire. Ten Shin Han et Chaozu viennent provoquer les élèves de Kamé Sennin et une rivalité se crée entre Ten Shin Han et Yamcha ainsi qu'entre Chaozu et Krilin. Jacky Chun vient alors calmer tout ce petit monde alors que Ten Shin Han est appelé pour combattre. Il est lui aussi très expéditif alors que c'est maintenant au tour de Son Goku. Notre héros doit combattre le roi Chapa, un expert du combat qui a déjà remporté plusieurs Tenkaichi Budokai. |                                                  |                                  | |                       |
| 86 | Les Huit Meilleurs                               | 決定！！８人の勇者たち           | Kettei!! Hachinin no Yūshatachi (C'est décidé !! Les 8 hommes courageux)                                                | 4 novembre 1987       |
| [Chapitre 115] — Malgré les techniques de son adversaire, Son Goku remporte facilement son combat. Jacky Chun se rend compte que Son Goku le surpasse désormais. Lui aussi remporte facilement son combat. Après d'autres combats remportés par nos héros, c'est l'heure de la pause déjeuner. Une nouvelle altercation entre Yamcha et Ten Shin Han a lieu mais Jacky Chun empêche le combat d'avoir lieu. Peu après nos héros constate que Nam est également présent pour ce tournoi. Malheureusement pour ce dernier il est éliminé par Ten Shin Han qui lui inflige de graves blessures. Cela met Son Goku hors de lui et la encore Jacky Chun calme un de ses élèves. |                                                  |                                  | |                       |
| 87 | Yamcha contre Tenshinhan                         | 対決！！ヤムチャVS天津飯         | Taiketsu!! Yamucha Tai Tenshinhan (Confrontation !! Yamcha contre Tenshinhan)                                           | 11 novembre 1987      |
| [Chapitres 116-117] — Le véritable tournoi débute enfin avec le tirage au sort. Chaozu, grâce à ses pouvoirs psychiques, choisit les rencontres. Le premier combat oppose bien entendu Yamcha à Ten Shin Han. Suivi de Jacky Chun face à l'homme-garou (un loup qui se transforme en homme lors des pleines lunes et qui semblent en vouloir à Jacky Chun). La troisième rencontre opposera Krilin à Chaozu et enfin Son Goku affrontera un spécialiste du kick-boxing nommé Panputt. Le premier match débute. Yamcha et Ten Shin Han font preuve de beaucoup d'enthousiasme et le combat est très équilibré. Yamcha décide donc de lancer une nouvelle attaque spéciale. |                                                  |                                  | |                       |
| 88 | Le Grand Tournoi d'art martiaux                  | ゆけヤムチャ！恐るべし天津飯     | Yuke Yamucha! Osoru Beshi Tenshinhan (Vas-y Yamcha ! L’effrayant Ten Shin Han)                                          | 18 novembre 1987      |
| [Chapitres 117-118] — L'affrontement se poursuit avec toujours autant d'intensité, les deux jeunes hommes se rendant coup pour coup et rivalisant de techniques. Alors qu'il avait plutôt dominé le début du combat, Yamcha est rapidement en difficulté quand Ten Shin Han devient plus offensif. Il semble en fait assez supérieur à l'ancien brigand du désert. Proche de la fin, Yamcha décide d'abattre sa dernière carte, le Kamé Hamé Ha. Malheureusement Ten Shin Han le lui renvoie avec une technique ce qui surprend Yamcha. Ten Shin Han profite de son inattention pour contre-attaquer. Il lui casse également la jambe ce qui met fin au combat. Pu-Erh l'emmène alors à l'hôpital tandis que Son Goku jure de venger son ami. La première journée du tournoi se termine. Les matchs reprenant le lendemain, nos amis décident de rendre visite à Yamcha. |                                                  |                                  | |                       |
| 89 | Rencontre de la pleine lune                      | 恐怖！！満月の恨み               | Kyōfu!! Mangetsu no Urami (Panique !! Rancune de pleine lune)                                                           | 25 novembre 1987      |
| [Chapitres 118-119-120] — Le second match du tournoi débute. Il oppose Jacky Cun à l'homme-garou. Ce dernier semble beaucoup en vouloir à Jacky. Cela vient du fait qu'étant un homme-garou, ce dernier se transformait en homme les soirs de pleine lune et il pouvait courtiser la gent féminine. Mais lors du dernier tournoi Jacky avait détruit la lune pour empêcher Son Goku de pouvoir se transformer en Ozaru. Après avoir facilement battu son adversaire, Jacky l'hypnotise et de lui donne la sensation de voir la lune à l'aide du crâne de Krilin, ce qui le change définitivement en humain. L'homme-garou repart heureux et c'est au tour de Krilin et Chaozu de s'affronter. |                                                  |                                  | |                       |
| 90 | La Revanche de Taopaïpaï                         | なななっ！！なんと どどん波      | Nanana!! Nanto Dodonpa (Ça alors !! Le Dodompa)                                                                         | 2 décembre 1987       |
| [Chapitre 120] — Le début du combat est plutôt équilibré mais le fait que Chaozu puisse voler lui procure un bel avantage. D'autant qu'il possède une attaque très puissante capable de brûler quasi n'importe qui, le Dodompa. Son Goku se souvient alors que Tao Pai Pai l'utilisait également ce qui perturbe Ten Shin Han surtout quand Son Goku lui annonce qu'il l'a tué. On voit que Ten Shin Han était proche de Tao Pai Pai qui est en fait le petit frère de Tsuru Sennin. Krilin de son côté est en difficulté puisqu'il ne fait qu'éviter les Dodompa lancé par Chaozu. Ten Shin Han annonce à son maître que Son Goku a éliminé Tao Pai Pai ce qui met Tsuru Sennin hors de lui. Il demande alors à Chaozu de tuer Krilin qui pour contrer son adversaire décide d'utiliser le Kamé Hamé Ha. |                                                  |                                  | |                       |
| 91 | Une idée de génie                                | 逆転！！クリリンの８でんネ大作戦 | Gyakuten!! Kuririn no Paaden ne Daisakusen (Retournement de situation !! La grande tactique de Krilin : ça fait huit !) | 9 décembre 1987       |
| [Chapitre 121] — Après avoir évité de justesse le dodompa puissance maximum de Chaozu, Krilin contre avec un Kamé Hamé Ha très puissant qui est à deux doigts de mettre un terme au combat. Chaozu semble vexé par cet épisode et décide de redevenir offensif. Mais Krilin se défend très bien impressionnant aussi bien Son Goku, Kamé Sennin que Ten Shin Han. Quelque peu en difficulté, Chaozu utilise ses pouvoirs psychiques pour stopper Krilin et lui envoyer une série de coups de pied qui cause beaucoup de dégâts à Krilin qui remarque pourtant que Chaozu a besoin de ses mains pour utiliser ses pouvoirs. Il tente alors le tout pour le tout en lui demandant le résultat d'opération pour que Chaozu utilise ses mains pour compter et que donc ses pouvoirs ne marchent plus. Cela marche idéalement et Krilin prend définitivement l'avantage et envoie Chaozu hors-ring. La journée se termine et nos héros rendent visite à Yamcha tandis que Chaozu reçoit des cours de maths intensifs de la part de Tsuru Sennin. En pleine nuit un homme masqué se rend à l'hôtel de Son Goku pour tenter de le supprimer mais sans succès. Il s'agit de Tsuru Sennin qui souhaite venger la mort de son frère. Alors qu'une confrontation semble inéluctable, Ten Shin Han s'interpose car il souhaite battre lui-même Son Goku pendant le tournoi sous le regard du monde entier. |                                                  |                                  | |                       |
| 92 | Sangoku contre Ballouc                           | おまたせーっ！孫悟空参上！！     | Omatase! Son Gokū Sanjō!! (Pardon pour l'attente ! Voici Son Goku !!)                                                   | 16 décembre 1987      |
| [Chapitre 122] — Une nouvelle journée débute et l'on apprend par Bulma que Panputt l'adversaire de Son Goku est un fin spécialiste du combat mais également une star du cinéma qui fait chavirer les cœurs. Son manager, se doutant qu'il ne fera pas le poids face à Son Goku, décide de trouver une astuce pour que son poulain l'emporte. Il enlève Son Goku lui faisant croire que le tournoi a été déplacé. Par chance, Lunch version blonde a été témoin de la scène. Elle poursuit alors la voiture où se trouve Son Goku et récupère notre héros qui arrive au dernier moment après une entrée triomphante de Panputt. Le combat ne dure que quelques secondes, Panputt étant très faible par rapport à Goku. |                                                  |                                  | |                       |
| 93 | Deux adversaires de grand talent                 | 実力伯仲！！天津飯VSジャッキー   | Jitsuryoku Hakuchū!! Tenshinhan Tai Jakkii (Égalité !! Ten Shin Han contre Jackie)                                      | 23 décembre 1987      |
| [Chapitre 123] — C'est l'heure de la confrontation entre Ten Shin Han et Jacky Chun. Yamcha s'inquiète beaucoup quant à l'issue du combat connaissant la férocité du guerrier aux 3 yeux. Le match est très équilibré, chacun plaçant quelques coups à l'occasion sans pour autant prendre l'avantage. L'issue du combat est assez difficile à prévoir. |                                                  |                                  | |                       |
| 94 | Une décision inattendue                          | ゲゲゲッ！！新鶴仙流・太陽拳     | Gegege!! Shintsurusenryū Taiyōken (Ouh la la !! Le renouveau de l’école de Tsuru : le Taiyoken)                         | 30 décembre 1987      |
| [Chapitre 124] — Le combat se poursuit et est toujours autant équilibré. Ten Shin Han décide donc d'utiliser une nouvelle technique, le taiyoken, une attaque qui émet une forte lumière et éblouit son adversaire. Surpris par l'attaque, Jacky Chun encaisse un violent coup de genou en pleine nuque qui met KO Jacky. L'arbitre commence alors à compter mais contre toute attente, Jacky se relève, ce qui stupéfait Ten Shin Han comme Tsuru Sennin. Ce dernier commence d'ailleurs à se poser des questions sur qui est réellement Jacky. Jacky Chun interroge Ten Shin Han sur les raisons qui le poussent à suivre une route obscure lui vantant les mérites d'être un héros pendant que Tsuru Sennin découvre que Jacky Chun et Kamé Sennin ne forment qu'une seule et même personne et en avertit son élève. Ten Shin Han envoie alors un énorme Kamé Hamé Ha que Jacky repousse dans les nuages. Se rendant compte qu'entre ses trois élèves plus les deux de son rival Tsuru Sennin, la nouvelle génération est de très haut niveau, Jacky décide d'abandonner. Il considère avoir transmis tout ce qu'il pouvait aux jeunes et souhaite leur passer le relais. |                                                  |                                  | |                       |
| 95 | Sangoku contre Krilin                            | ファイト！！悟空VSクリリン       | Faito!! Gokū Tai Kuririn (Fight !! Gokû contre Krilin)                                                                  | 6 janvier 1988        |
| [Chapitres 125-126] — Alors que le combat entre Son Goku et Krilin va bientôt débuter, Ten Shin Han n'arrive pas à comprendre les raisons de l'abandon de Kamé Sennin. Il le retrouve et lui demande de s'expliquer. Mutenroshi lui explique ses raisons, ce qui laisse Ten Shin Han assez perplexe. Son Goku et son meilleur ami sont donc opposés l'un à l'autre. Ils ont tous deux suivi un entraînement intensif et sont fins prêts pour ce défi. Krilin est ultra motivé et se défend très bien. Aucun des deux amis n'arrive à prendre l'avantage. |                                                  |                                  | |                       |
| 96 | Les Meilleurs Coups de Krilin                    | まさか悟空！？クリリンの大作戦   | Masa ka Gokū!? Kuririn no Daisakusen (Que t’arrive-t-il Goku !? La grande stratégie de Krilin)                          | 13 janvier 1988       |
| [Chapitres 126-127] — Son Goku accélère un peu et met Krilin à terre. Le jeune chauve se relève rapidement et repart à l'attaque. Il se rend compte que Son Goku est plus fort que lui. Il décide donc d'utiliser un stratagème pour saisir la queue de Son Goku, son point faible. Malheureusement pour lui, Son Goku a en fait beaucoup utilisé sa queue pendant son entraînement pour que celle-ci ne soit plus un point faible. Mais Krilin a plus d'un tour dans son sac et ne compte pas abandonner pour autant. Il se jette à corps perdu dans la bataille et arrive à faire reculer Son Goku et même à le mettre à terre. Son Goku décide donc d'accélérer pour de bon et envoie hors-ring son meilleur ami. La finale tant attendue entre Son Goku et Ten Shin Han va avoir lieu. |                                                  |                                  | |                       |
| 97 | Le Match final                                   | 決勝！！はたして武道天下一は！？ | Kesshō!! Hatashite Budō Tenka-ichi wa!? (La finale !! Qui sera le champion du monde des arts martiaux !?)               | 20 janvier 1988       |
| [Chapitres 127-128] — C'est le jour de la finale. Yamcha a décidé de venir la voir depuis les tribunes. Ten Shin Han comme Son Goku semblent ultra motivés pour remporter ce combat.Le coup d'envoi à peine donné, les deux combattants se ruent l'un sur l'autre mais Ten Shin Han d'un Dodompa envoie Son Goku percuter le ring. Son Goku repart à l'attaque mais Ten Shin Han avec ses trois yeux parvient à bien voir les déplacements de notre héros. Son Goku subit de plein fouet les attaques de Ten Shin Han et semble en grande difficulté. |                                                  |                                  | |                       |
| 98 | Une attaque de haute volée                       | 秘技・排球拳と戦闘パワー         | Higi・Haikyūken to Sentō Pawā (Technique secrète. Haikyuken contre puissance de combat)                                 | 27 janvier 1988       |
| [Chapitres 129-130] — Alors que Son Goku est déjà sonné, Ten Shin Han utilise une attaque spéciale où il utilise son adversaire comme un ballon de volley. Son Goku encaisse l'attaque et se relève et accélère le rythme. Il met alors rapidement Ten Shin Han en difficulté. Les deux combattants décident alors de se battre à 100 % et l'affrontement devient très équilibré. Comme Jacky Chun, Son Goku utilise un Zanzoken multiple mais amélioré et il parvient à mettre Ten au sol. Énervé par la situation, Ten Shin Han décide d'utiliser son Tayoken que Son Goku réussit pourtant à bloquer. Il parvient même à lui mettre un coup de poing, profitant des lunettes de soleil qu'il a piqué à Kamé Sennin. Ten Shin Han se relève et le match reprend. Mais bizarrement, Son Goku semble éprouver des difficultés à pouvoir bouger comme il le souhaite. |                                                  |                                  | |                       |
| 99 | Une fausse victoire                              | 天津飯の苦悩！！                 | Tenshinhan no Kunō!! (La souffrance de Ten Shin Han !!)                                                                 | 3 février 1988        |
| [Chapitres 131-132] — Goku semble énervé par la situation. Il reproche à Ten de tricher ce qui agace son adversaire. C'est en fait Chaozu qui utilise ses pouvoirs psychiques pour bloquer Son Goku et aider son ami. Il suit en fait les ordres de Tsuru Sennin qui ne supporte pas de voir Ten avoir des difficultés. Kamé Sennin comme Yamcha ont remarqué la triche employée par Tsuru Sennin et Chaozu. À cause de Chaozu, Son Goku encaisse de nombreux coups. Ten Shin Han finit par comprendre ce qu'il se passe. Il est d'ailleurs très énervé de voir que son maître a interféré dans le combat et demande à Chaozu d'arrêter d'utiliser ses pouvoirs. Il va même plus loin en demandant à Son Goku de lui infliger quelques dégâts pour que le combat soit équitable. Après que Kamé Sennin ait expédié son rival Tsuru Sennin à quelques kilomètres grâce à un Kamé Hamé Ha, le match reprend pour de bon. Ten Shin Han décide d'utiliser une technique spéciale pour poursuivre le combat qui lui permet d'avoir deux bras supplémentaires, le Shiyoken. |                                                  |                                  | |                       |
| 100 | La Dernière Chance                               | 生か死か！？最後の手段           | Sei ka Shi ka!? Saigo no Shudan (La vie ou la mort !? Le tout pour le tout)                                             | 10 février 1988       |
| [Chapitres 132-133] — Grâce à ses 4 bras, Ten prend l'avantage. Il parvient même à immobiliser Son Goku en lui attrapant bras et jambe. Ce n'est que grâce à sa queue que Son Goku réussit à se dégager. Le combat se poursuit bien que les deux combattants soient pas mal entamés. Son Goku tente une prise de soumission mais, grâce à ses deux bras supplémentaires, Ten reprend le dessus. Malheureusement pour lui, la douleur étant trop intense, il perd ses bras supplémentaires et Son Goku est de nouveau en position de force. Au prix d'un incroyable effort, Ten réussit à se défaire de l'étreinte de Son Goku, il l'envoie même dans le décor. Le combat peut reprendre et Ten Shin Han décide d'utiliser sa technique suprême, le Kikoho, une vague de puissance dévastatrice qui consomme l'énergie du lanceur également. Une seule attaque a d'ailleurs suffit pour détruire entièrement le ring. Son Goku a d'ailleurs disparu. |                                                  |                                  | |                       |
| 101 | La Grande Finale                                 | 武道大会終了！そして…！！        | Budō Taikai Shūryō! Soshite…!! (La fin du Budokai ! Et puis… !!)                                                        | 17 février 1988       |
| [Chapitres 133-134] — Goku a effectué un saut pile au bon moment pour éviter de finir comme le ring. Malheureusement, vu qu'il ne sait pas voler, l'issue du combat semble fatale pour notre héros. Il décide d'utiliser sa dernière attaque, le Kamé Hamé Ha qui lui permet d'asséner un énorme coup de tête à Ten Shin Han. Les deux combattants sont en pleine chute libre. Le premier qui touchera le sol aura perdu. Son Goku semble tomber plus vite. Grâce à un dernier mini Kamé Hamé Ha, il gagne un peu d'altitude et reprend une option sur la victoire. Alors qu'il conserve son retard sur Ten, Son Goku heurte malheureusement une voiture, ce qui l'envoie directement sur le sol quelques dixièmes de secondes avant Ten Shin Han. Le combattant aux trois yeux remporte le Tenkaichi Budokai sous les yeux du commentateur qui suit la scène depuis une capsule transformée en avion. La foule vient saluer les deux champions et les porte en triomphe. Sachant qu'il a gagné par la chance, Ten Shin Han propose de partager la prime. Mais Son Goku, pas du tout intéressé par l'argent, refuse ne sachant pas quoi en faire. Nos amis décident néanmoins d'aller fêter le tournoi au restaurant et c'est le vainqueur qui les invite. Son Goku a oublié son nyoibo au stade mais comme il est fatigué et surtout affamé, Krilin va le chercher à sa place. Le jeune chauve mettant du temps à revenir, tout le monde commence à manger sauf Son Goku qui sent comme un mauvais présage. Il fonce voir ce qu'il se passe et découvre Krilin assassiné. Le commentateur, témoin de la scène, explique qu'un monstre est venu, a tué Krilin et récupéré la boule de Son Goku ainsi que la liste des participants du tournoi. |                                                  |                                  | |                       |

## Saison 6
| No | Titre français                      | Titre japonais                   | Titre japonais                                                                          | Date de 1re diffusion |
| No | Titre français                      | Kanji                            | Rōmaji                                                                                  | Date de 1re diffusion |
| --- | ----------------------------------- | -------------------------------- | --------------------------------------------------------------------------------------- | --------------------- |
| 102 | Un plan diabolique                  | クリリンの死恐ろしき陰謀！！     | Kuririn no Shi Osoroshiki Inbō!! (La mort de Krilin ! Un effrayant complot)             | 24 février 1988       |
| [Chapitre 135] — Tous les héros arrivent au pas de course rejoindre Son Goku et Krilin. Ils constatent la triste nouvelle de la mort de Krilin. Son Goku est au bord de l’explosion. Il demande le dragon radar à Bulma et fonce à la poursuite du monstre qui a tué son ami et pris le dragon ball de Son Goku malgré la désapprobation de Kamé Sennin qui sachant que son élève a dépensé toutes ses forces au tournoi, il aura bien du mal à vaincre le monstre qui n’a fait qu’une bouchée de Krilin. Oolong découvre une étrange feuille avec le signe du démon en écriture japonaise à l’intérieur d’un rond rouge. Ce symbole glace le sang de Kamé Sennin qui semble savoir d’où il provient. C’est en fait l’emblème du Démon Piccolo, un démon qui avait plongé la Terre dans le chaos il y a longtemps.                                                                                      |                                     |                                  |                                                                                         |                       |
| 103 | Le Temps de la terreur              | ピッコロ大魔王の恐怖！！         | Pikkoro Daimaō no Kyōfu!! (La terreur de Piccolo Daimao !!)                             | 2 mars 1988           |
| [Chapitre 136] — Démon Piccolo veut se venger du maître de Kamé Sennin. Il s'est allié avec Pilaf qui a retrouvé l'autocuiseur dans lequel il avait été enfermé et est prêt à éliminer tous les participants du grand tournoi d'arts martiaux pour ne plus jamais se faire refermer. Son Goku parvient à retrouver le monstre ailé Tambourine qui a tué Krilin sur ordre de Piccolo. |                                     |                                  |                                                                                         |                       |
| 104 | Sangoku revient à la vie            | よみがえれ孫悟空！！             | Yomigaere Son Gokū!! (Reviens à la vie Son Goku !)                                      | 9 mars 1988           |
| [Chapitres 137-138] — San Goku très énervé fait face au monstre ailé Tambourine qui est alors supérieur en force. Il détruit le nuage magique puis moleste San Goku en l'abandonnant dans la forêt. Il donne ensuite la boule de cristal à quatre étoiles à son maitre Démon Piccolo qui désire récupérer les 7 boules pour acquérir la jeunesse éternelle. Sur ordre de Piccolo, Tambourine doit éliminer tous les participants au tournoi des arts martiaux. Celui-ci déclare que Krilin et San Goku ont déjà été éliminés par lui-même devant Pilaf effaré. Peu après, le Roi Chappa dans son temple avec ses disciples est interrompu par Tambourine. Malgré sa résistance, le Roi Chappa est rapidement tué. Les disciples ne pouvant en rester là, tous périssent en affrontant Tambourine. Puis il tue froidement Pamputt, le vainqueur d'un match de boxe thaïlandaise, d’un seul coup de pied. |                                     |                                  |                                                                                         |                       |
| 105 | L'Homme des bois                    | 怪男児・ヤジロベー登場！！       | Kaidanji・Yajirobee Tōjō!! (Apparition de Yajirobe, l'étrange garçon !!)                | 16 mars 1988          |
| [Chapitres 138-139] — Bacterian est attaqué et tué par Tambourine, comme tous les combattants qui pourraient peut être apprendre le Mafuba. Démon Piccolo pond un œuf par la bouche afin de donner naissance à un nouveau combattant ailé Cymbale qui part immédiatement à la recherche des boules du dragon. Son Goku réveillé après sa défaite rencontre un garçon qui se nomme Yajirobé. Celui-ci détient la boule de cristal à une étoile. Ten Shin Han, Chaozu et Kamé Sennin partent pour récupérer les sept boules de cristal. |                                     |                                  |                                                                                         |                       |
| 106 | Une nouvelle mission                | 魔獣・タンバリンがやってくる！！ | Majū・Tanbarin ga Yatte Kuru!! (Tambourin, la bête démoniaque, arrive !)                | 23 mars 1988          |
| [Chapitres 139-140] — Son Goku sympathise avec son nouvel ami. Tambourine continue à tuer un à un les participants du grand tournoi. Cymbale retrouve la boule de cristal à une étoile et commence le combat avec Yajirobé. Celui-ci terrasse le monstre en le coupant en deux au grand étonnement de San Goku. |                                     |                                  |                                                                                         |                       |
| 107 | À la mémoire de Krilin              | 孫悟空・怒り爆発！！             | Son Gokū・Ikari Bakuhatsu!! (Son Goku, l'explosion de la colère !)                      | 6 avril 1988          |
| [Chapitres 140-141] — Ten Shin Han, Chaozu et Kamé Sennin continuent à récupérer les boules de cristal. Tandis que Tambourine retrouve San Goku et Yajirobé. |                                     |                                  |                                                                                         |                       |
| 108 | Satan se montre                     | ピッコロ大魔王降り立つ！！       | Pikkoro Daimaō Oritatsu!! (Piccolo Daimao met pied à terre !)                           | 13 avril 1988         |
| [Chapitres 141-142] — Son Goku arrive à battre le monstre Tambourine qui avait tué Krilin. Ten Shin Han, Chaozu et Kamé Sennin ont réussi à rassembler 4 boules de cristal. |                                     |                                  |                                                                                         |                       |
| 109 | Sangoku contre Satan Petit Cœur     | 孫悟空対ピッコロ大魔王           | Son Gokū Tai Pikkoro Daimaō (Son Gokû contre Piccolo Daimaô)                            | 20 avril 1988         |
| [Chapitres 142-143] — Son Goku s'apprête à battre le démon Piccolo, mais il ignore que ce monstre possède des pouvoirs terrifiants. |                                     |                                  |                                                                                         |                       |
| 110 | Le Dernier Espoir                   | がんばれっ！孫悟空！！           | Ganbare! Son Gokū!! (Courage ! Son Gokû !!)                                             | 4 mai 1988            |
| [Chapitres 144-145] — Son Goku a été battu par le Démon Piccolo. Yajirobé l'emmène à la tour Karine. Kamé Sennin s'apprête à se mesurer au Démon Piccolo. |                                     |                                  |                                                                                         |                       |
| 111 | Le Dernier Combat de Tortue Géniale | 亀仙人の最後の魔封波！！         | Kame-Sen'nin no Saigo no Mafūba!! (L’ultime Mafuba de Kamé Sennin !!)                   | 11 mai 1988           |
| [Chapitres 146-147] — Kamé Sennin est prêt à tout pour battre le Démon Piccolo, même à y laisser la vie. |                                     |                                  |                                                                                         |                       |
| 112 | À la quête de l'éternelle jeunesse  | 若がえるか！？ピッコロ大魔王     | Wakagaeru ka!? Pikkoro Daimaō (Piccolo Daimaō retrouvera-t-il sa jeunesse ?!)           | 18 mai 1988           |
| [Chapitres 147-148] — Après avoir battu Kamé Sennin, Démon Piccolo a récupéré les sept boules de cristal, pour demander la vie éternelle au dragon Shenron. Malgré l'opposition vaine de Chaozu, le dragon exauce le souhait du Démon Piccolo qui acquiert la jeunesse éternelle puis détruit le dragon avec sa force renouvelée. Les sept boules de cristal sont désactivées et se transforment en pierre. Démon Piccolo se débarrasse alors de Pilaf et ses acolytes. |                                     |                                  |                                                                                         |                       |
| 113 | La Première Étape                   | キングキャッスルの攻防！！       | Kingu Kyassuru no Kōbō!! (La bataille du King Castle !!)                                | 25 mai 1988           |
| [Chapitre 149] — Son Goku est transporté par Yajirobé à la terre sainte, où il revoit Upa et son père. Son Goku est blessé. Le père d'Upa conseille à Yajirobé d'escalader la tour Karine avec Son Goku. Démon Piccolo envahit le palais royal et rejoint le roi en fuite afin de prendre sa place. |                                     |                                  |                                                                                         |                       |
| 114 | Au sommet de la tour                | 悟空のねがい！！カリン様もなやむ | Gokū no Negai!! Karin-sama mo Nayamu (Le souhait de Goku !! Même Karin-sama s’inquiète) | 1er juin 1988         |
| [Chapitre 150] — Son Goku et Yajirobé arrivent au sommet de la tour. |                                     |                                  |                                                                                         |                       |
| 115 | Le Labyrinthe de glace              | 手に入れろ！謎の超神水           | Te ni Irero! Nazo no Chōshinsui (Trouve-la ! La mystérieuse Eau divine)                 | 8 juin 1988           |
| [Chapitre 151] — Son Goku doit réussir une épreuve pour récupérer l'eau sacrée. |                                     |                                  |                                                                                         |                       |
| 116 | Tortue Géniale réapparaît           | 生きていた亀仙人！？             | Ikite Ita Kame-sen'nin!? (Kamé Sennin est en vie ?!)                                    | 22 juin 1988          |
| [Chapitres 151] — Son Goku et Yajirobé sont dans une grotte. Son Goku voit Kamé Sennin et ses amis, mais le jeune garçon doit partir chercher l'eau sacrée, pour battre le Démon Piccolo. |                                     |                                  |                                                                                         |                       |
| 117 | Sangoku se réincarne                | 孫悟空ついに発進！！             | Son Gokū Tsui ni Hasshin!! (Son Goku prend enfin son envol !!)                          | 29 juin 1988          |
| [Chapitre 152] — Après s'être aventuré dans la grotte, Son Goku se sent plus fort, et il est prêt à combattre le Démon Piccolo. |                                     |                                  |                                                                                         |                       |
| 118 | La Détermination de Tenshinhan      | 天津飯の決意！！                 | Tenshinhan no Ketsui!! (La décision de Tenshinhan !!)                                   | 6 juillet 1988        |
| [Chapitres 152-153] — Ten Shin Han est plus déterminé à vouloir battre Démon Piccolo, et il s'entraîne. |                                     |                                  |                                                                                         |                       |
| 119 | Tenshinhan rencontre Satan          | きまるか！？伝説の魔封破         | Kimaru ka!? Densetsu no Mafūba (Tu te décides ?! Le légendaire Mafuba)                  | 20 juillet 1988       |
| [Chapitres 154-155] — Ten Shin Han se bat contre un monstre envoyé par Démon Piccolo, mais il finit par être épuisé, et au moment où le monstre l'achève, Son Goku arrive à sa rescousse. |                                     |                                  |                                                                                         |                       |
| 120 | La Colère de Sangoku                | 悟空・怒りのフルパワー！！       | Gokū・Ikari no Furu Pawā!! (Goku, la Toute-Puissance de la colère !!)                   | 27 juillet 1988       |
| [Chapitres 155-156-157] — Son Goku se bat contre Démon Piccolo, ils mènent tous les deux une lutte sans merci. |                                     |                                  |                                                                                         |                       |
| 121 | Un combat difficile                 | 孫悟空最大の危機！！             | Son Gokū Saidai no Kiki!! (Son Goku en grand danger !!)                                 | 3 août 1988           |
| [Chapitres 157-158-159] — Son Goku et Démon Piccolo combattent. |                                     |                                  |                                                                                         |                       |
| 122 | La Fin de Satan                     | 最後の賭け！！                   | Saigo no Kake!! (L'Ultime Pari !!)                                                      | 10 août 1988          |
| [Chapitres 159-160-161] — Son Goku parvient à battre le Démon Piccolo en le transperçant avec son corps, le démon explose. Goku ramène alors la paix sur Terre. |                                     |                                  |                                                                                         |                       |

## Saison 7
| No | Titre français                                | Titre japonais                     | Titre japonais                                                                                           | Date de 1re diffusion |
| No | Titre français                                | Kanji                              | Rōmaji                                                                                                   | Date de 1re diffusion |
| --- | --------------------------------------------- | ---------------------------------- | --- | --------------------- |
| 123 | À la recherche du bâton magique               | 如意棒の秘密                       | Nyoibō no Himitsu (Le secret de Nyoibo)                                                                  | 17 août 1988          |
| [Chapitres 161-162] — Après la victoire de Son Goku face au démon Piccolo, Yajirobé transporte Son Goku jusqu'à la tour Karin pour que celui-ci soigne les blessures de Son Goku. Après avoir appris pour la mort de Shenron, Karin apprendra à Son Goku que Nyoibo était initialement conçu pour relier la tour Karin au temple dans lequel vit le Tout-Puissant. Il lui indique aussi que le seul moyen ramener Shenron à la vie est de demander directement au Tout-Puissant, son créateur. Son Goku partira donc à la recherche de Nyoibo pour sauver les victimes de la Mazoku qui sont condamnées à errer dans les limbes. Après avoir retrouvé Nyoibo ramené par Ten Shin Han à Kame House, Son Goku se met en route pour le temple de Dieu. Quelque part sur la planète, le démon Piccolo a cependant laissé un œuf contenant son fils. Un vieux couple le trouve ignorant que dans cet œuf se trouve un monstre impitoyable. L'oeuf éclot donnant naissance au fils du démon Piccolo qui met le feu à la maison du couple en jurant de venger son père. |                                               |                                    | |                       |
| 124 | Le Temple dans les nuages                     | 雲の上の神殿                       | Kumo no Ue no Shinden (Le temple au-delà des nuages)                                                     | 24 août 1988          |
| [Chapitres 162-163] — Goku ayant récupéré Nyoibo, il peut finalement le fixer sur le toit du temple de Karin et le faire s'allonger pour s'en servir comme d'un ascenseur qui le transportera jusqu'au temple de Dieu. Durant son voyage, il passera au travers de nuages chargés d'éclairs et de foudre. Pendant ce temps, le roi du monde a décidé de donner la plus haute distinction à Son Goku ce qui le place au statut de célébrité. De ce fait, des journalistes se rendent à Kame House pour assaillir Bulma et les autres de questions sur leur héros. De son côté, Piccolo commet des méfaits et découvre sa force incroyable. Après un voyage semé d'embûches, Son Goku parvient finalement au temple de Dieu où il fait la rencontre de Mister Popo, le serviteur du Tout-Puissant. Il lui apprend qu'il devra passer un test (autrement dit, battre Mister Popo) pour voir s'il est digne (ou non) de rencontrer Dieu. Face à l'insondable force de Mister Popo, Son Goku est désemparé et largement dominé. Son adversaire lui déclare qu'il est trop faible mais Son Goku ne se laisse pas abattre et continue de tenter de blesser Mister Popo.                                                               |                                               |                                    | |                       |
| 125 | Dieu apparaît                                 | 神様登場！！                       | Kami-sama Tōjō!! (L'apparition de Kami-sama)                                                             | 31 août 1988          |
| [Chapitre 164] — Sur Terre, Piccolo jr fait fuir des gardes-forestiers après avoir assomé un ours. Son Goku s'entraîne avec Monsieur Popo, puis le Tout-puissant fait son entrée. Il ressemble trait pour trait au Démon Piccolo car il ne forment qu'une seule et même personne. Le Tout-puissant a pris la place de l'ancien dieu en se séparant de son côté maléfique. Le Tout-puissant propose de ressusiter le dragon Sheron pour que Goku retrouve ses amis défunts. |                                               |                                    | |                       |
| 126 | La Résurrection du dragon                     | よみがえる神龍！！                 | Yomigaeru Shenron!! (Shenron revient à la vie !!)                                                        | 14 septembre 1988     |
| [Chapitre 165] — Pendant que Piccolo jr continue ses méfaits. Le Tout-puissant fait renaitre Sheron et les boules de cristal apparaissent à Kame house, afin que les amis de Son Goku puissent ressusciter. Le dragon est invoqué et on lui demande le retour à la vie de toutes les victimes du démon Piccolo, se qu'il execute. Kamé Sennin, Krilin, Chaozu comme tous les participants au 22e grand tournoi des arts martiaux morts sous les coups de Tambourine. |                                               |                                    | |                       |
| 127 | Plus rapide que l'éclair                      | カミナリよりも速く！！             | Kaminari yori mo Hayaku!! (Plus rapide que l'éclair !!)                                                  | 21 septembre 1988     |
| [Filler] — Son Goku est le premier à suivre l'entraînement du Tout-puissant. Dieu et son serviteur Mister Popo l'entraînent pendant 3 longues années, avec pour objectif de le préparer au combat qu'il doit livrer contre Piccolo jr lors du 23e Tenkaichi Budokai. Il s'agit d'une méthode très particulière, beaucoup plus axée sur la fortification de l'esprit que celle du corps. |                                               |                                    | |                       |
| 128 | Un adversaire imaginaire                      | 空のように静かに                   | Sora no yō ni Shizuka ni (Aussi calme que le ciel)                                                       | 28 septembre 1988     |
| [Filler] — Son Goku doit combattre un adversaire imaginaire. |                                               |                                    | |                       |
| 129 | Voyage                                        | 時をかける悟空                     | Toki o Kakeru Gokū (Goku remonte le temps)                                                               | 12 octobre 1988       |
| [Filler] — Son Goku voyage dans le temps, et rencontre Kamé Sennin quand il était jeune. |                                               |                                    | |                       |
| 130 | L'Apprentissage                               | 悟空の敵は…悟空！？                | Gokū no Teki wa… Gokū!? (L'ennemi de Goku est… Goku ?!)                                                  | 19 octobre 1988       |
| [Filler] — Monsieur Popo crée une poupée d'argile à l'effigie de Son Goku, pour que celui-ci combatte contre lui-même. Cet affrontement contre une autre version de lui-même, doit lui permettre de se connaître et dépasser ses faiblesses. |                                               |                                    | |                       |
| 131 | Quand chacun poursuit sa quête                | それぞれの道をめざして             | Sorezore no Michi o Mezashite (Chacun suit son chemin)                                                   | 26 octobre 1988       |
| [Filler] — Son Goku s'entraîne toujours chez le Tout-puissant. Yamcha, Krilin, Ten Shin Han et Chaozu s'entraînent tous les quatre. |                                               |                                    | |                       |
| 132 | La Colère du volcan                           | マグマより熱く                     | Maguma yori Atsuku (Plus chaud que le magma)                                                             | 2 novembre 1988       |
| [Filler] — Krilin, Chaozu, Yamcha et Ten Shin Han sont dans un village qui est menacé par un volcan, et tentent de faire quelque chose pour sauver les villageois. |                                               |                                    | |                       |
| 133 | Les Retrouvailles                             | 嵐の前の再会                       | Arashi no Mae no Saikai (Retrouvailles avant la tempête)                                                 | 9 novembre 1988       |
| [Chapitre 166] — 3 années se sont écoulées depuis que Son Goku s'est entraîné chez le Tout-Puissant, désormais adolescent il participe au 23e grand tournoi des arts martiaux. Ses amis ne le reconnaissent d'abord pas car il a grandi et Son Goku n'a plus de queue. Elle lui a été enlevé au royaume céleste. Puis arrivent Krilin, Ten Shin Han, Chaozu et Yamcha qui apparaît avec deux cicatrices sur le visage. Krilin remercie Goku pour sa resurrection. Le lendemain apparait le fils du démon Piccolo. |                                               |                                    | |                       |
| 134 | La Coupe du monde des arts martiaux           | 波乱の天下一武道会                 | Haran no Tenka-ichi Budōkai (Un Tenka-Ichi Budôkai plein de péripéties)                                  | 16 novembre 1988      |
| [Chapitres 167-168] — Son Goku et ses amis rencontrent le fils du démon Piccolo, qui participe au tournoi. Lors des éliminatoires Goku bat le Roi Chappa d'un seul coup. Chaozu est battu lors des éliminatoires par Tao Pai Pai que tout le monde croyait mort. |                                               |                                    | |                       |
| 135 | Les Huit Meilleurs Candidats                  | 選ばれた８人                       | Erabareta Hachinin (Les huit qualifiés)                                                                  | 23 novembre 1988      |
| [Chapitres 168-169] — Son Goku et ses amis font partie des huit meilleurs combattants qui se présentent en quart de finale. |                                               |                                    | |                       |
| 136 | Le Maître ignorant                            | 殺し屋桃白白の逆襲                 | Koroshiya Taopaipai no Gyakushū (L'assassin Tao Paï Paï contre-attaque)                                  | 30 novembre 1988      |
| [Chapitres 169-170] — Ten Shin Han doit se mesurer à Tao Pai Pai. Celui-ci veut le tuer, ainsi que Son Goku. |                                               |                                    | |                       |
| 137 | Sangoku se marie                              | 孫悟空の結婚                       | Son Gokū no Kekkon (Le mariage de Son Gokû)                                                              | 7 décembre 1988       |
| [Chapitres 171-172] — Son Goku doit se battre contre une jeune fille qui le connaît, et elle est furieuse après lui. Il s'agit en réalité de Chichi. Elle rencontra Son Goku au début de l’histoire lorsque celui-ci, accompagné de Bulma et de Oolong, était à la recherche des Dragon Balls. L’un d’eux se trouvait dans le château de son père, mais lorsque Son Goku, Bulma et Oolong arrivèrent sur les lieux, ils constatèrent qu'un gigantesque incendie ravageait tout le château sur le Mont Fry Pan. Son Goku emmène Chichi sur le nuage magique et partent à la recherche de Kamé Sennin pour qu’il vienne les aider à éteindre le feu. Son Goku, encore très naïf, touche le bas, du ventre de Chichi, qui se met à hurler. Son Goku s'excuse auprès de Chichi et explique qu'il voulait vérifier si c'était une fille ou un garçon. Cependant Chichi se demande si elle doit épouser Son Goku puisqu'il lui a fait "Pam-Pam" ! Avant qu'il reparte, Chichi fait promettre à Son Goku, que lorsqu'ils seront grands, ils se marieront ! Son Goku accepte en étant persuadé qu'elle parlait de nourriture. C’est ainsi que les deux enfants devinrent amis. Durant son combat, Krilin surprend Piccolo en lévitant. |                                               |                                    | |                       |
| 138 | Shen, un candidat peu ordinaire               | 謎の男・シェン                     | Nazo no Otoko・Shen (Shen, l'homme mystérieux)                                                           | 14 décembre 1988      |
| [Chapitres 173-174] — Krilin perd contre Piccolo, puis Shen fait son entrée. Son Goku le reconnaît, il s'agit du Tout-puissant. Celui-ci doit se battre contre Yamcha. |                                               |                                    | |                       |
| 139 | Sangoku contre Tenshinhan, deuxième rencontre | 激闘ふたたび！悟空VS天津飯         | Gekitō Futatabi! Gokū Tai Tenshinhan (Nouvel affrontement ! Gokû contre Tenshinhan)                      | 21 décembre 1988      |
| [Chapitres 175-176] — Le prochain combat est celui de Son Goku contre Ten Shin Han. |                                               |                                    | |                       |
| 140 | Entraînement très spécial                     | ほんとうの力                       | Hontō no Chikara (La vraie force)                                                                        | 11 janvier 1989       |
| [Chapitres 177-178] — Son Goku et Ten Shin Han utilisent leurs meilleures techniques. Tout comme Ten Shin Han, Son Goku peut léviter. Son Goku combat dans un premier temps avec des vêtements lestés d'environ 100 kg. |                                               |                                    | |                       |
| 141 | Tous pour un, un pour tous                    | 四人の天津飯                       | Yonin no Tenshinhan (Les quatre Tenshinhan)                                                              | 18 janvier 1989       |
| [Chapitres 178-179] — Ten Shin Han montre à Son Goku sa nouvelle attaque, les 12 yeux. Elle consiste à se dédoubler quatre fois (d'où le nom de la technique car Ten Shin Han a trois yeux). Cette technique a un gros défaut : chacun des 4 doubles voit sa force, sa vitesse et ses réflexes divisés par 4. |                                               |                                    | |                       |
| 142 | Shen contre Petit Cœur Junior                 | どっちが強い！？神VSピッコロ大魔王 | Docchi ga Tsuyoi!? Kami Tai Pikkoro Daimaō (Qui sera le plus fort ?! Kami contre Piccolo Daimaô)         | 25 janvier 1989       |
| [Chapitres 180-181] — Shen et Piccolo s'affrontent. |                                               |                                    | |                       |
| 143 | Pour l'avenir du monde                        | この世の運命を賭けて！             | Kono Yo no Unmei o Kakete! (Le destin du monde est en jeu !)                                             | 1er février 1989      |
| [Chapitres 182-183] — Shen perd contre Piccolo , c'est Son Goku qui l'affrontera en finale. |                                               |                                    | |                       |
| 144 | Le Dernier Combat                             | でた！究極の超カメハメ波           | Deta! Kyūkyoku no Chōkamehameha (Çà y est ! Le Super Kamehame-ha Ultime)                                 | 8 février 1989        |
| [Chapitres 183-184-185] — Son Goku doit se battre en finale contre Piccolo, il doit le battre pour sauver le monde. |                                               |                                    | |                       |
| 145 | Le Géant du tournoi                           | ピッコロ大魔王超巨身術             | Pikkoro Daimaō Chōkyoshinjutsu (Le colossal Piccolo Daimao)                                              | 15 février 1989       |
| [Chapitres 185-186-187] — Piccolo fait fuir tout le public qui regardait le tournoi, et se transforme en géant. |                                               |                                    | |                       |
| 146 | La Loyauté de Sangoku                         | 孫悟空のワナ                       | Son Gokū no Wana (Le piège de Son Gokû)                                                                  | 22 février 1989       |
| [Chapitres 187-188-189] — Son Goku ne compte pas laisser Piccolo gagner, même si celui-ci s'est transformé en géant. |                                               |                                    | |                       |
| 147 | Une épreuve difficile                         | 万事休す！！                       | Banji Kyūsu!! (Tout est perdu !!)                                                                        | 1er mars 1989         |
| [Chapitres 190-191-192] — Le combat devient rude pour Son Goku qui est transpercé à l'épaule par Piccolo. |                                               |                                    | |                       |
| 148 | La Victoire finale                            | やった！地球上最強の男             | Yatta! Chikyūjō Saikyō no Otoko (Victoire ! L'homme le plus fort du monde)                               | 8 mars 1989           |
| [Chapitres 192-193-194] — Après un long et violent combat, Son Goku réussit à battre de justesse Piccolo mais lui laisse la vie contre l'avis du Tout-Puissant; Guéri par un haricot magique, Piccolo jure de revenir un jour pour se venger et prend la fuite. Son Goku devient le champion du monde des arts martiaux. |                                               |                                    | |                       |
| 149 | L'Éventail magique                            | 炎の中のウエディングドレス         | Honō no Naka no Uedingu Doresu (Une robe de mariée dans les flammes)                                     | 15 mars 1989          |
| [Filler] — Son Goku part avec Chichi sur le nuage, pour aller voir le père de la jeune fille, mais la maison de celui-ci est en feu, et pour l'éteindre il faut l'éventail magique. Cet éventail magique est supposé avoir été créé à partir des plumes d'un oiseau. Il aurait appartenu à Kamé Sennin, mais celui-ci l'avait jeté. Il a le pouvoir de contrôler les vents lorsqu'on le secoue une fois, de créer des nuages quand il est secoué deux fois et de faire tomber une pluie diluvienne lors d'un troisième secouement. |                                               |                                    | |                       |
| 150 | Le Mangeur de feu                             | 幻の火喰い鳥                       | Maboroshi no Hi Kui Dori (Le mythique oiseau mangeur de feu)                                             | 22 mars 1989          |
| [Filler] — Son Goku et Chichi vont chez Kamé Sennin pour lui demander un livre qui parle de l'éventail, mais il n'est pas là. La tortue sait où il se trouve, et leur montre. |                                               |                                    | |                       |
| 151 | Chichi femme idéale                           | チチの花嫁修業のおかげです         | Chichi no Hanayome Shugyō no Okage Desu (C'est parce que Chichi s'est entraînée à être une bonne épouse) | 5 avril 1989          |
| [Filler] — Son Goku et Chichi vont dans les montagnes pour chercher l'éventail magique. |                                               |                                    | |                       |
| 152 | Le Mont des cinq éléments                     | いそげ悟空！五行山のなぞ           | Isoge Gokū! Gogyōzan no Nazo (Vite Goku ! Le mystère du mont des Cinq Eléments)                          | 12 avril 1989         |
| [Filler] — Son Goku utilise l'éventail magique, mais celui-ci ne marche pas. Sur les conseils de Baba la voyante, ils se rendent aux portes de l’autre monde afin de réparer une brèche dans le fourneau magique. Ils y rencontrent Son Gohan, le grand-père de Son Goku, qui y travaille depuis sa mort. |                                               |                                    | |                       |
| 153 | Dans les flammes de l'enfer                   | 燃えるフライパン山！一瞬の決死行   | Moeru Furaipan Yama! Isshun no Kesshikō (Le mont Frypan embrasé ! Extinction instantanée)                | 19 avril 1989         |
| [Filler] — Une fois leur mission remplie, Son Goku et Chichi parviennent à sauver Gyumao des flammes et à éteindre l'incendie puis ils se marient. |                                               |                                    | |                       |